# Biserica Cuvioasa Paraschiva din Țichindeal

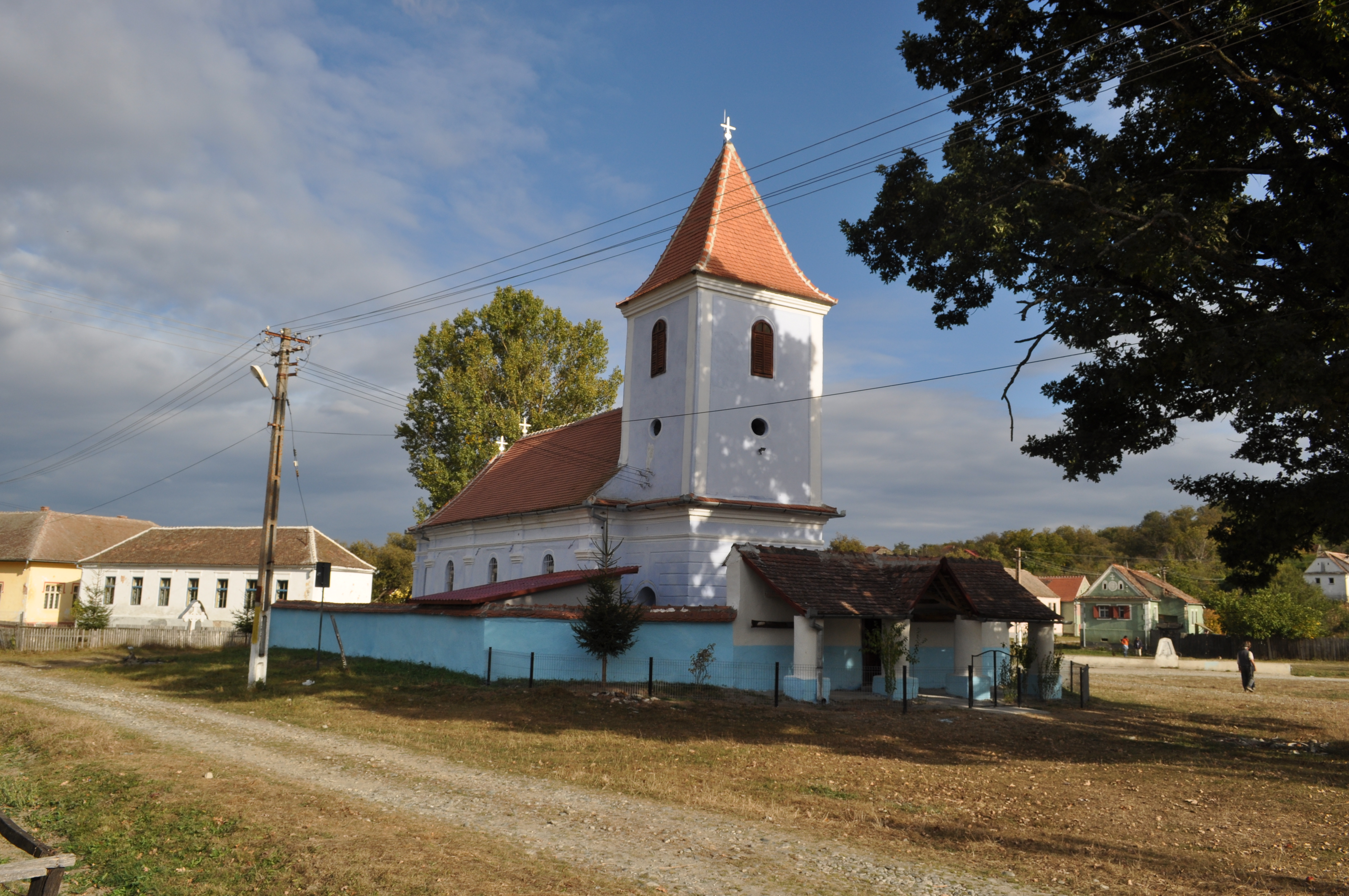
Biserica „Cuvioasa Paraschiva” din Țichindeal, comuna Nocrich, județul Sibiu, foto: septembrie 2011.

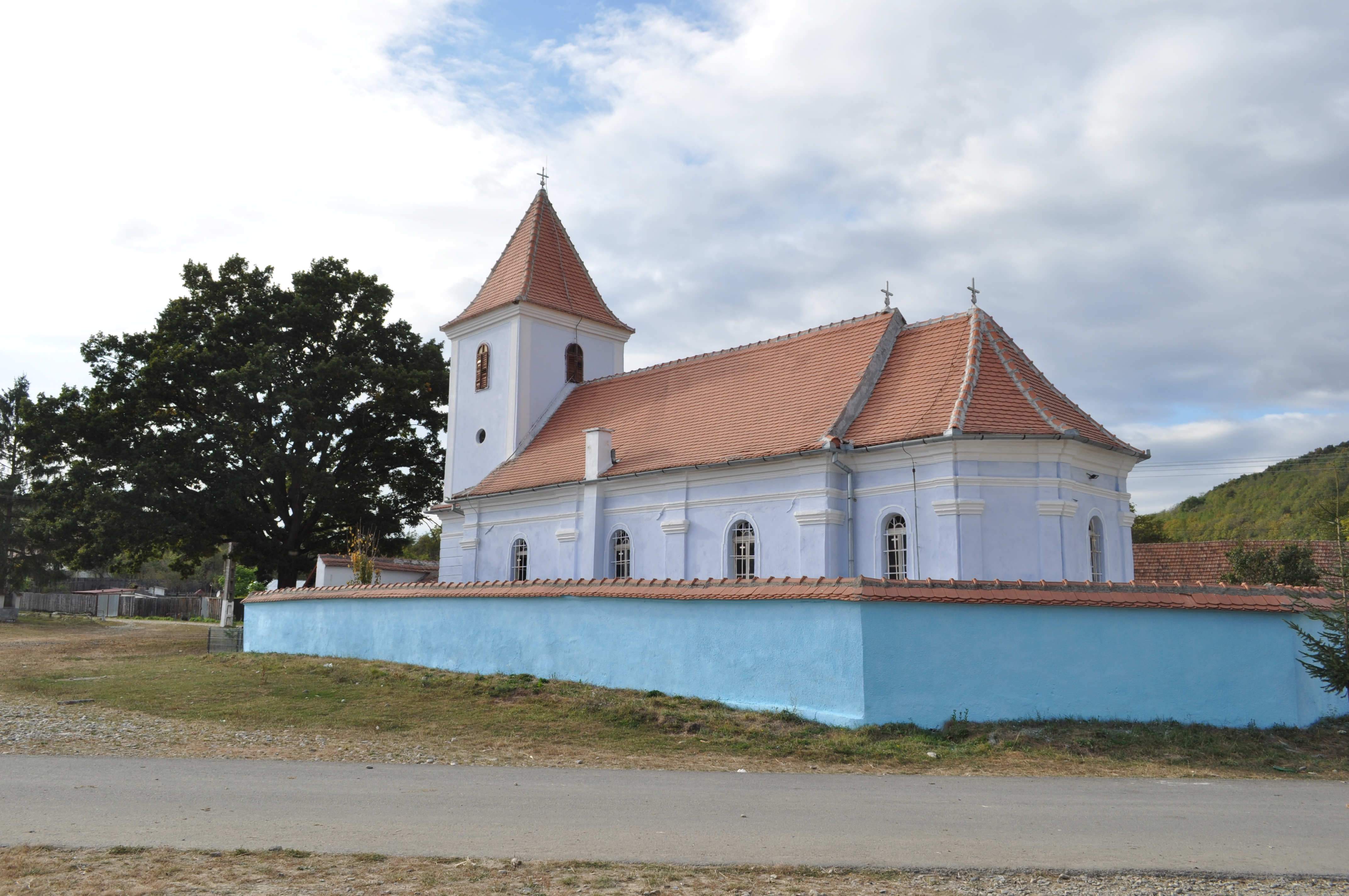
Biserica (sud-est)

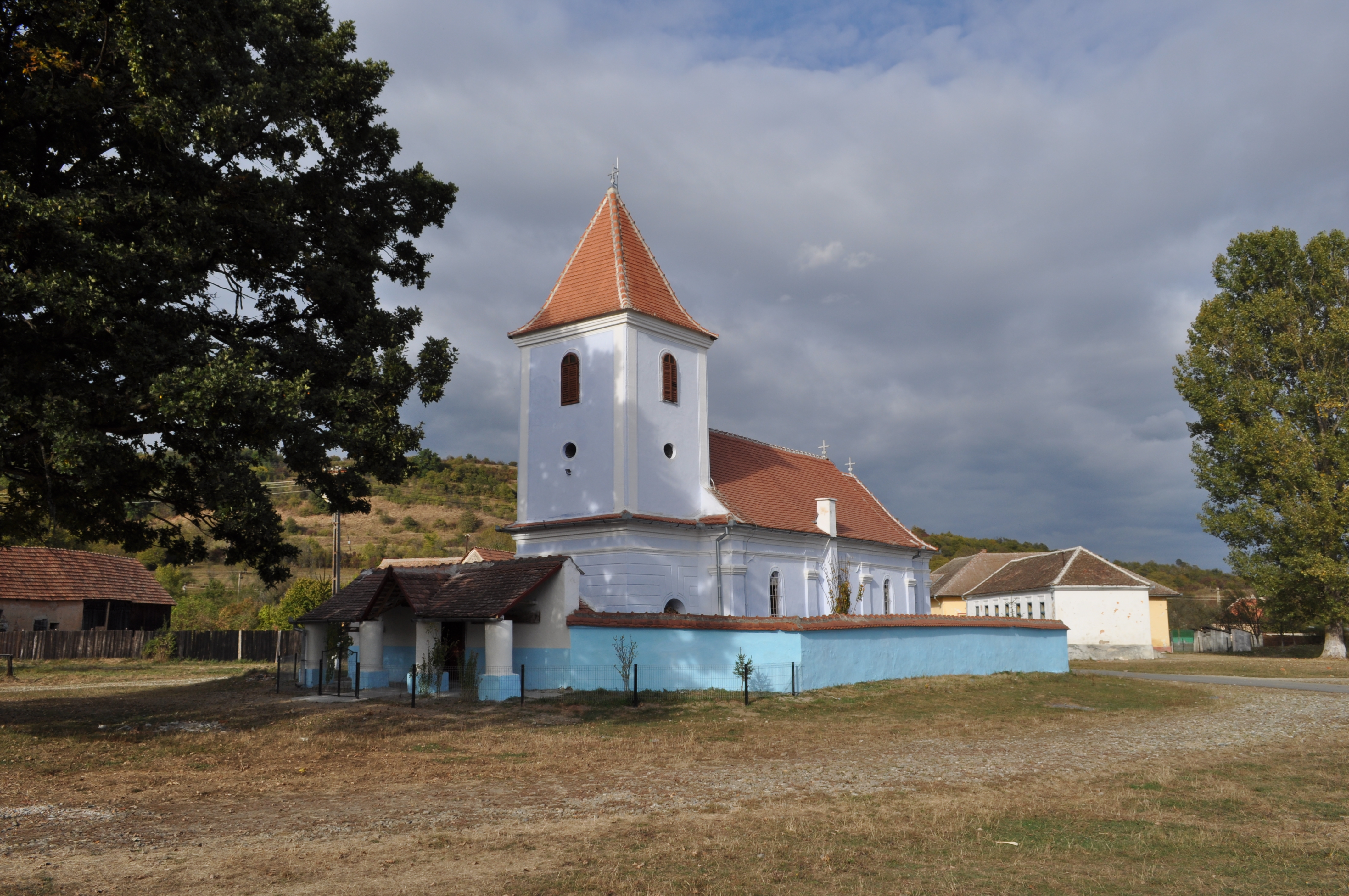
Biserica (sud-vest)

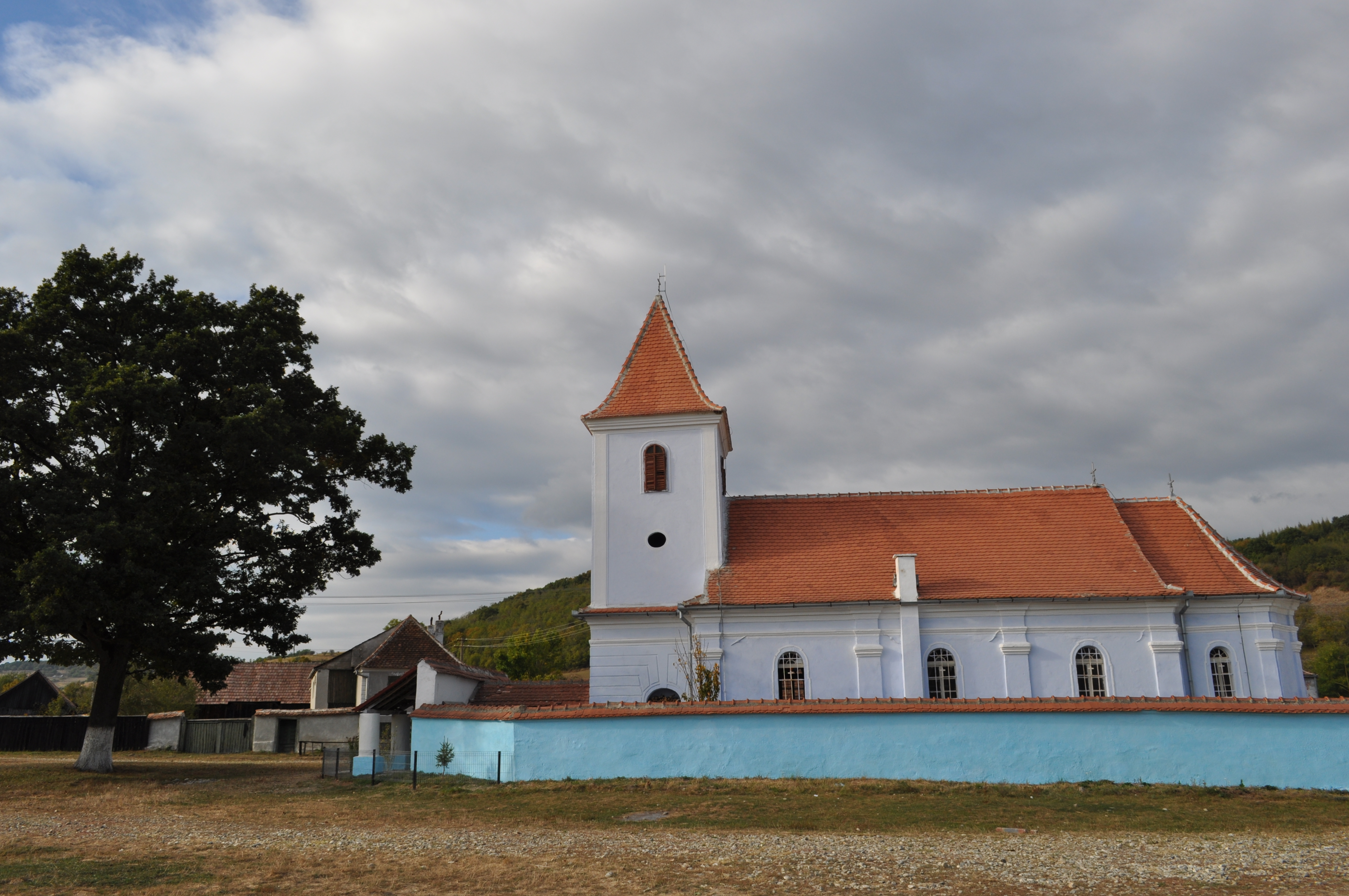
Biserica (sud)

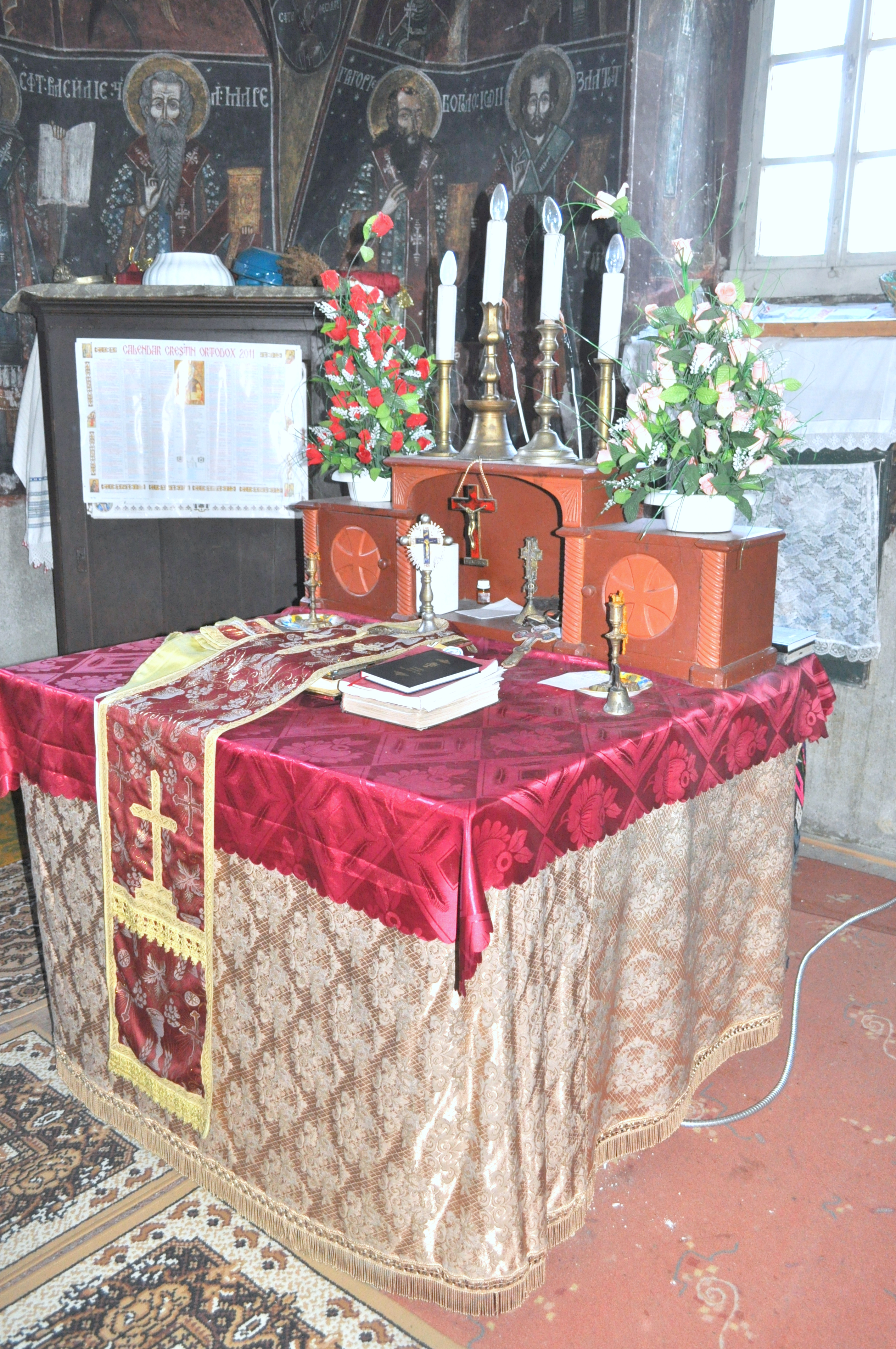
În altar

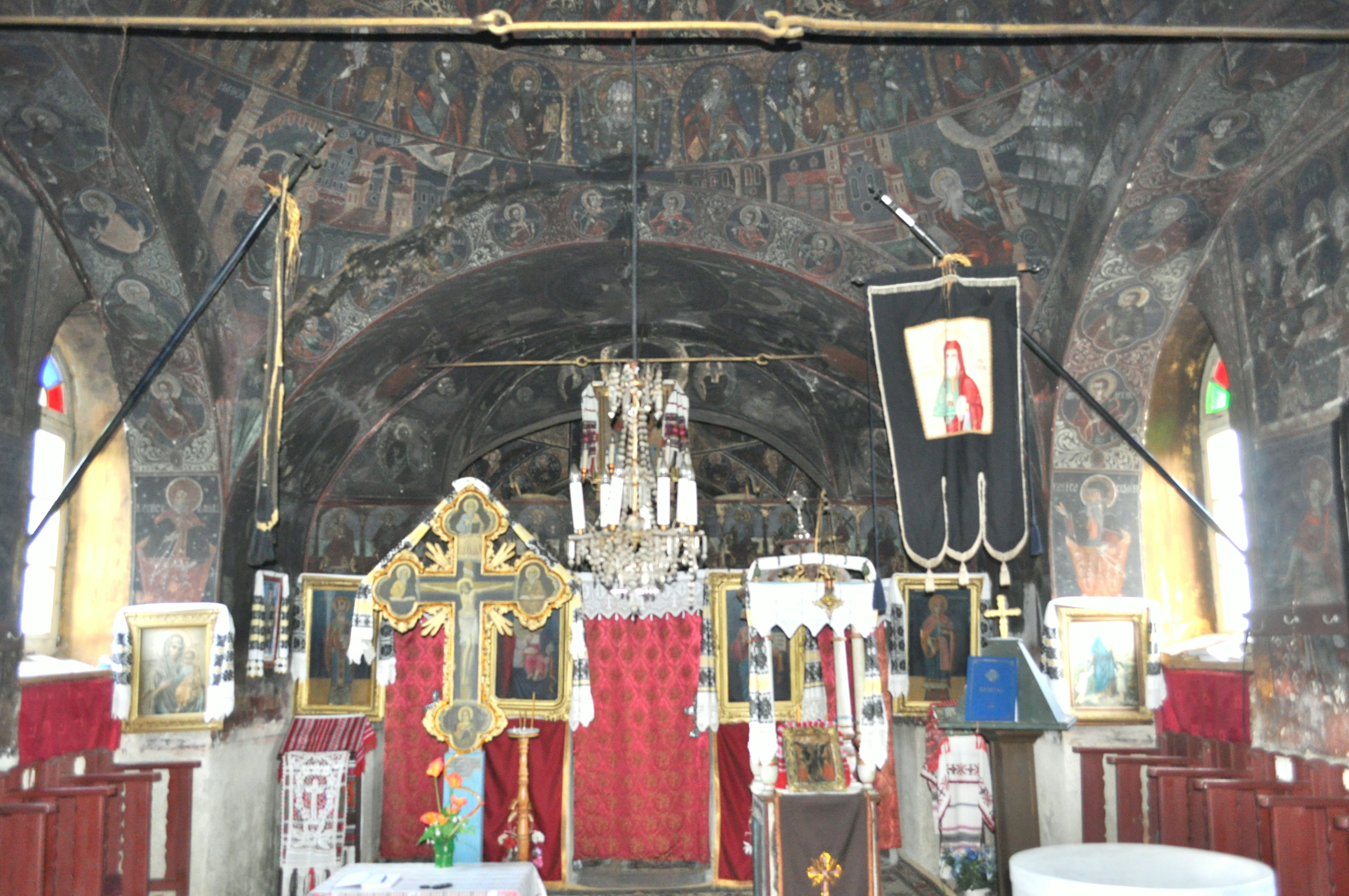
Interiorul navei

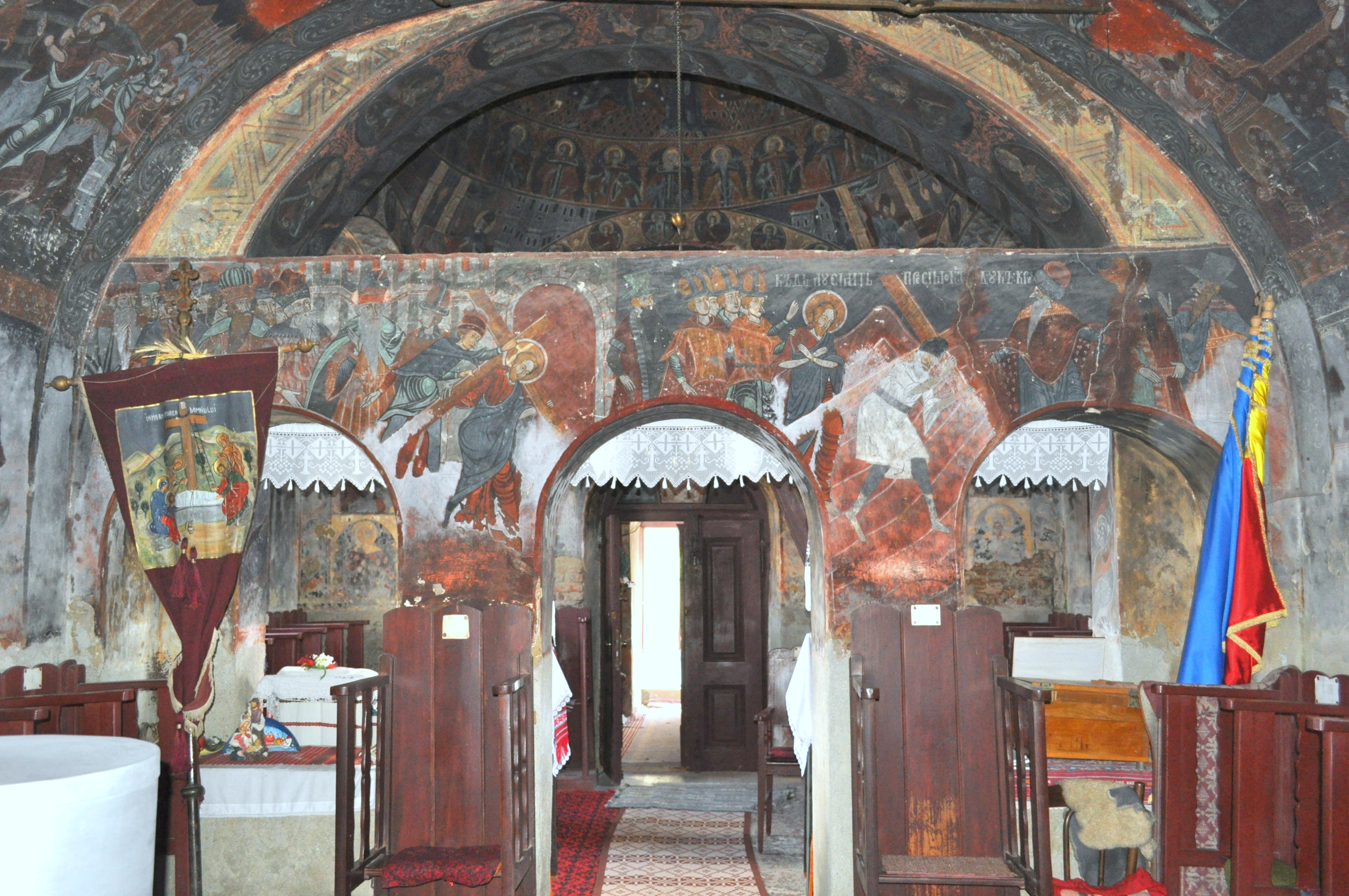
Interiorul navei către ieșire

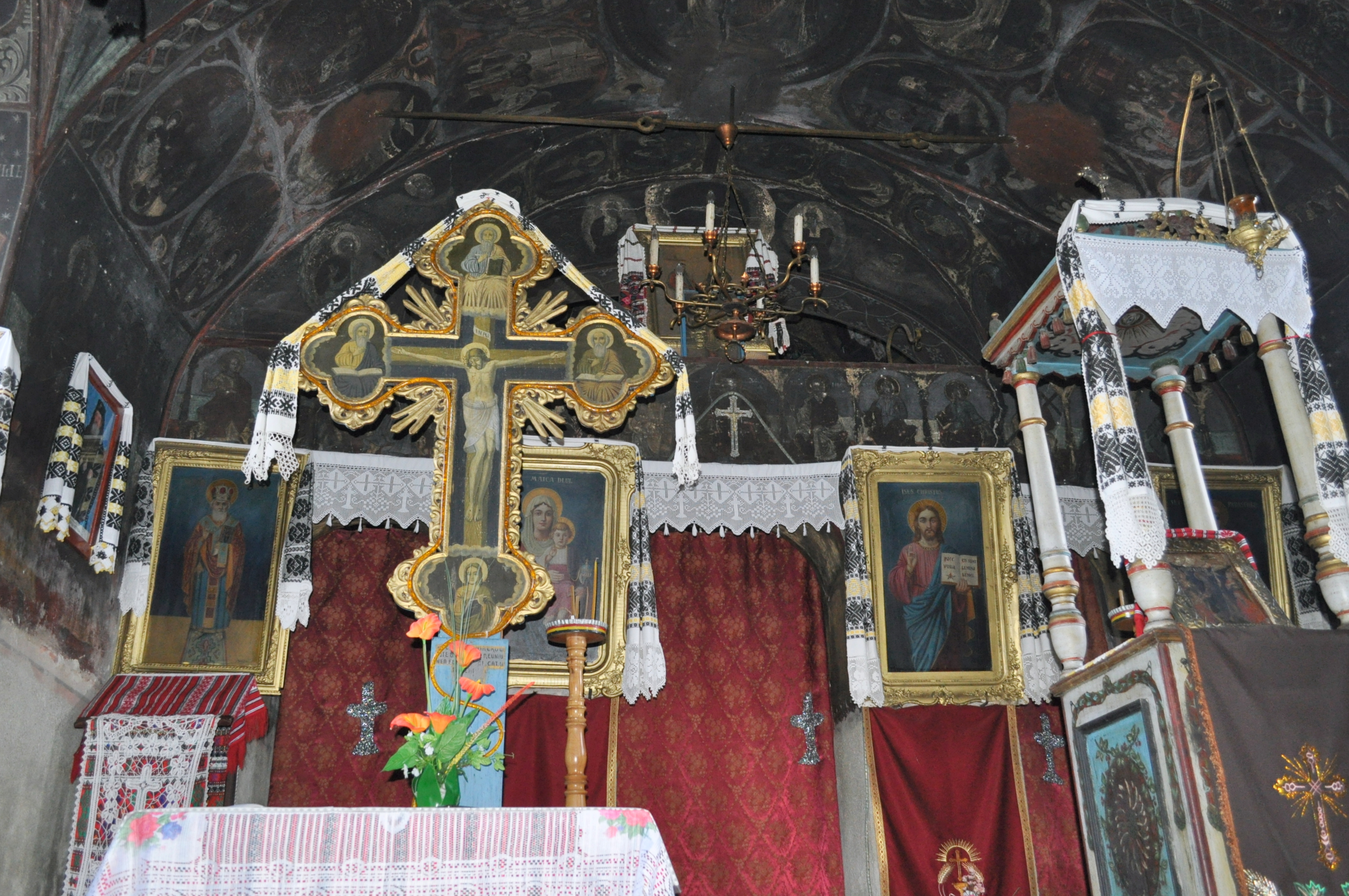
Iconostasul

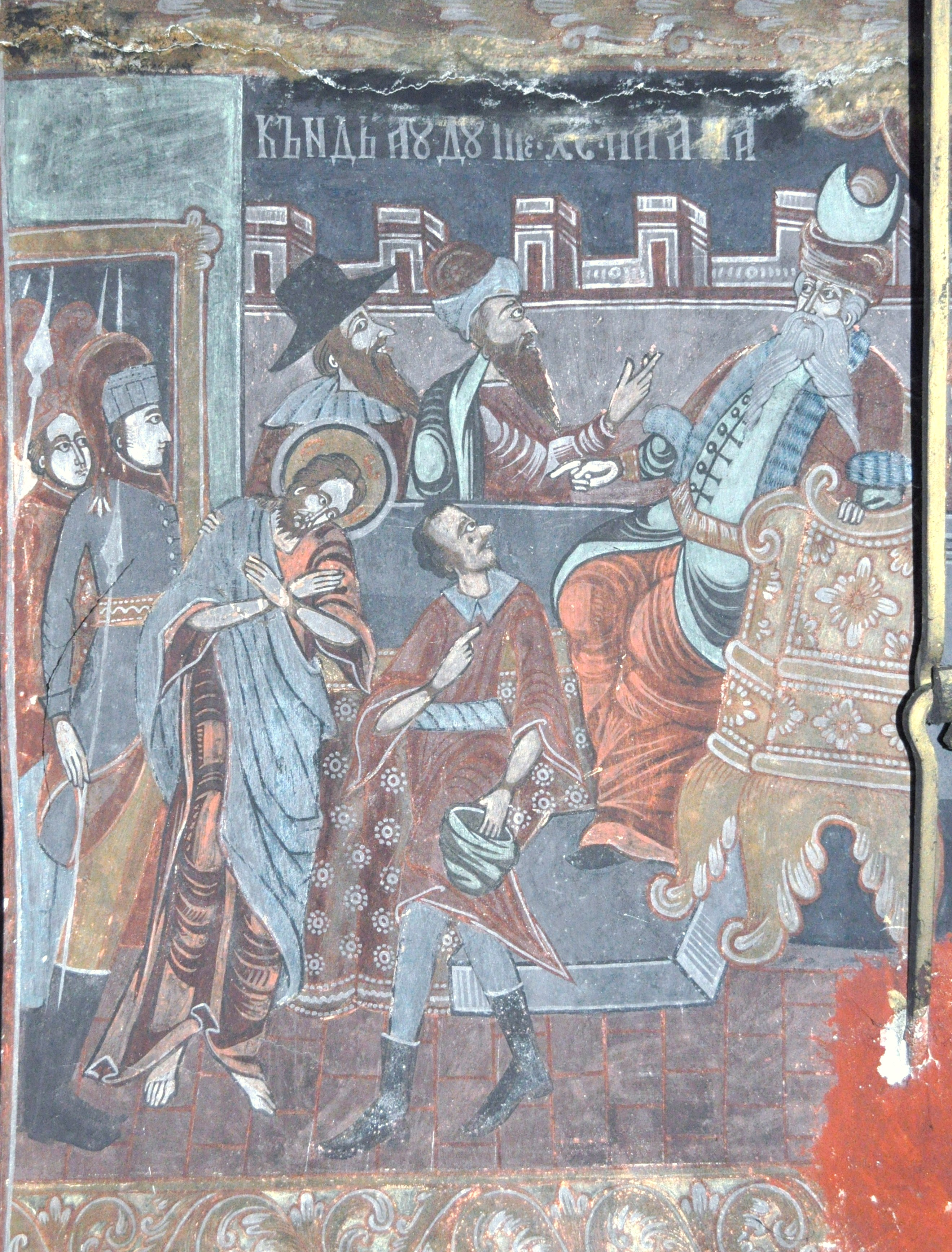
Pictura naosului

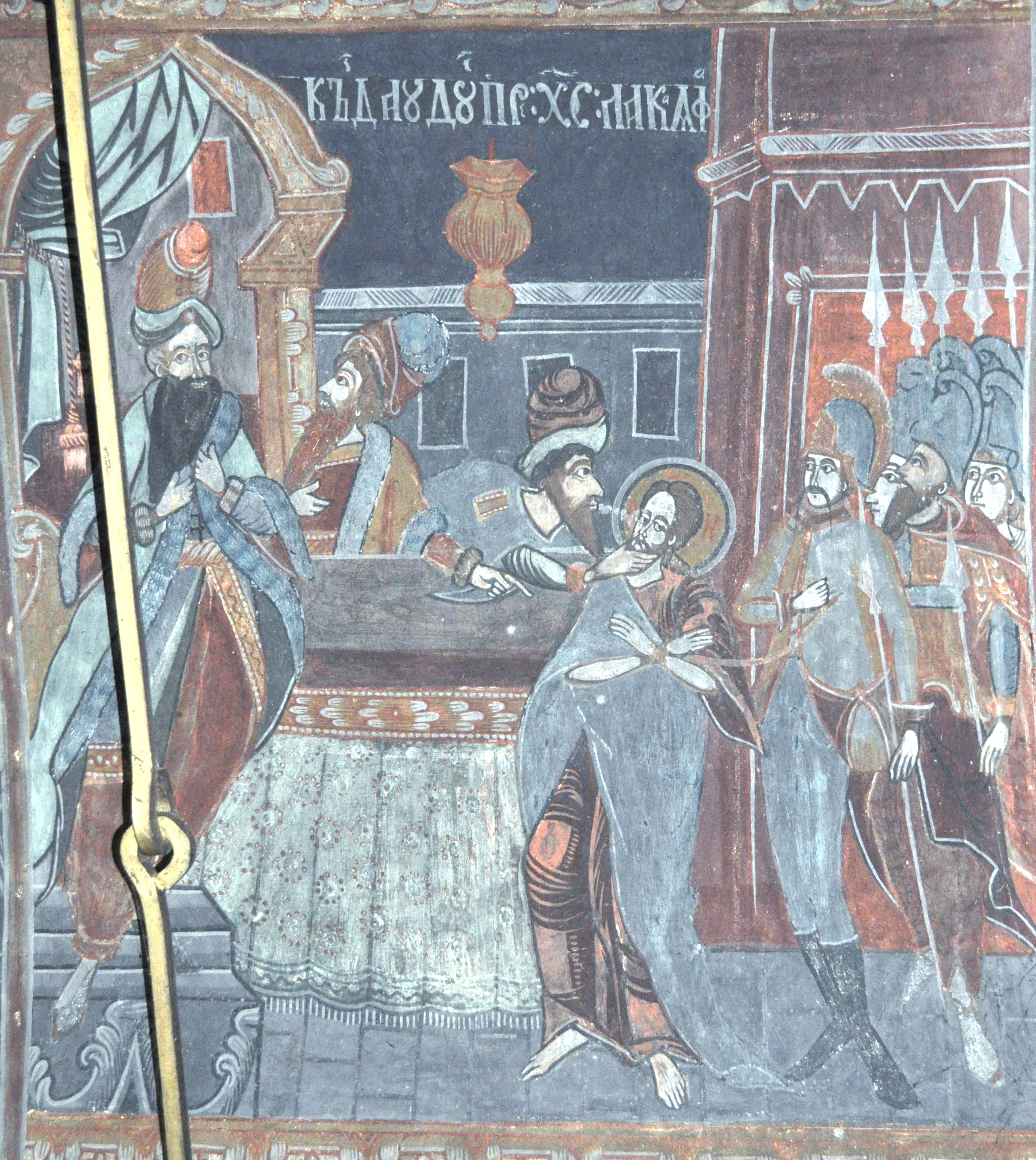
Pictura naosului

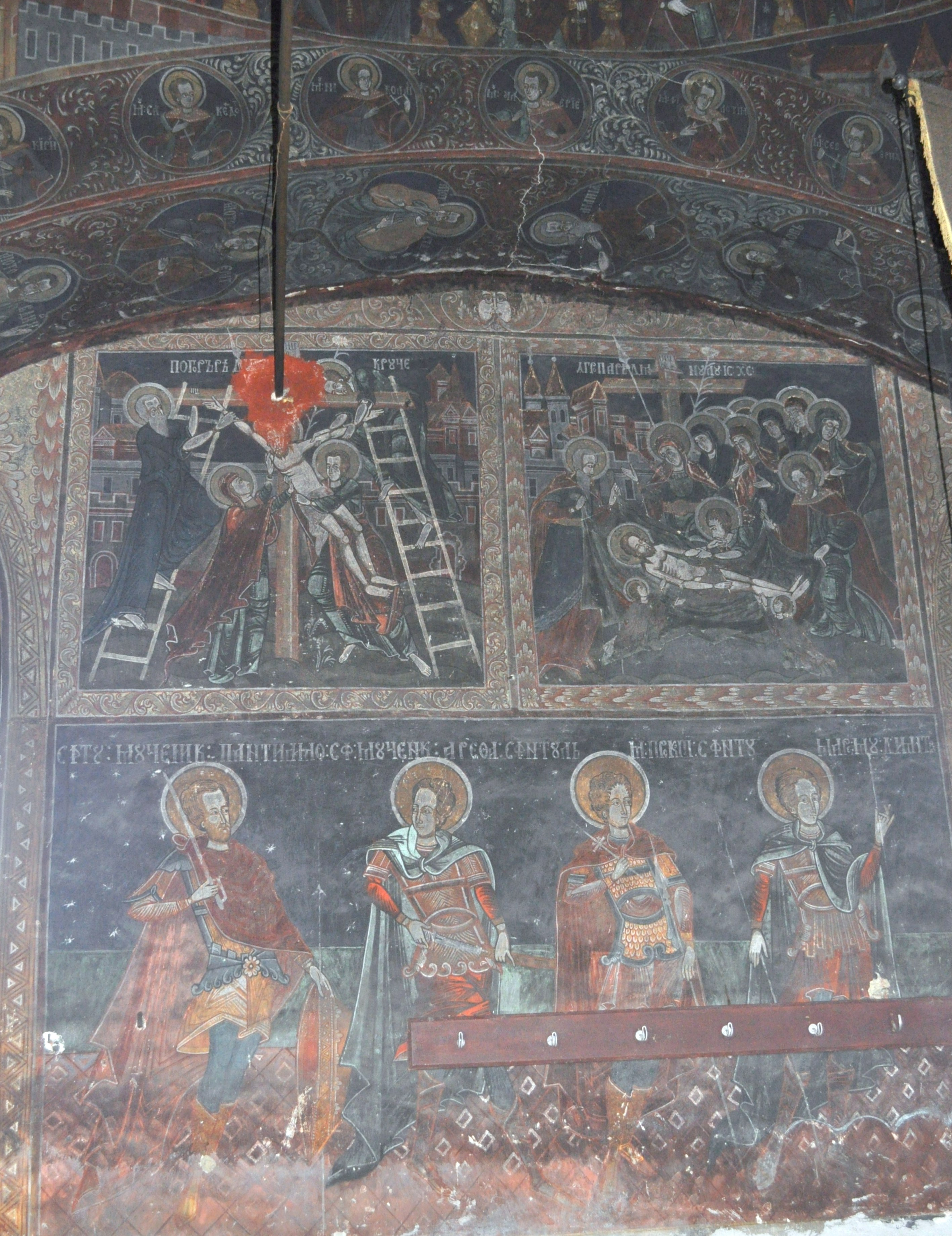
Pictura naosului

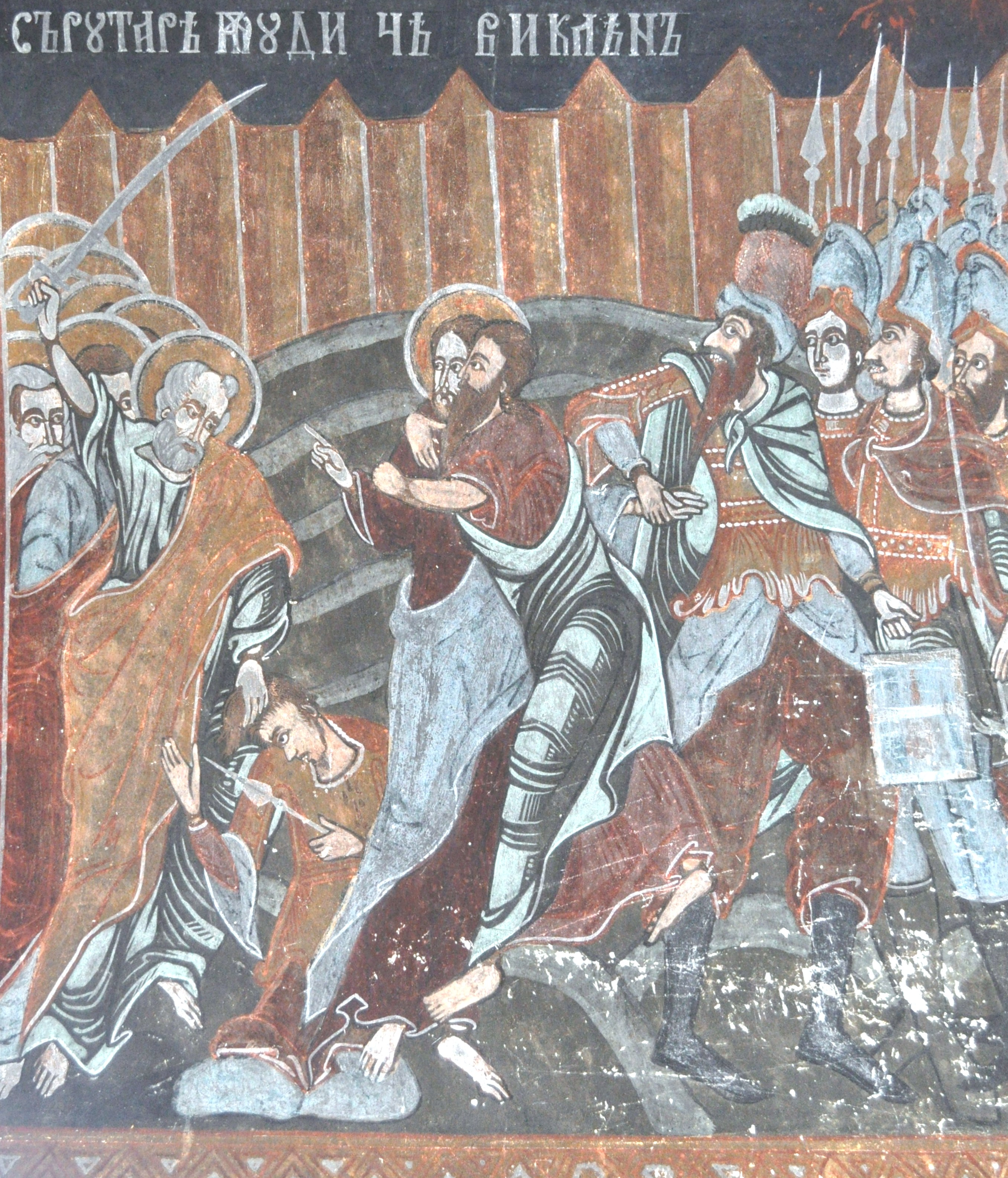
Pictura naosului

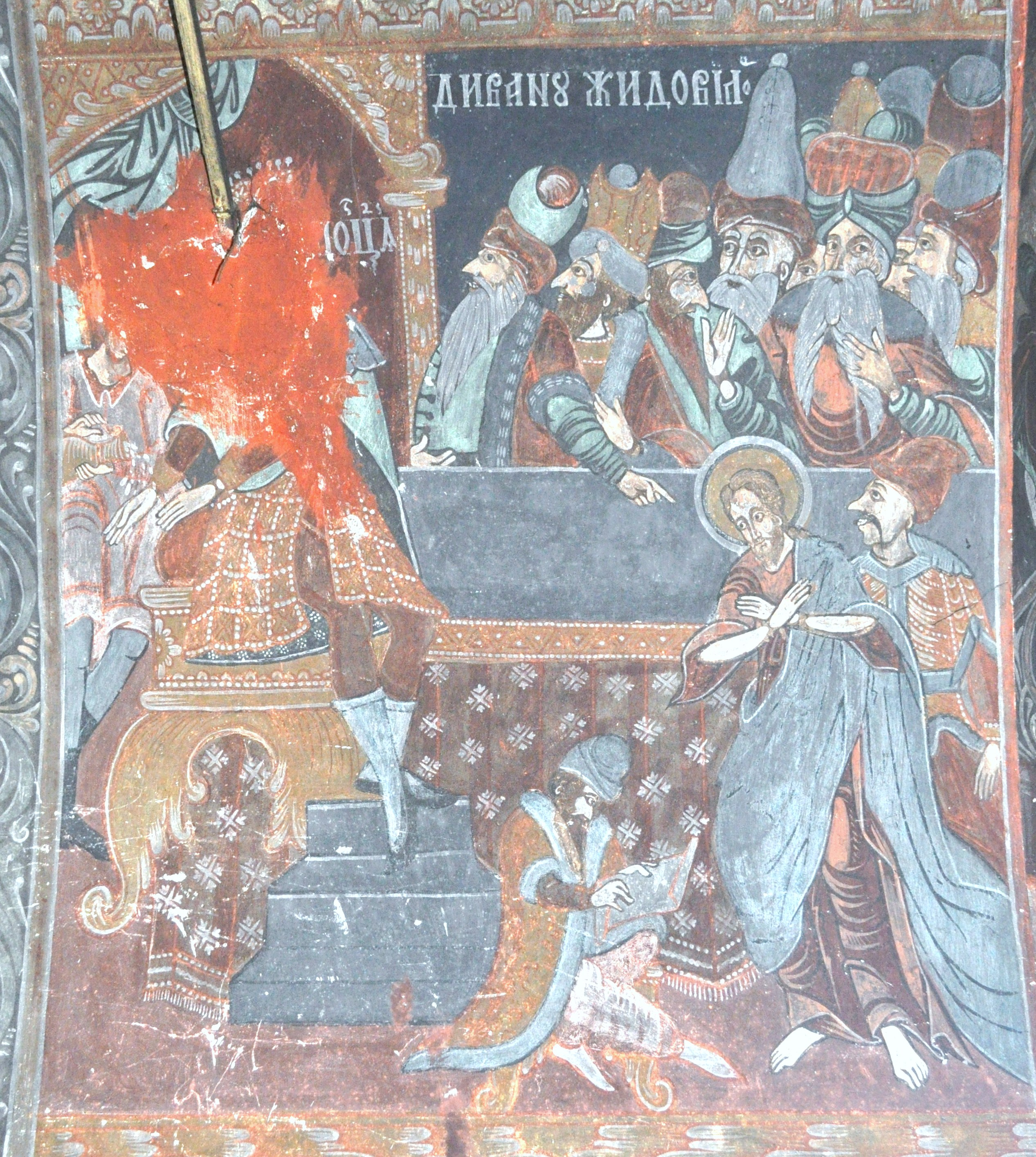
Pictura naosului

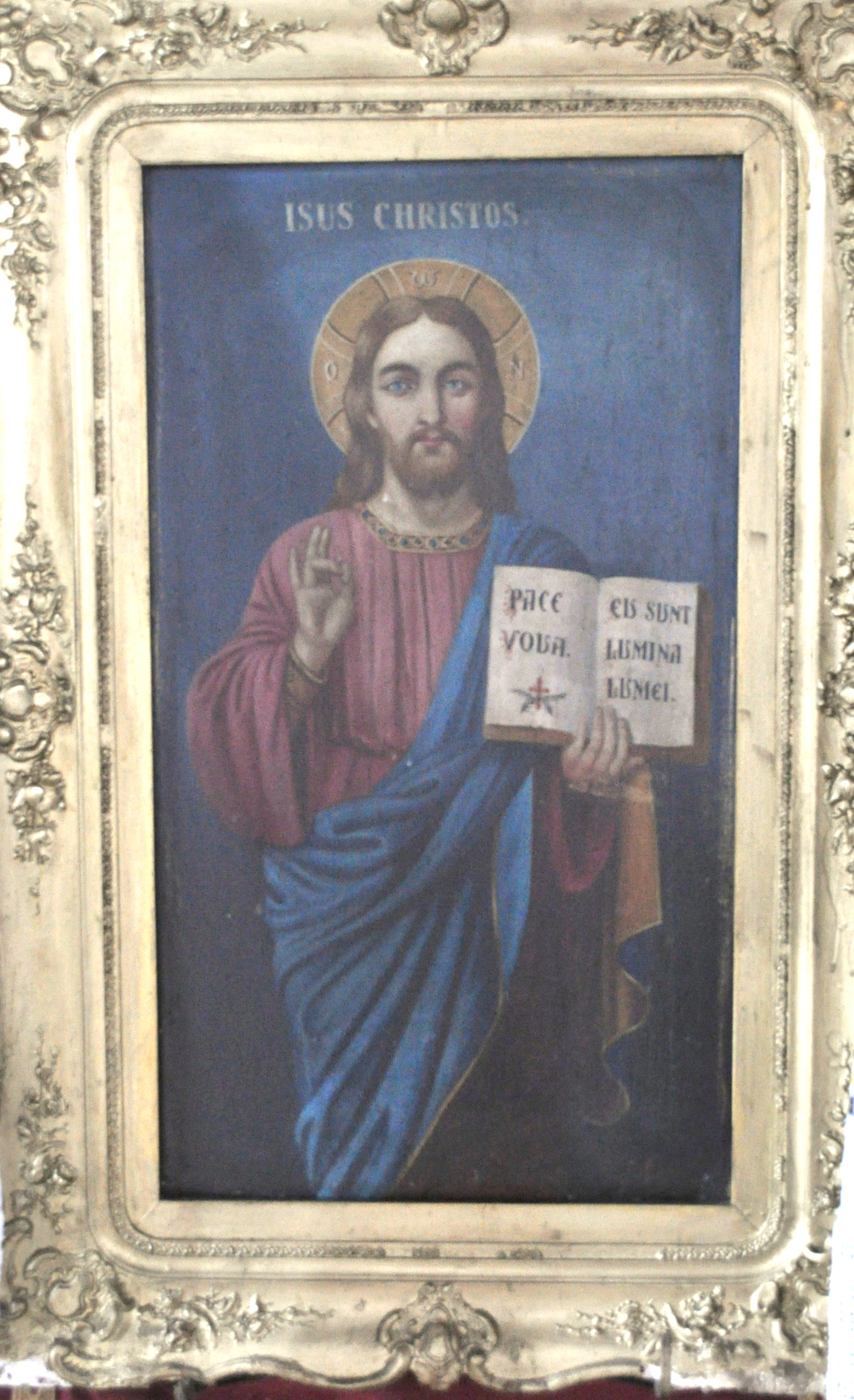
Iisus Hristos

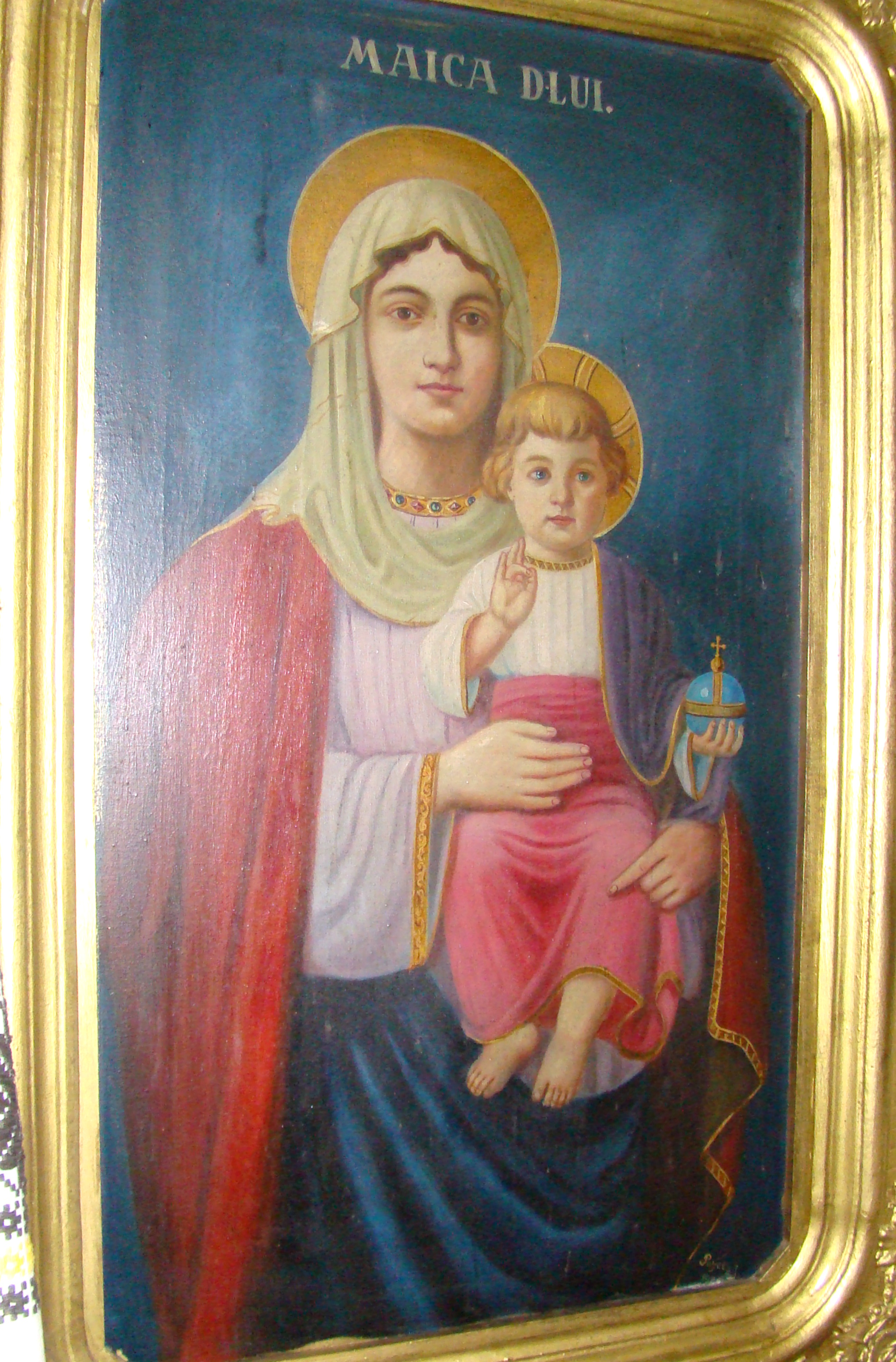
Maica Domnului cu Pruncul

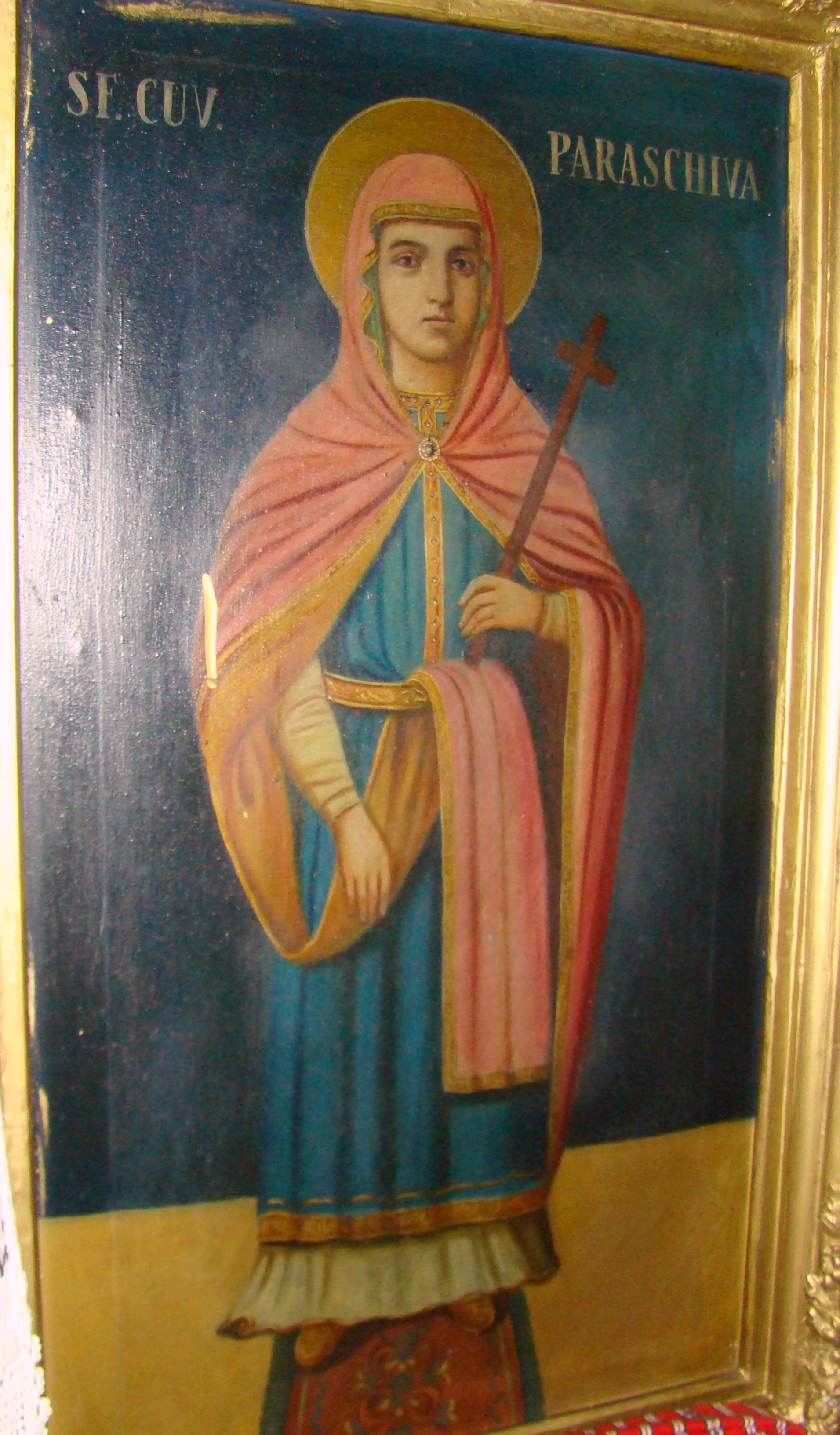
Cuvioasa Paraschiva

Biserica „Cuvioasa Paraschiva” din Țichindeal, comuna Nocrich, județul Sibiu, a fost construită în anul 1791. Lăcașul de cult figurează pe lista monumentelor istorice 2010, cod LMI SB-II-m-A-12576.

## Istoric și trăsături
Biserica cu hramul „Cuvioasa Paraschiva” a fost ridicată în 1791, pe cheltuiala credincioșilor. Este de formă dreptunghiulară, având altar despărțit de naos cu iconostat de zid, pronaos și turn situat la vest. Lăcașul de cult este împrejmuit cu un zid de piatră înalt de 2 m. Interiorul s-a zugrăvit pe cheltuiala a patru familii, între anii 1815-1818.  Pictura a fost realizată de către cel care a lucrat și la bisericile din Colun și Fofeldea, Nicolae Grecu din Săsăuș, fiind restaurată în urmă cu o jumătate de secol.
Prima atestare documentară a bisericii din Țichindeal datează din anul 1350 când apare în actele diplomatice sub numele de Chechendeal.  Era un punct grăniceresc. Primii coloniști ai localității au fost secuii, dar într-un document din 1402 se arată că satul era lociut de coloniștii sași. 
În arhiva Vaticanului se găsește un alt document în care se confirmă existența acestei localități administrată de un preot catolic, o dovadă în plus că sașii aparțineau, în acea vreme, cultului catolic. În locul unde a fost biserica catolică, prima biserică din satul Țichindeal, se mai găsesc rămășițele fundației. Se spune din bătrâni, că ultimii sași au părăsit localitatea în anii 1703-1711, în timpul războiului cu curuții.
Din documente și inscripții se afirmă că biserica a fost zidită în anul 1791 într-o poziție frumoasă în mijlocul satului, cu cheltuiala credindioșilor dintre care s-au remarcat: Savu Banea, Petru Morar, Toma Petru, Ioan Banea Vornicul, Toma Dragoman și judele Simion Cloțan. Se spune că în perimetrul satului s-a găsit o comoară cu monede de aur rămasă într-un butoi de pe vremea turcilor,  care a fost de mare folos în realizarea construcției. 
Biserica a fost construită din cărămidă în anul 1791, în formă de corabie: altar, naos,  pronaos și pridvor.  Toate trei au semicalote.  Pridvorul, zidit cu stâlpi groși, susține turnul mare al bisericii.  Inițial pridvorul a fost cu două deschideri laterale,  acum zidite din cerințe practice. 
La intrarea în pronaosul bisericii, pe partea dreaptă se află o pisanie, o inscripție cu anii în care s-a executat pictura bisericii, adică 1815-1818. 
Biserica este declarată monument istoric și este pictată în frescă de către pictorul Ioan Grecu din Săsăuș și fratele său Alexandru. Pictorii din familia Grecu au împodobit cu pictură murală mai multe lăcașuri de cult din Țara Oltului și din împrejurimile Sibiului, printre care: biserica din Mohu, pictată în anul 1806 tot de Ioan și Alexandru, biserica din Fofeldea, biserica din Săsăuș, cea din Viștea de Jos, bisericile din Arpașu de Jos și Arpașu de Sus și biserica din Colun.
Pictura bisericii din Țichindeal este cea originală și se crede că s-a executat cu întreruperi timp de 13 ani. Cercetând desfășurarea iconografică, găsim în centrul calotei Dumnezeu Tatăl, înconjurat de îngeri. În registrul următor sunt scene din viața Mântuitorului.  Printre alte icoane: „Sfânta Treime la stejarul Mamvri”,  „Duminica Tomii”,  „Mironosițele la Mormânt”, „Vedenia lui Petru din Alexandria” și „Duminica Orbului”.
Pe semicalotă, spre răsărit, în Sfântul Altar, este pictată Maica Domnului cu Pruncul, în pandantivi, îngerii, în spatele catapetesmei „Jertfa lui Avraam”. Arcele sunt ornamentate cu sfinți în medalioane, în pandantivi, serafimii. Pe arcul dintre catapeteasmă și naos se văd alte scene, ca: „Schimbarea la Față”, „Adormirea Maicii Domnului” și „Pogorârea Sfântului Duh”. 
Una din scenele cu un conținut foarte semnificativ din punct de vedere social-național al poporului român este: „Încoronarea cu cununa de spini”, prin care se face aluzie la Gheorghe Doja. Îl reprezintă pe Iisus în mantie roșie, împărătească, stând jos și cu mâinile legate. În stânga tabloului un grup de demnitari cu figuri răutăcioase, îmbrăcați în nobili ai Imperiului Habsburgic. Scena este magistral compusă, prin plasarea personajelor. 
În cadrul tabloului se desprinde mișcarea dinamică a celor doi soldați, care dau un aspect dramatic scenei. Soldații nu sunt îmbrăcați în uniforme romane, ci au uniforma maghiarilor de atunci. Figura celui chinuit are o expresie nobilă de resemnare, în timp ce soldatul din dreapta ține cu cleștele coroana de fier înroșită în foc, iar cel de-al doilea cu un piron fixează coroana pe capul osânditului.
Adânc impresionat de drama lui Gheorghe Doja (1514), Ioan Grecu imortalizează cu pătrundere psihologică și cu mare îndrăzneală, după 300 de ani, momentul supliciului celui osândit, când Ardealul mai era încă sub stăpânirea Austro-Ungariei.   

## Imagini din exterior

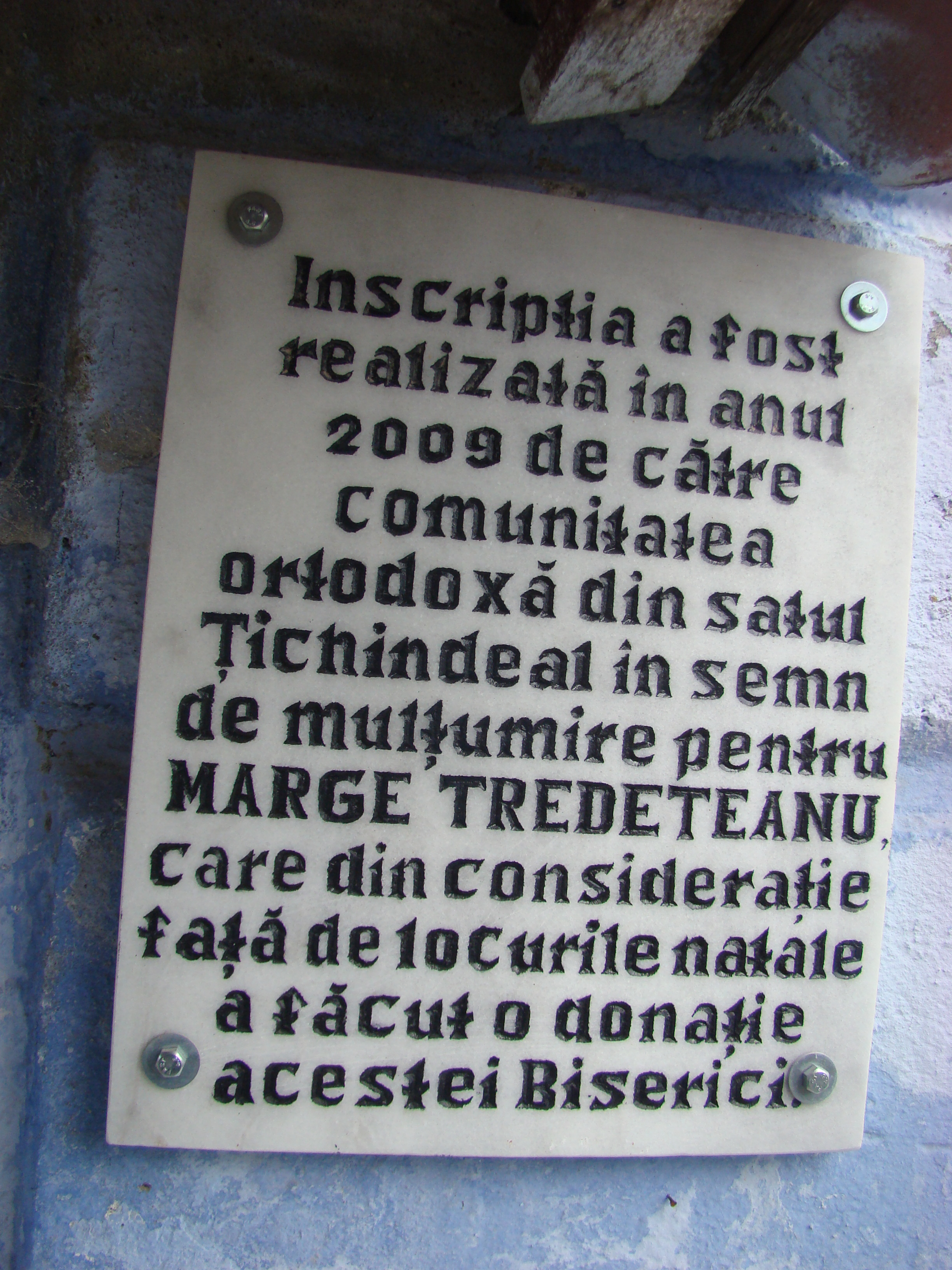
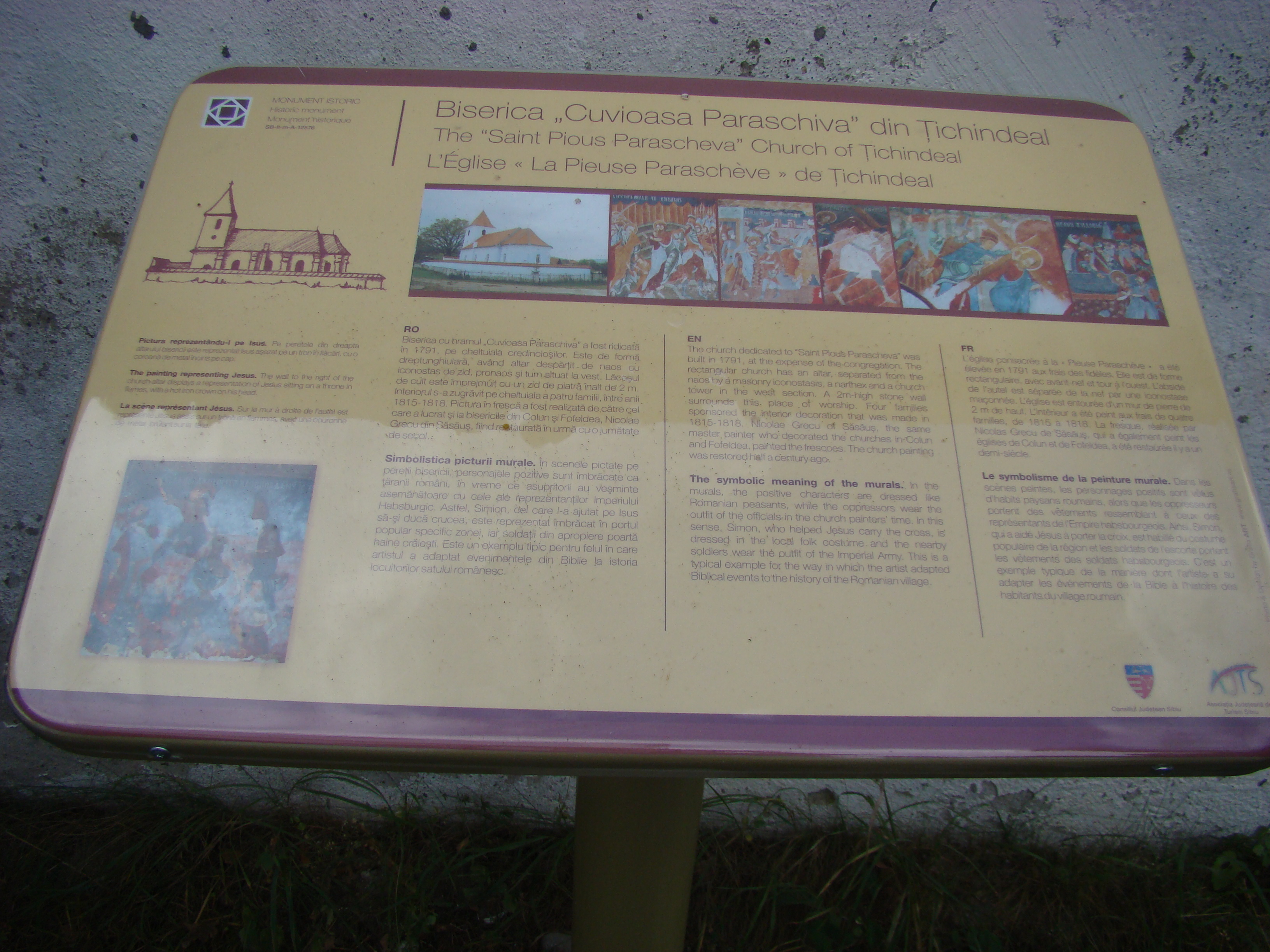
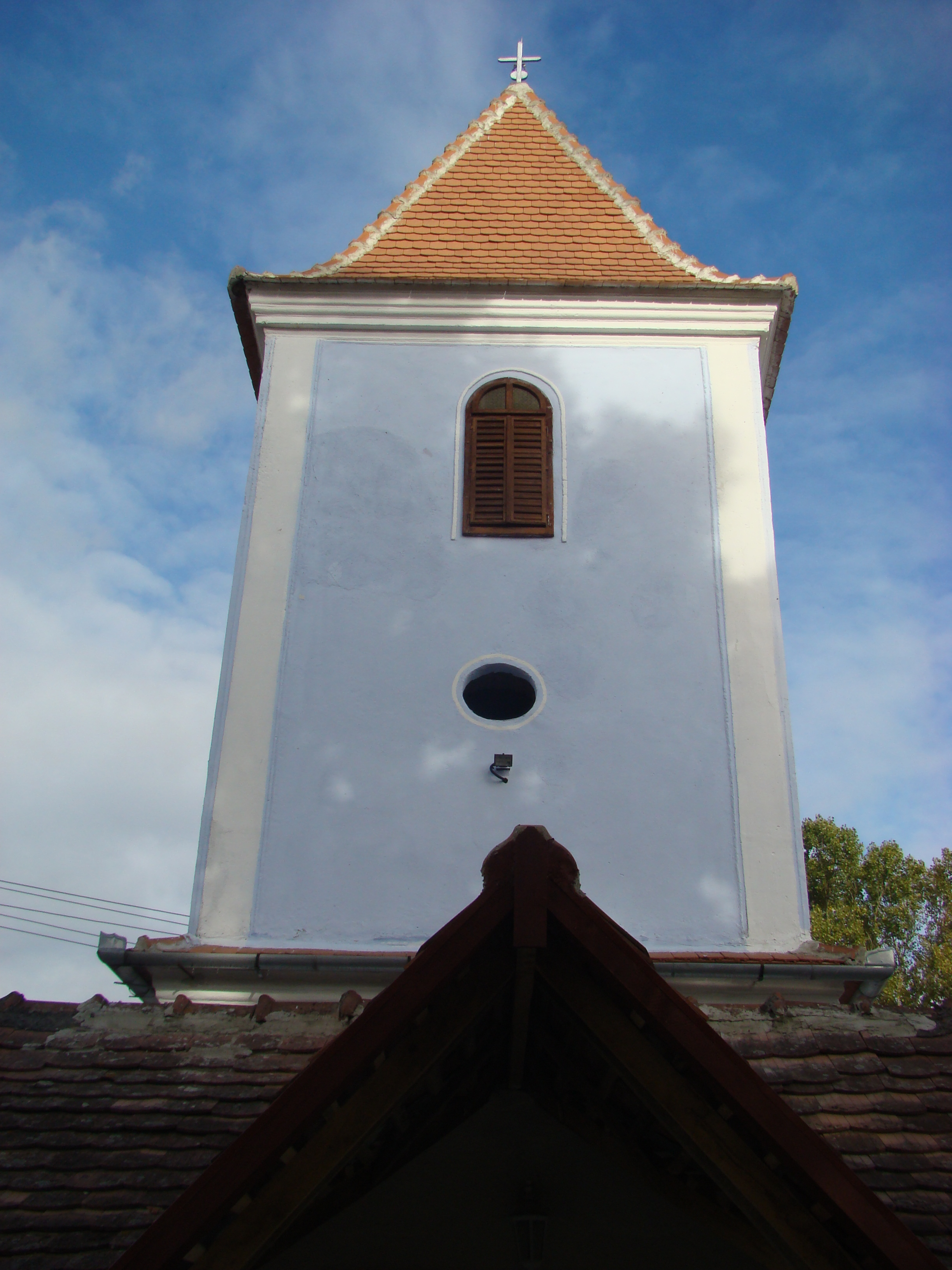
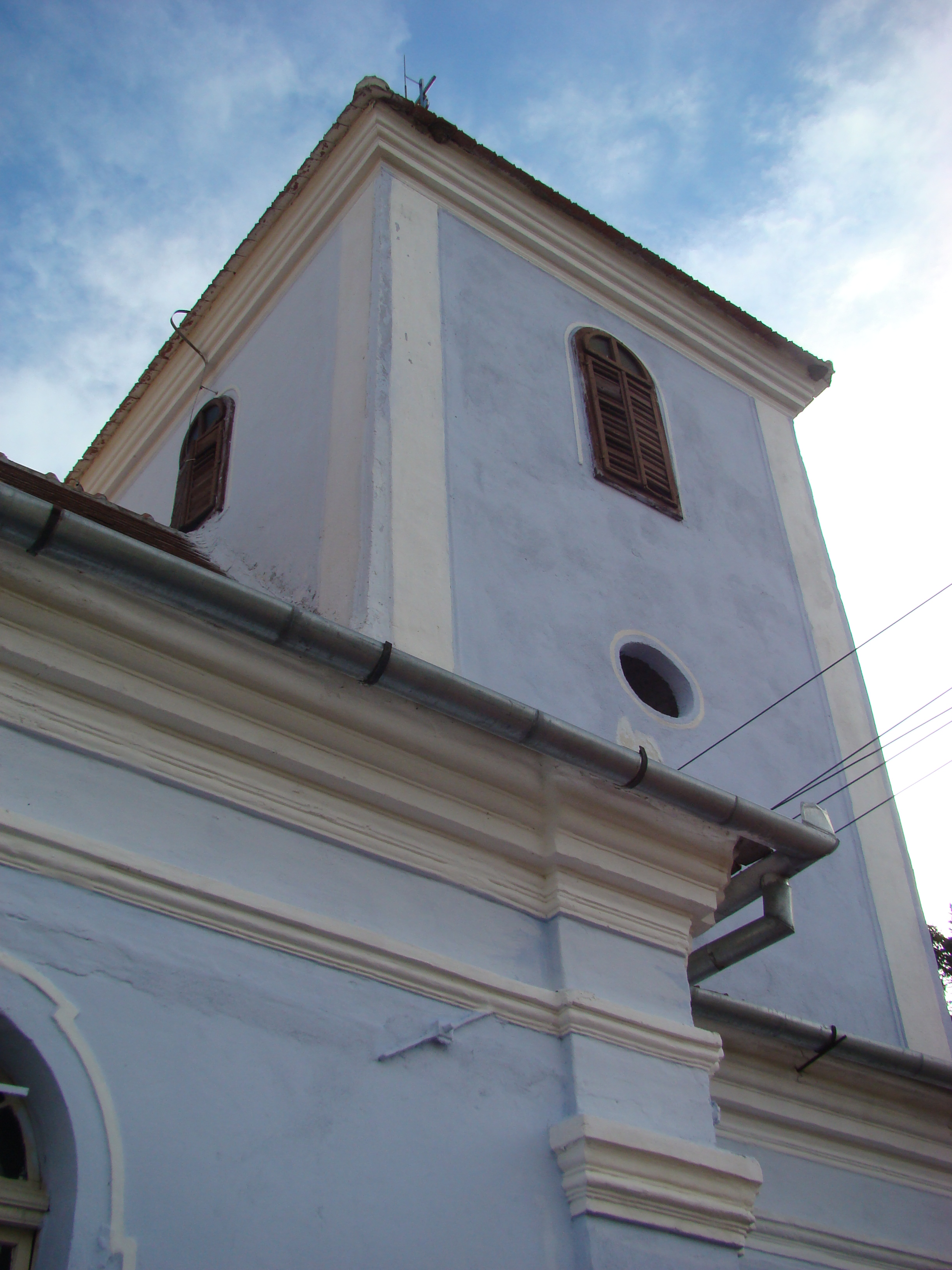
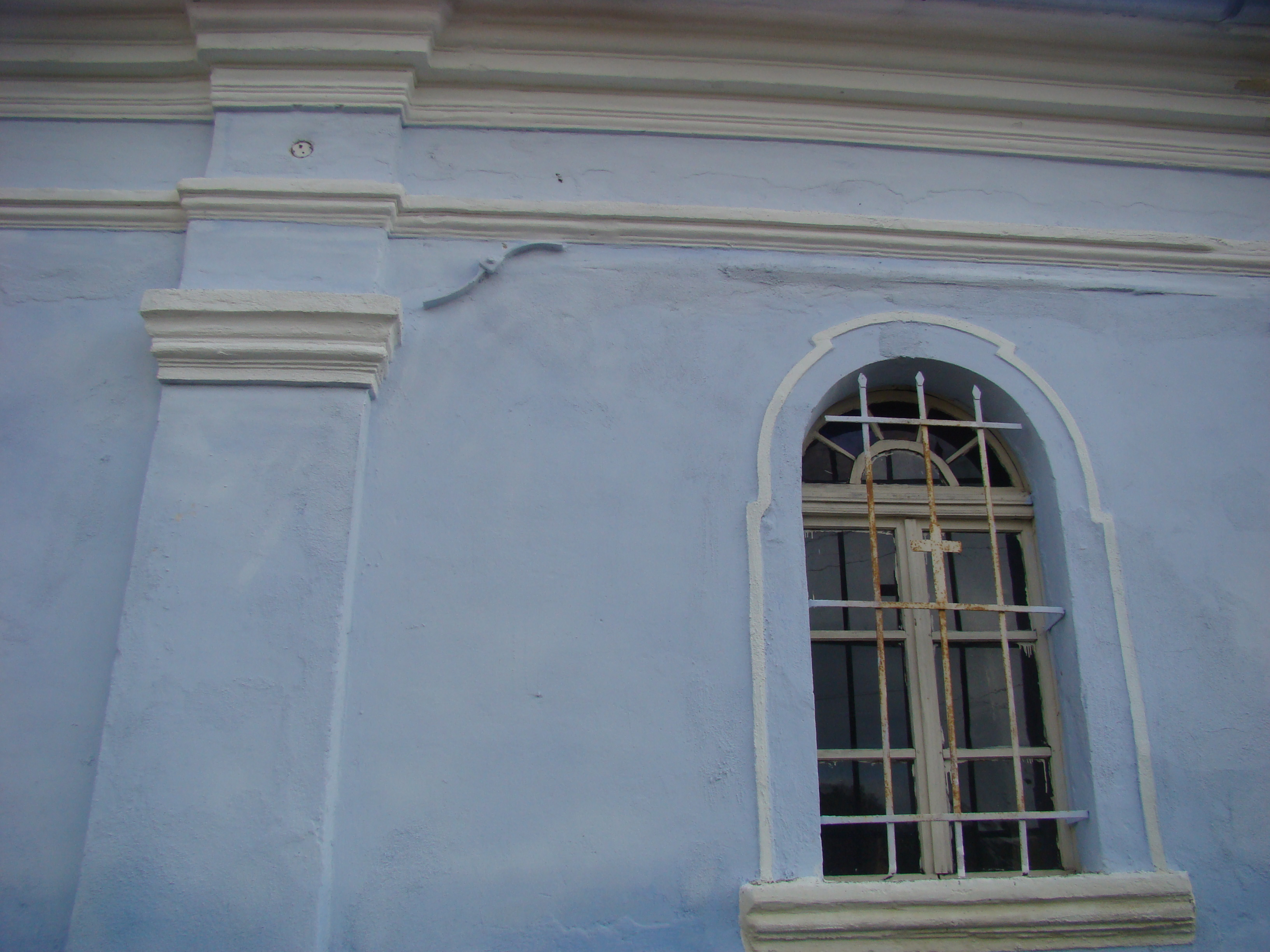
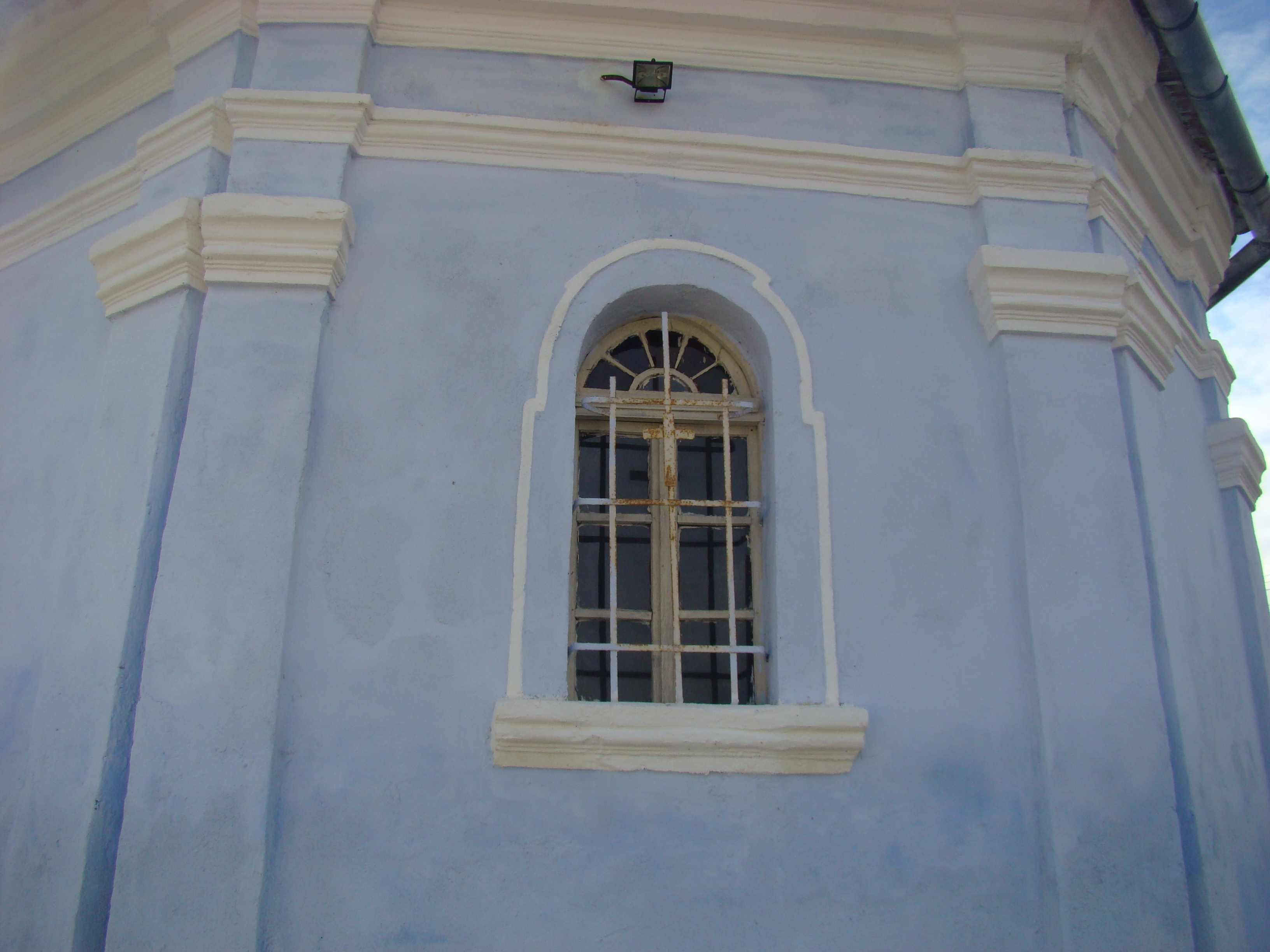
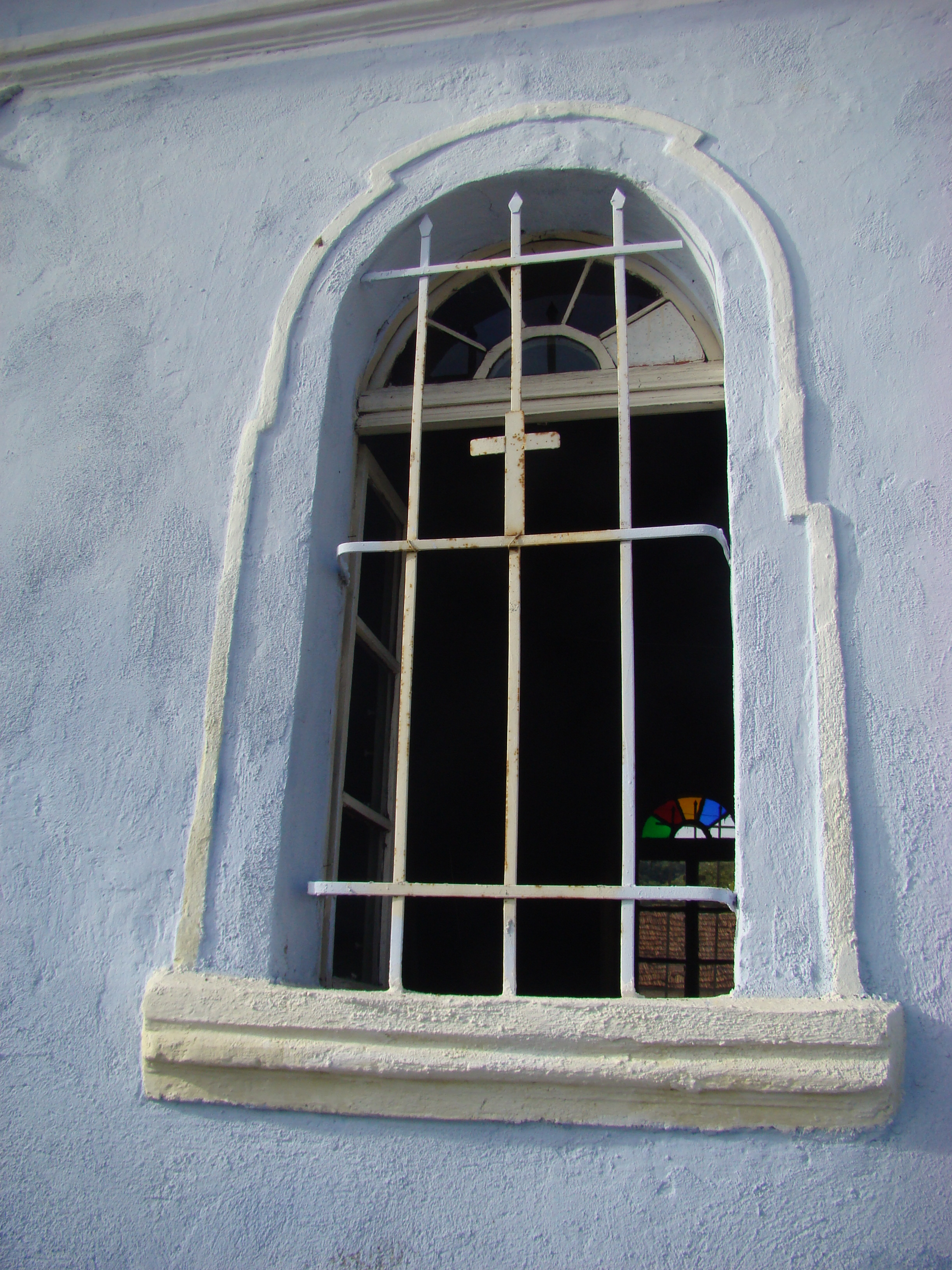
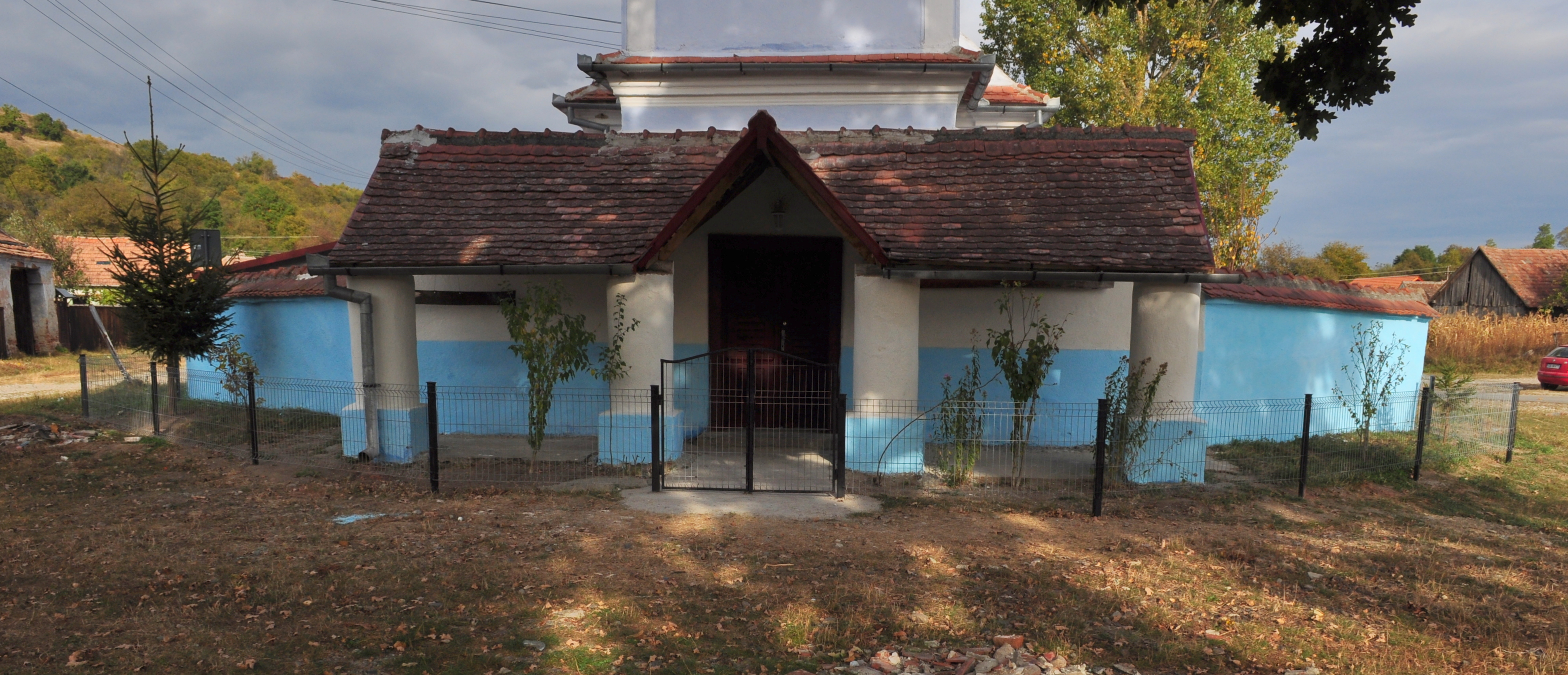

## Imagini din interior

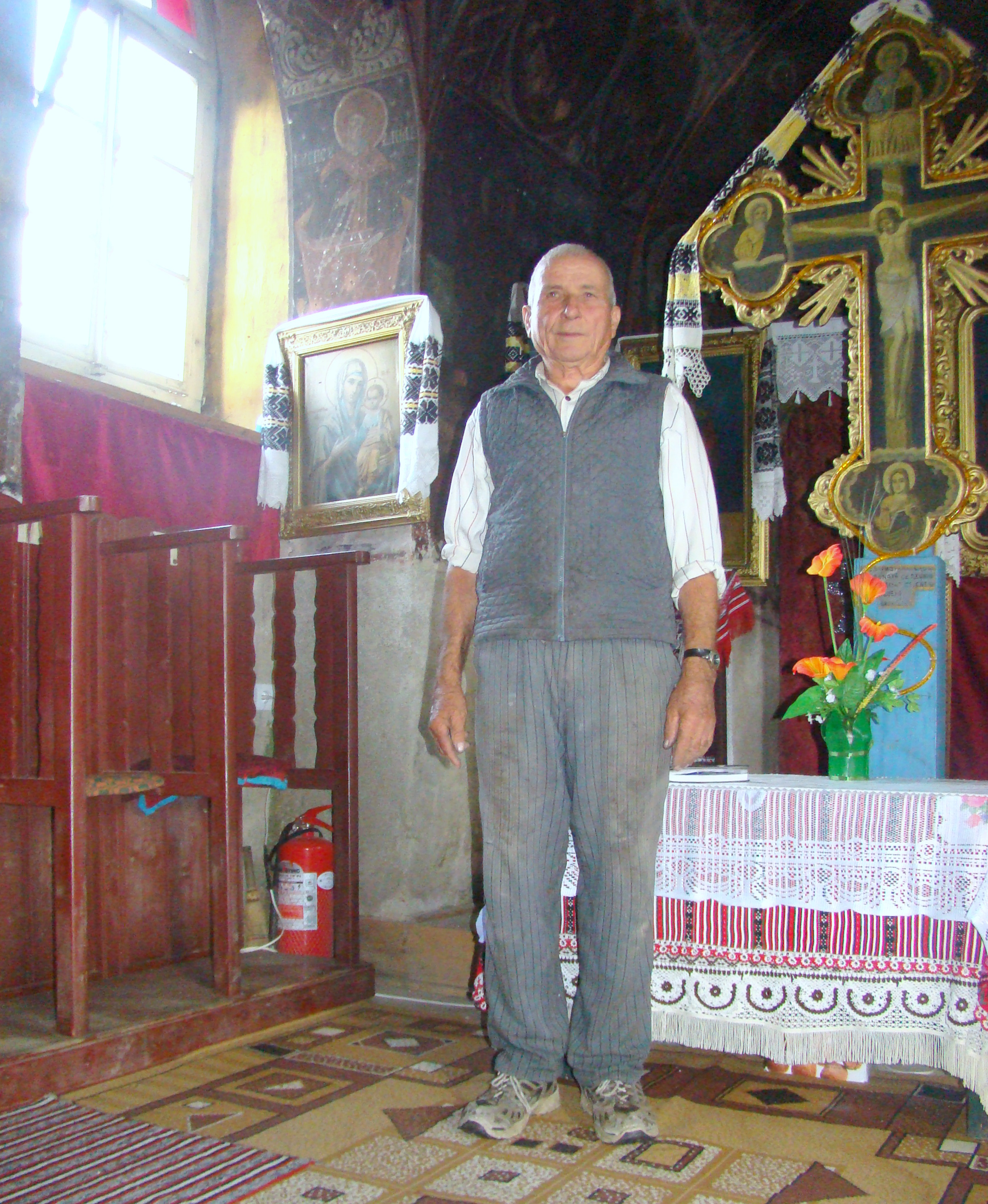
Crâsnicul Popența Simion
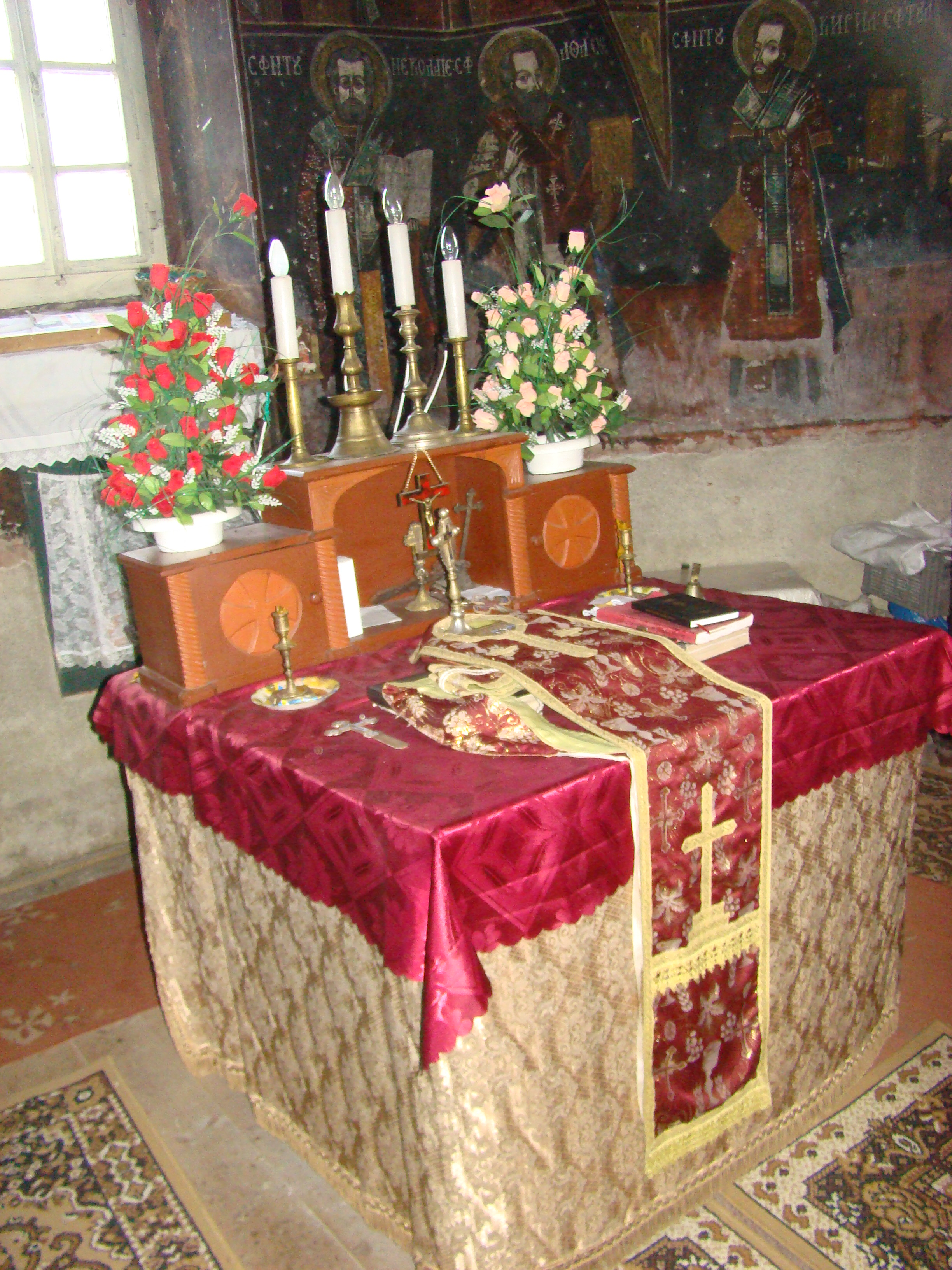
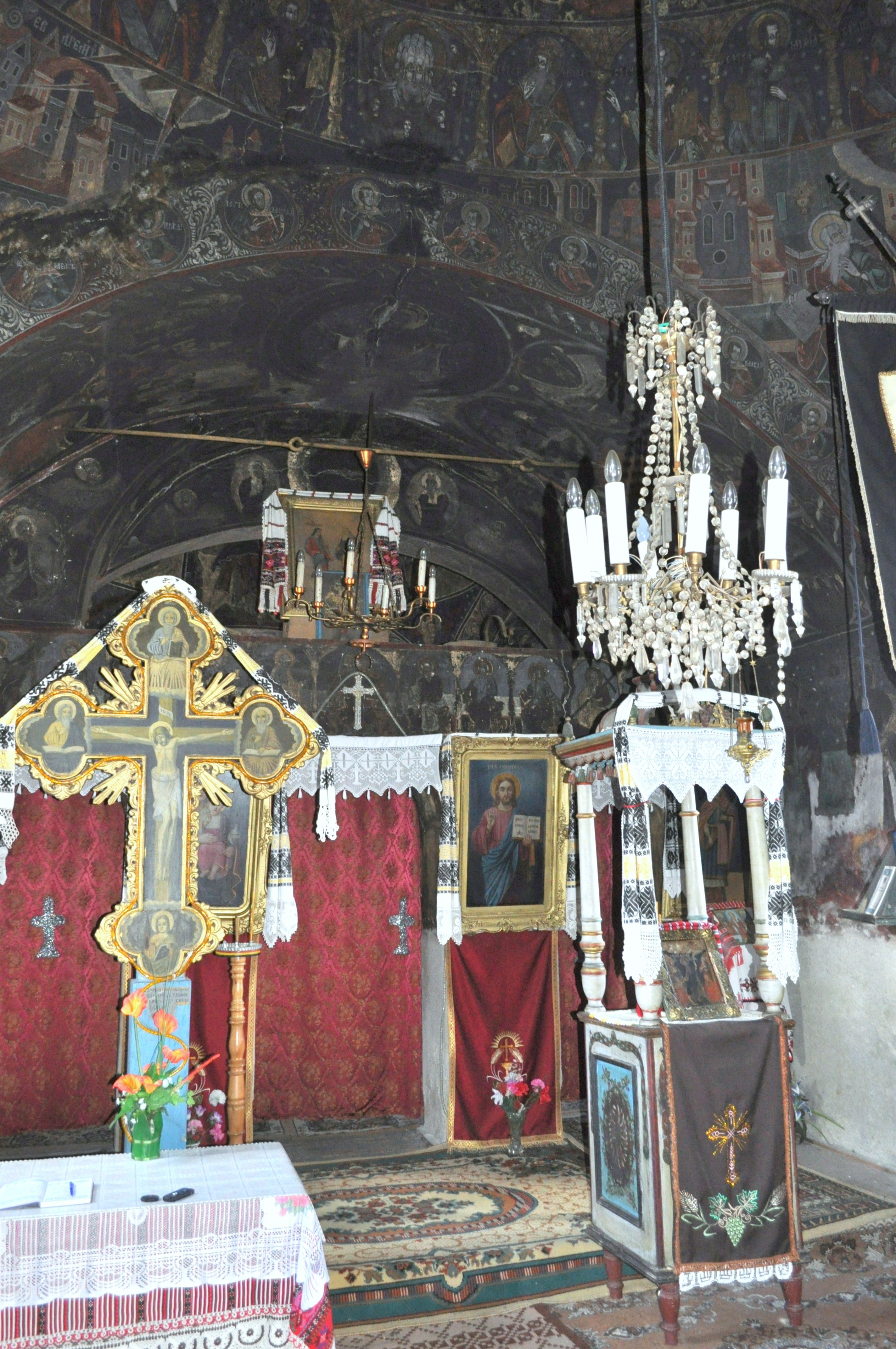
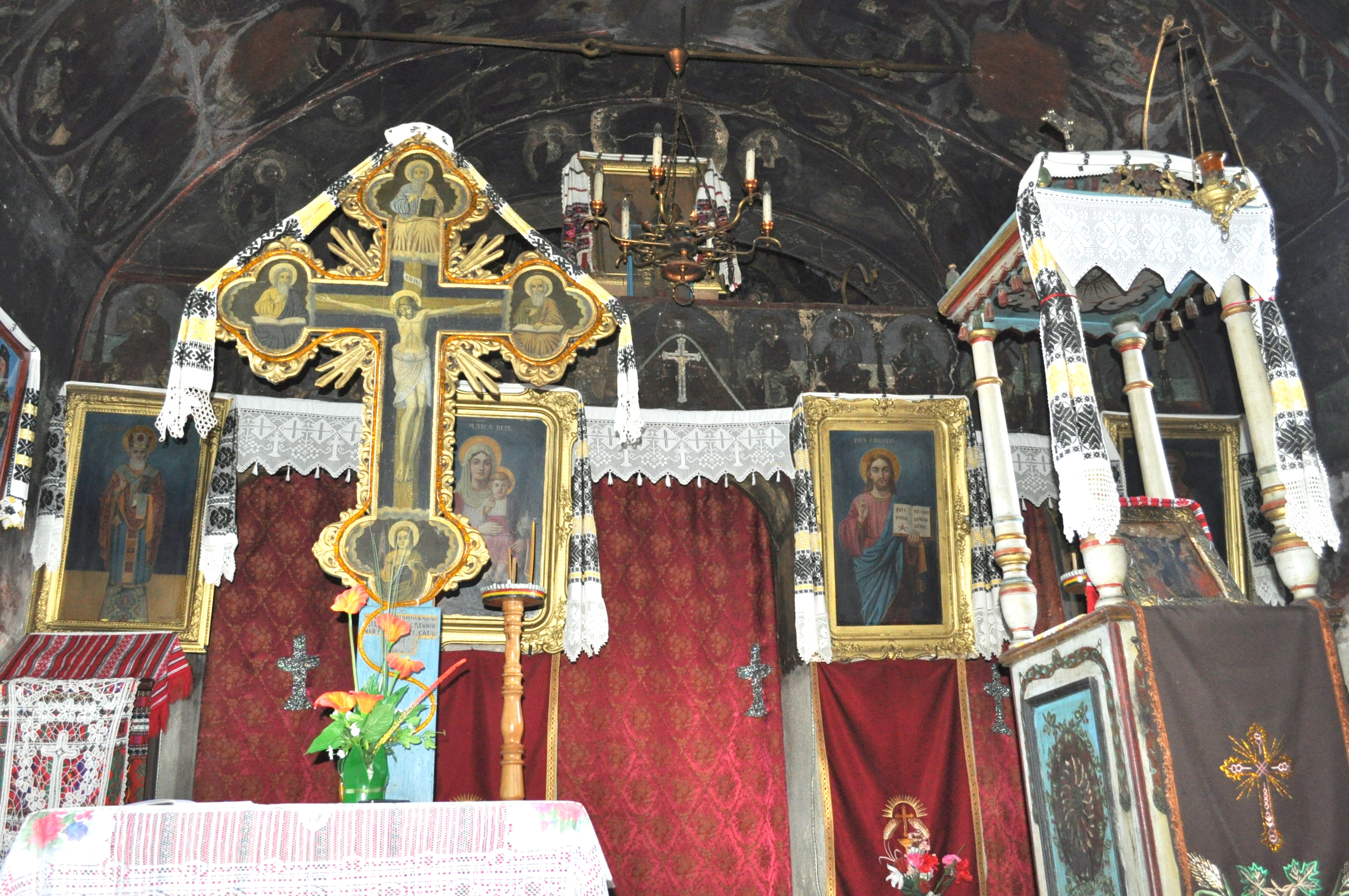
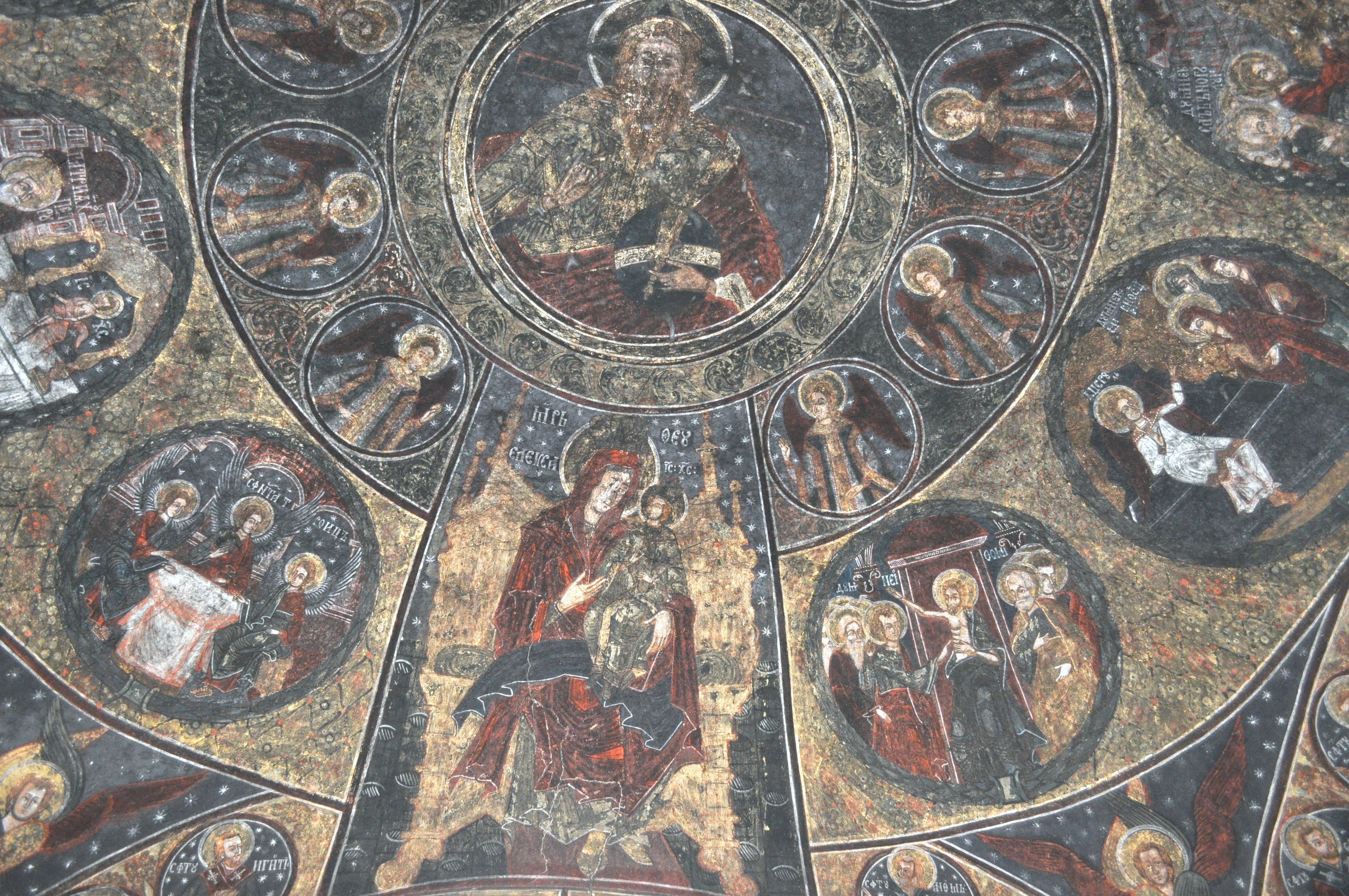
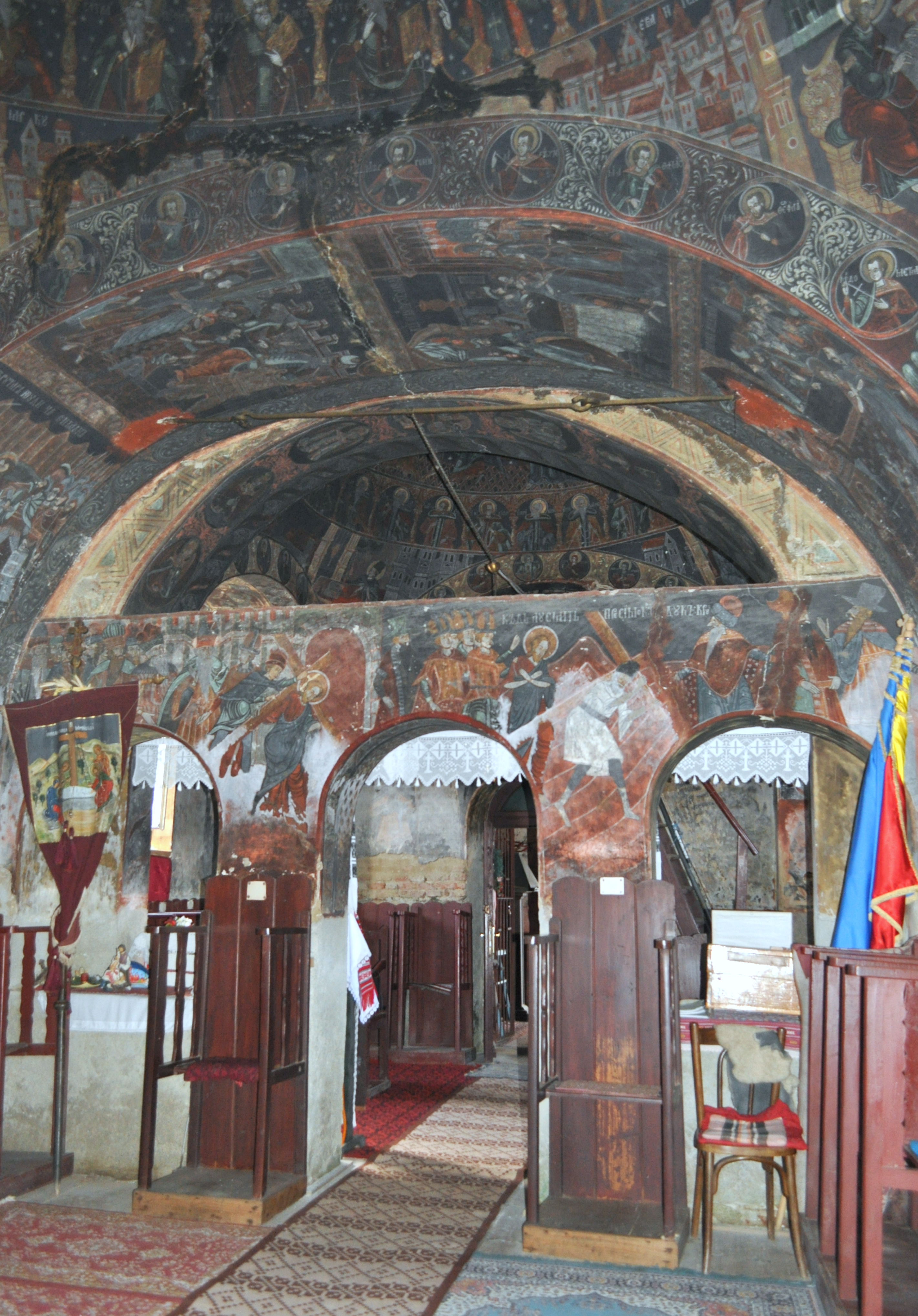
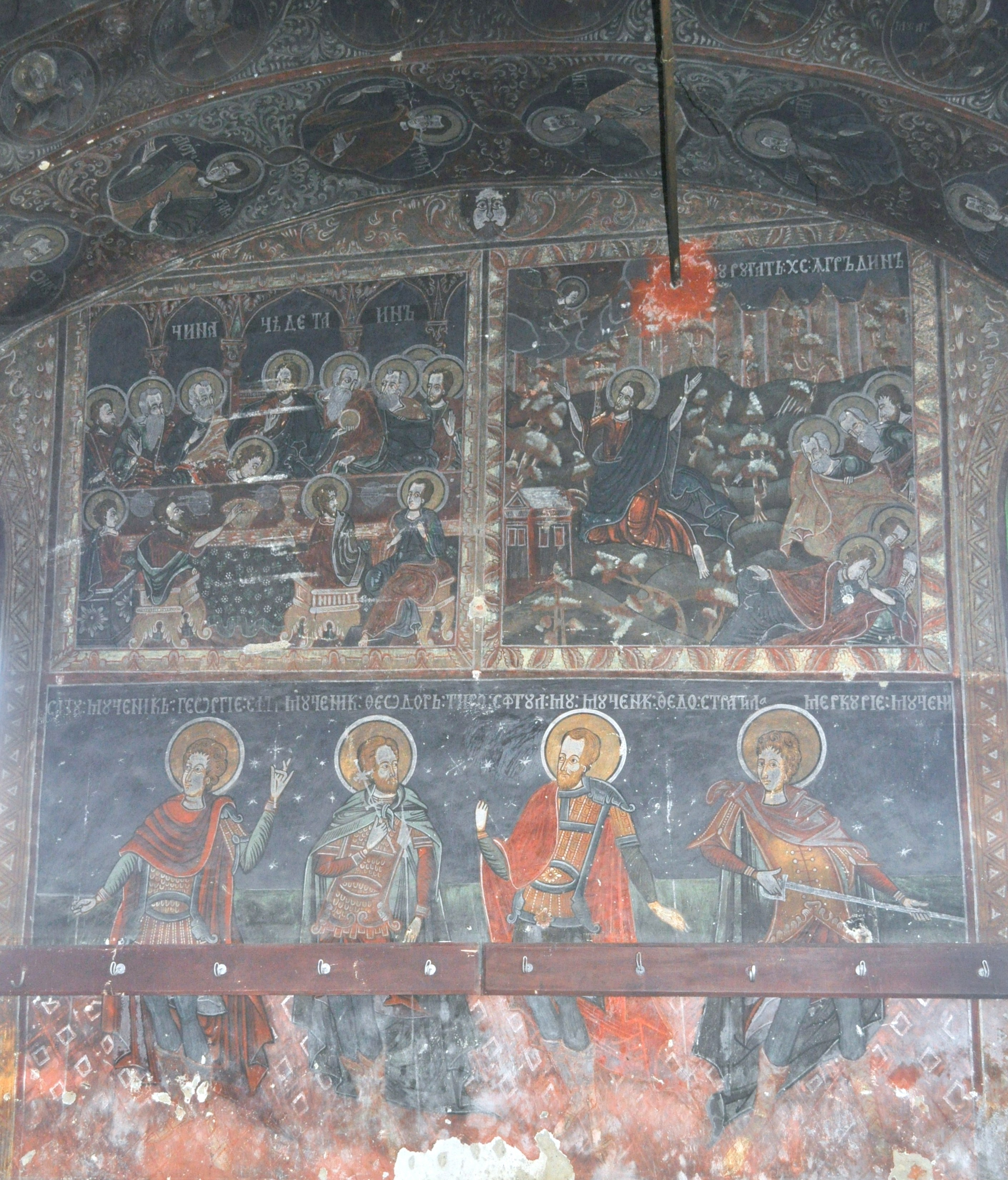
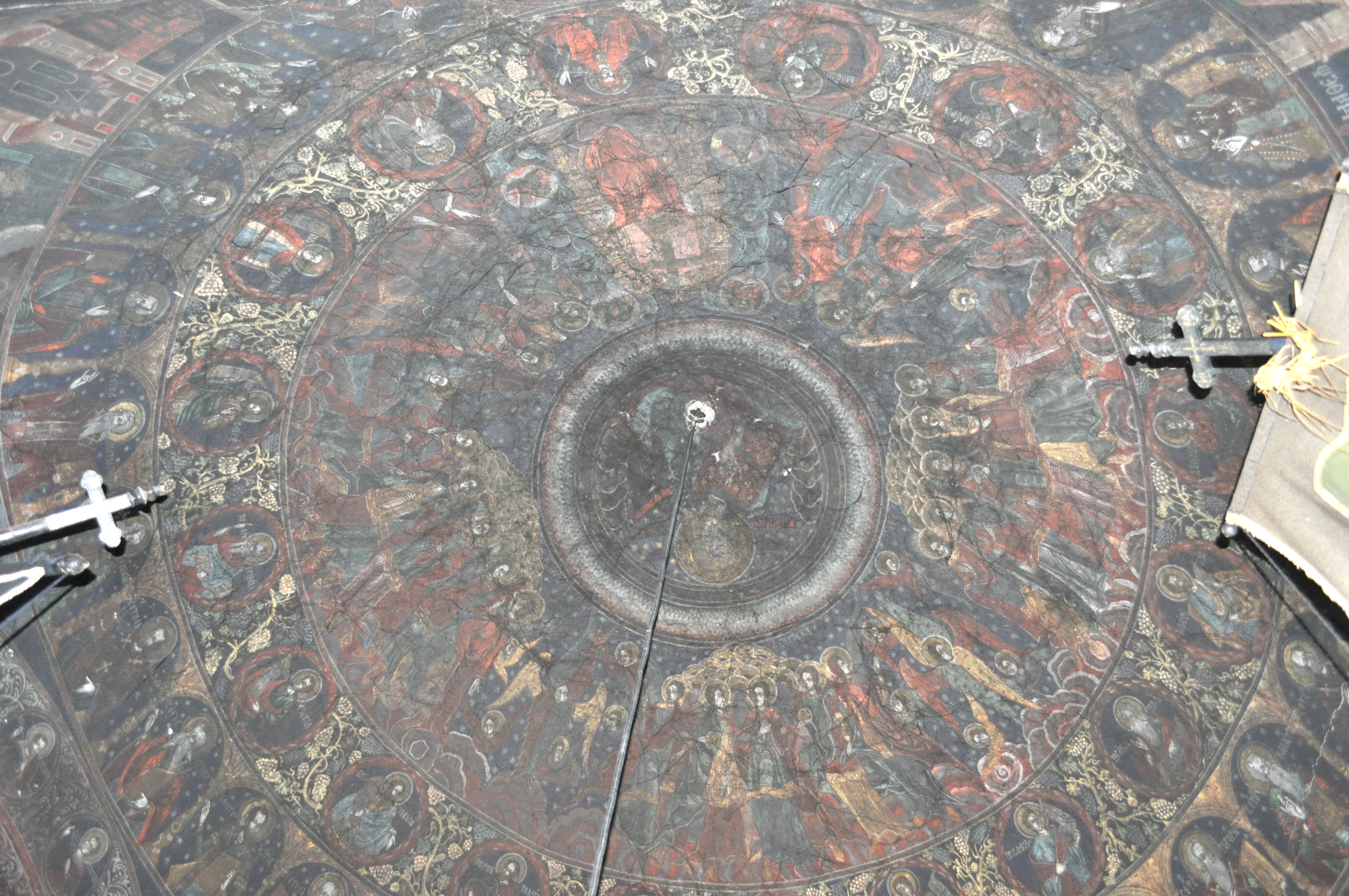
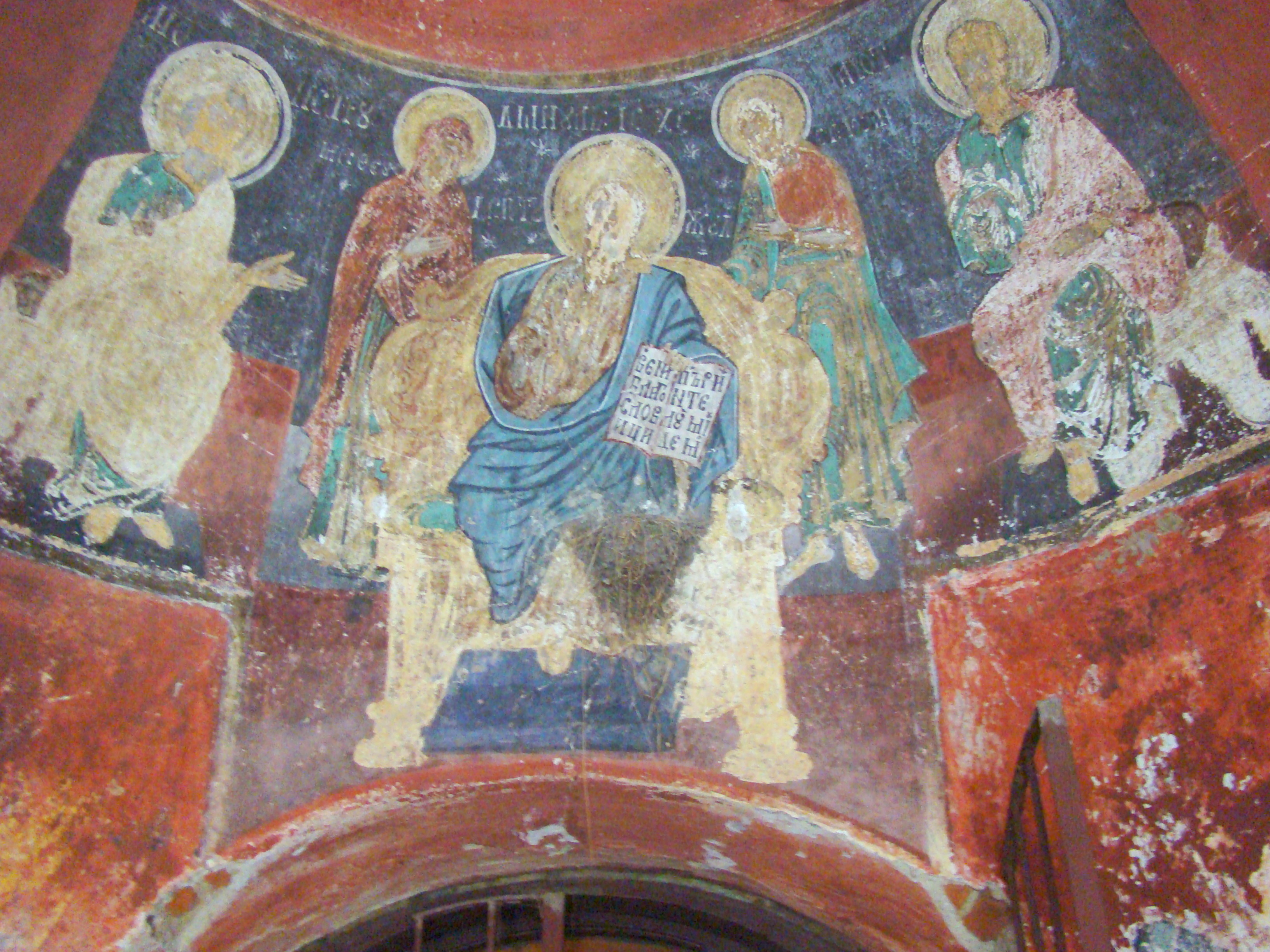
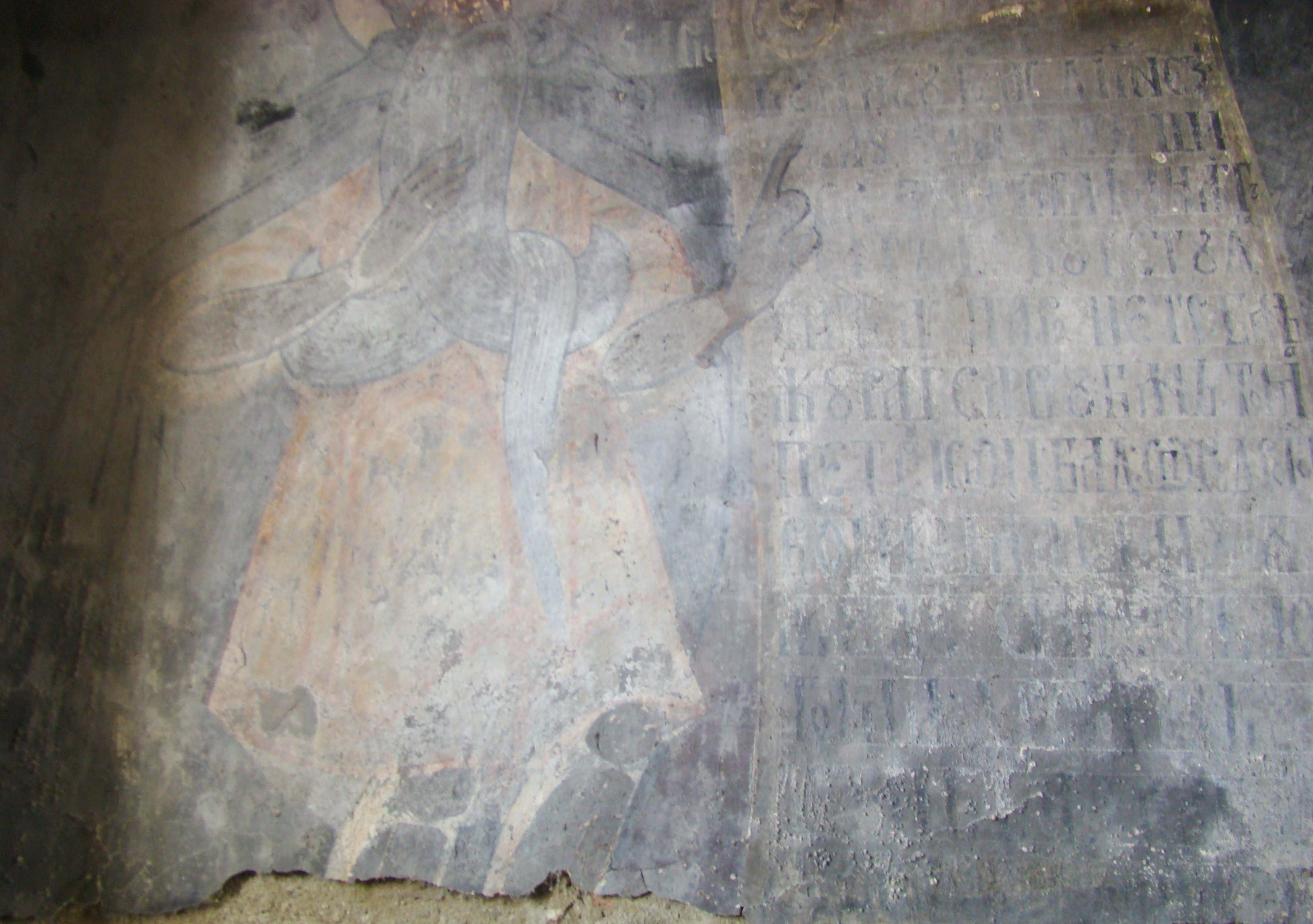
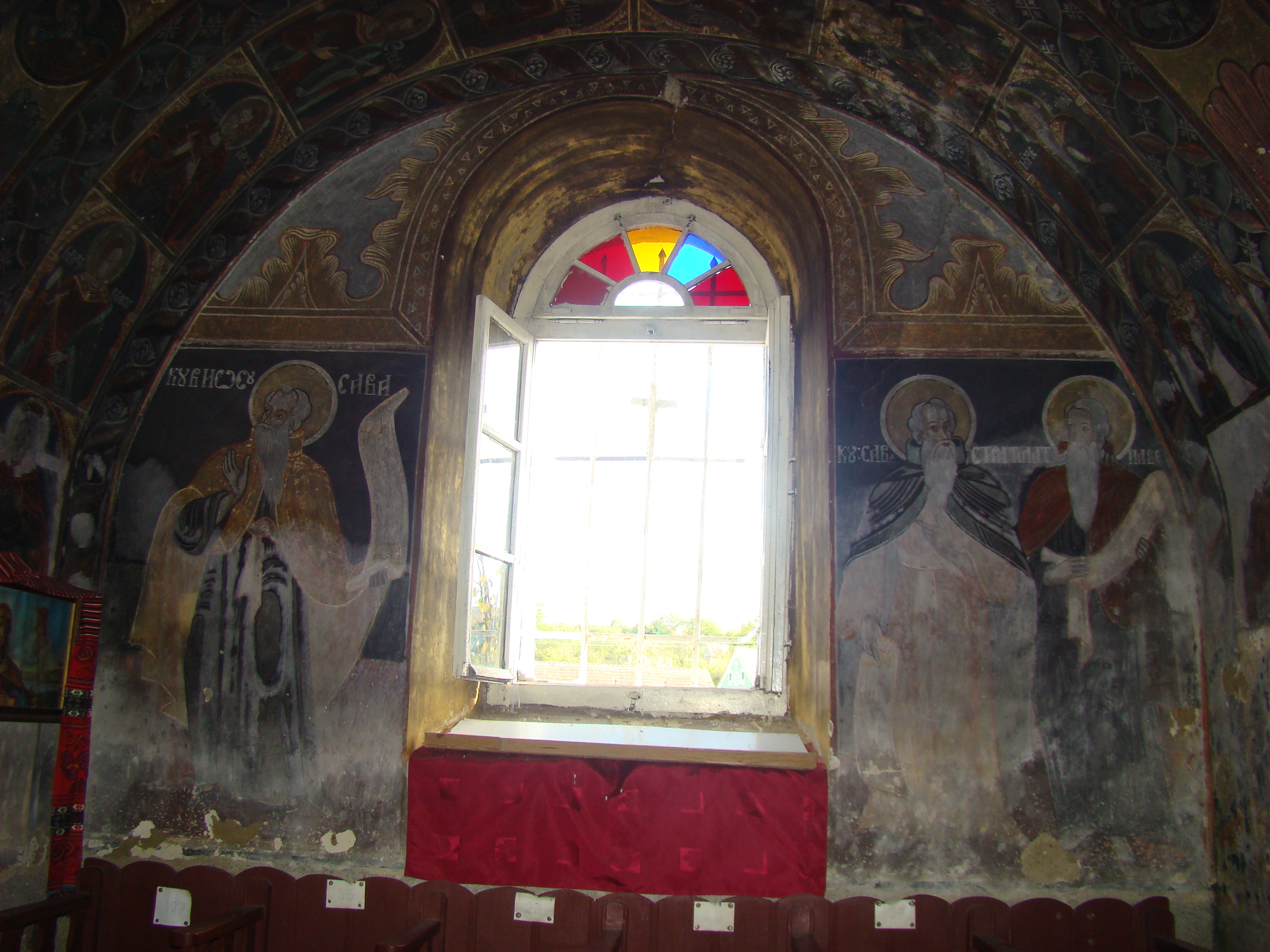
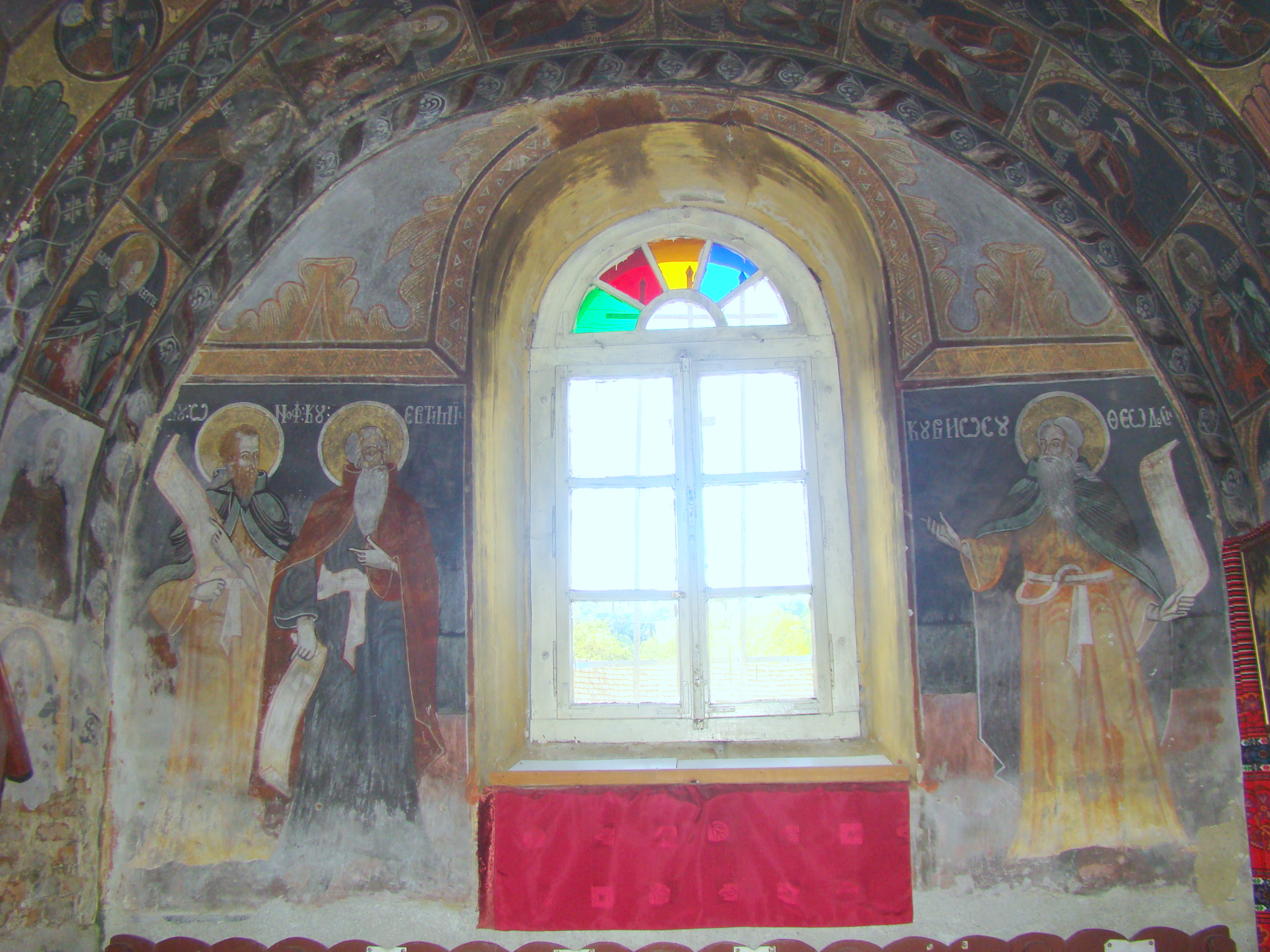
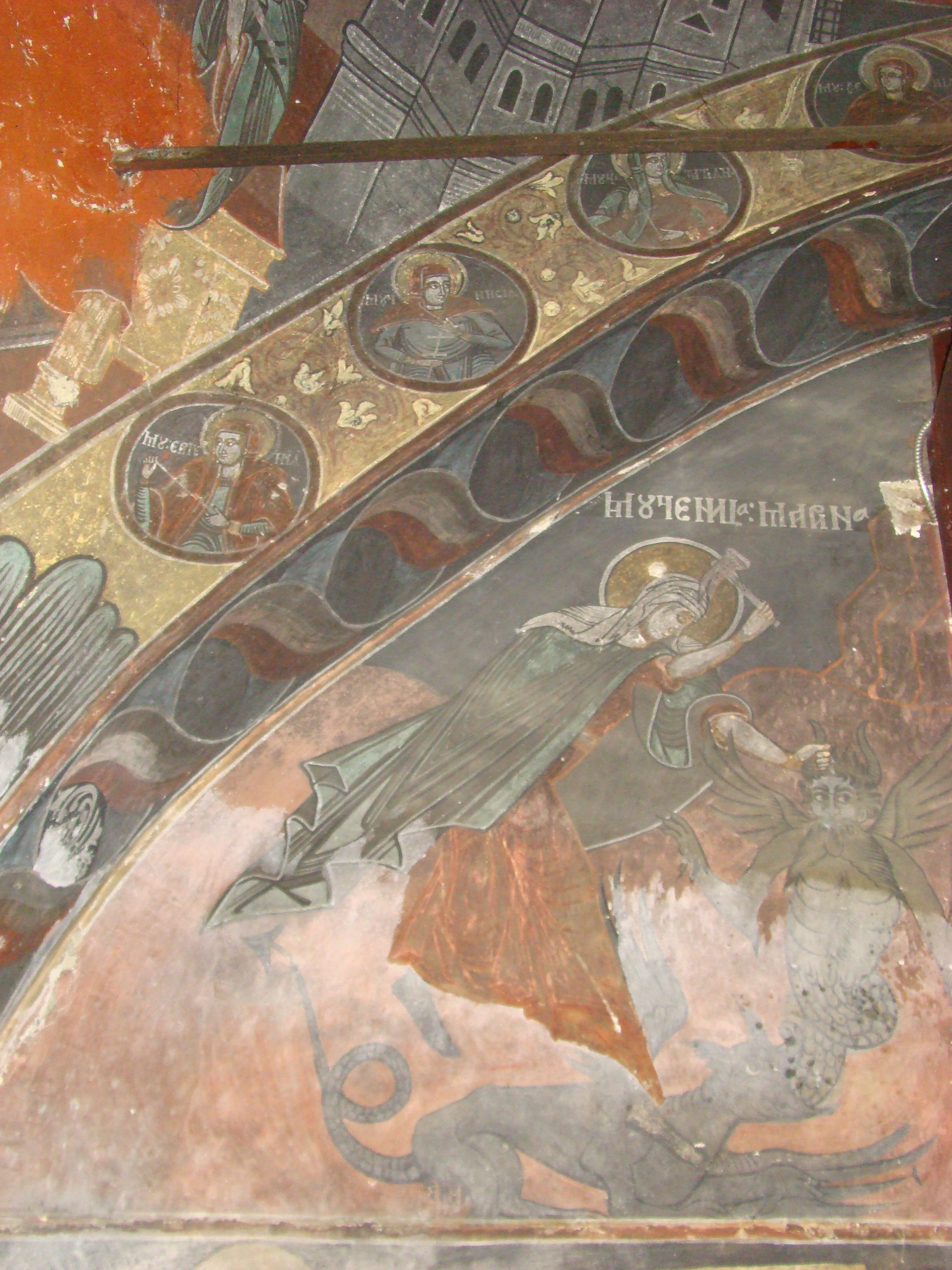
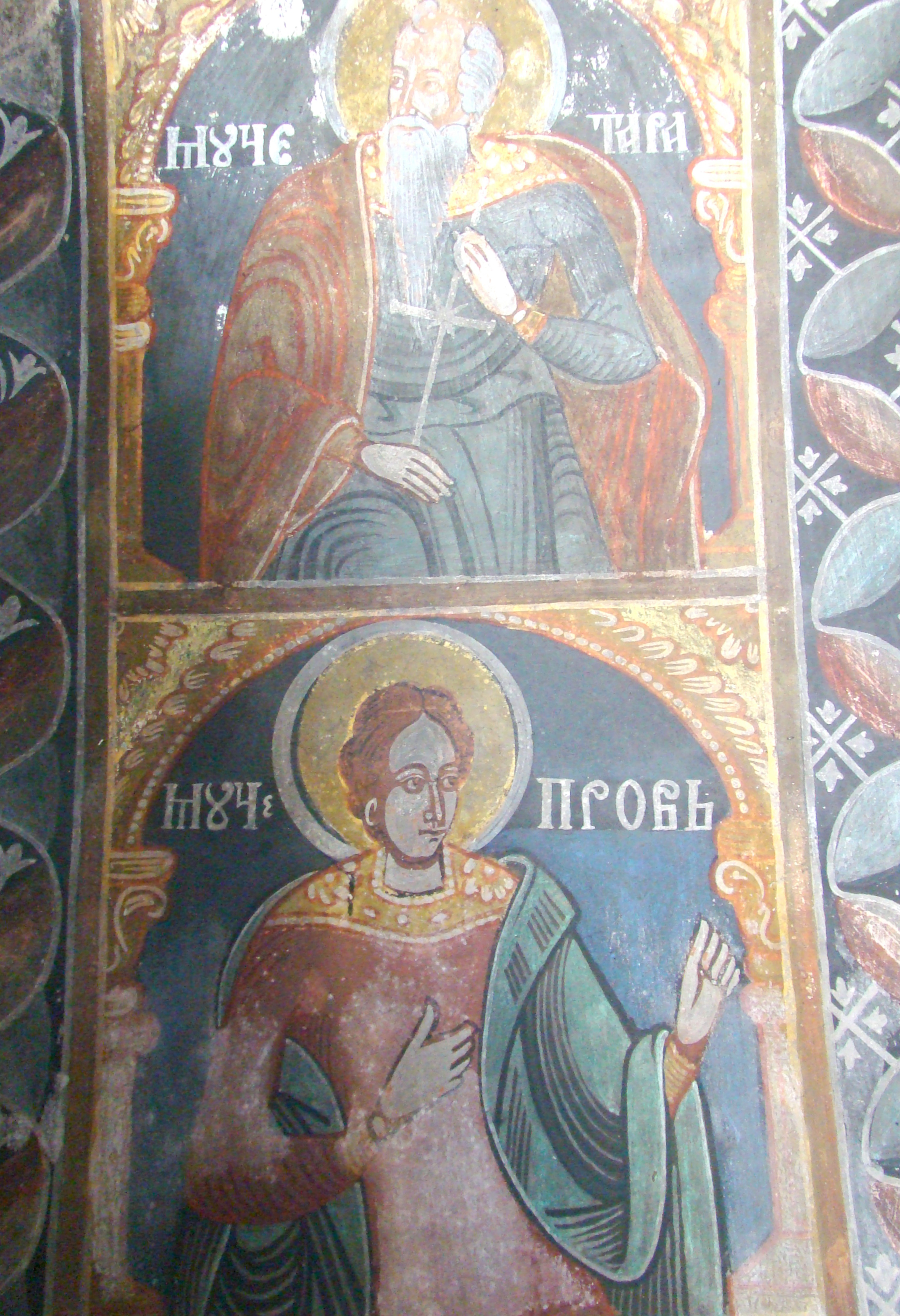
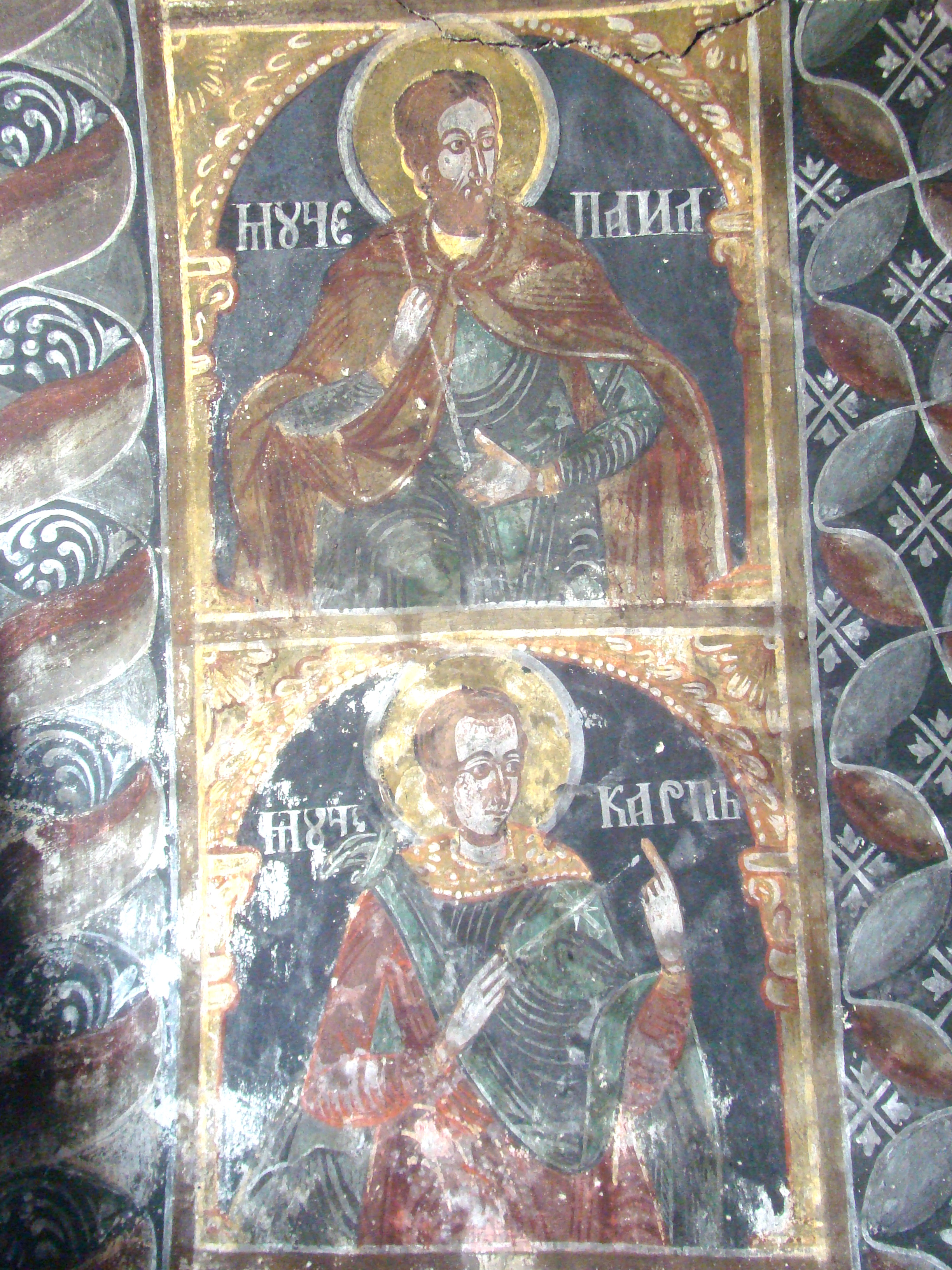
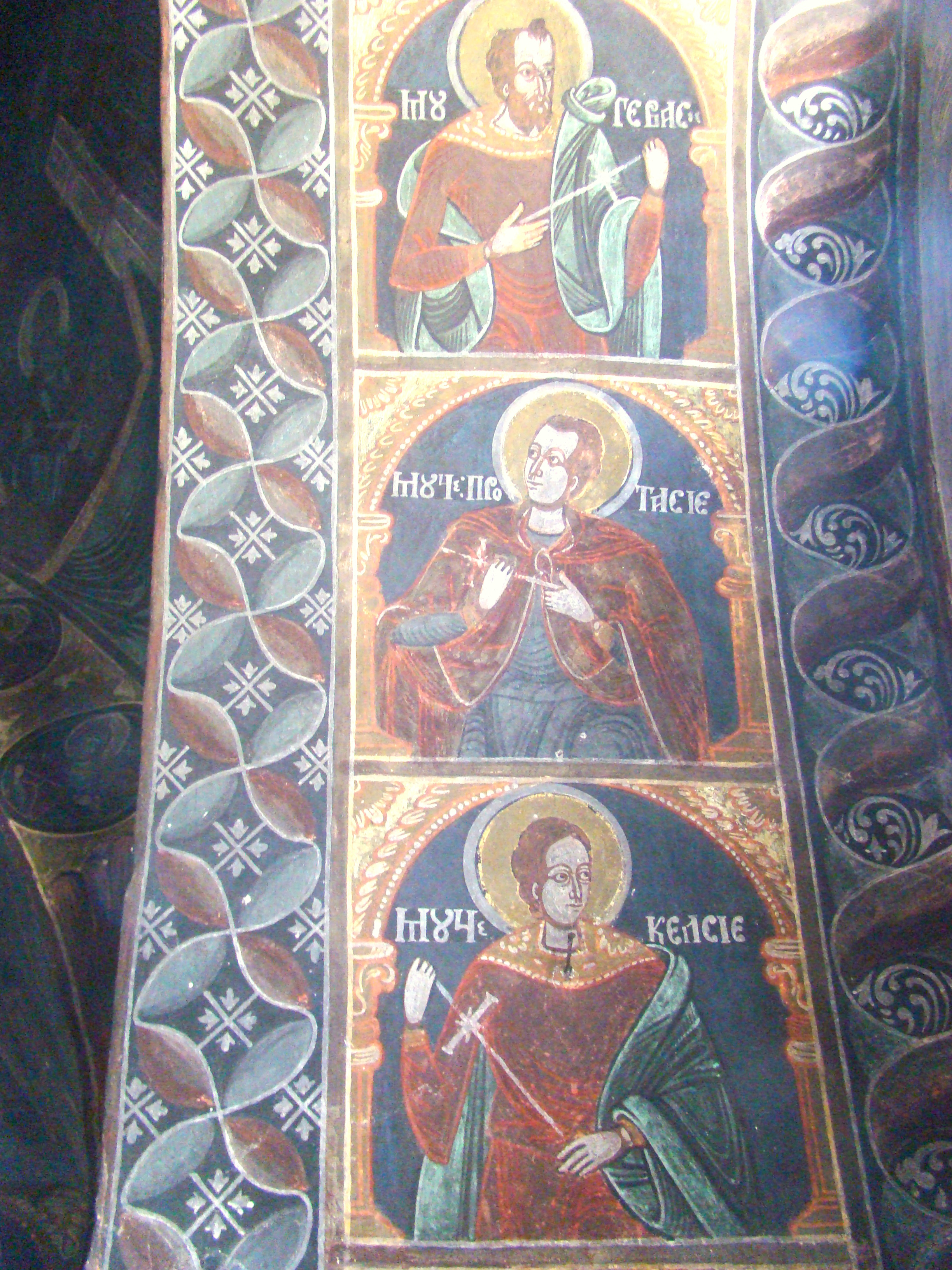
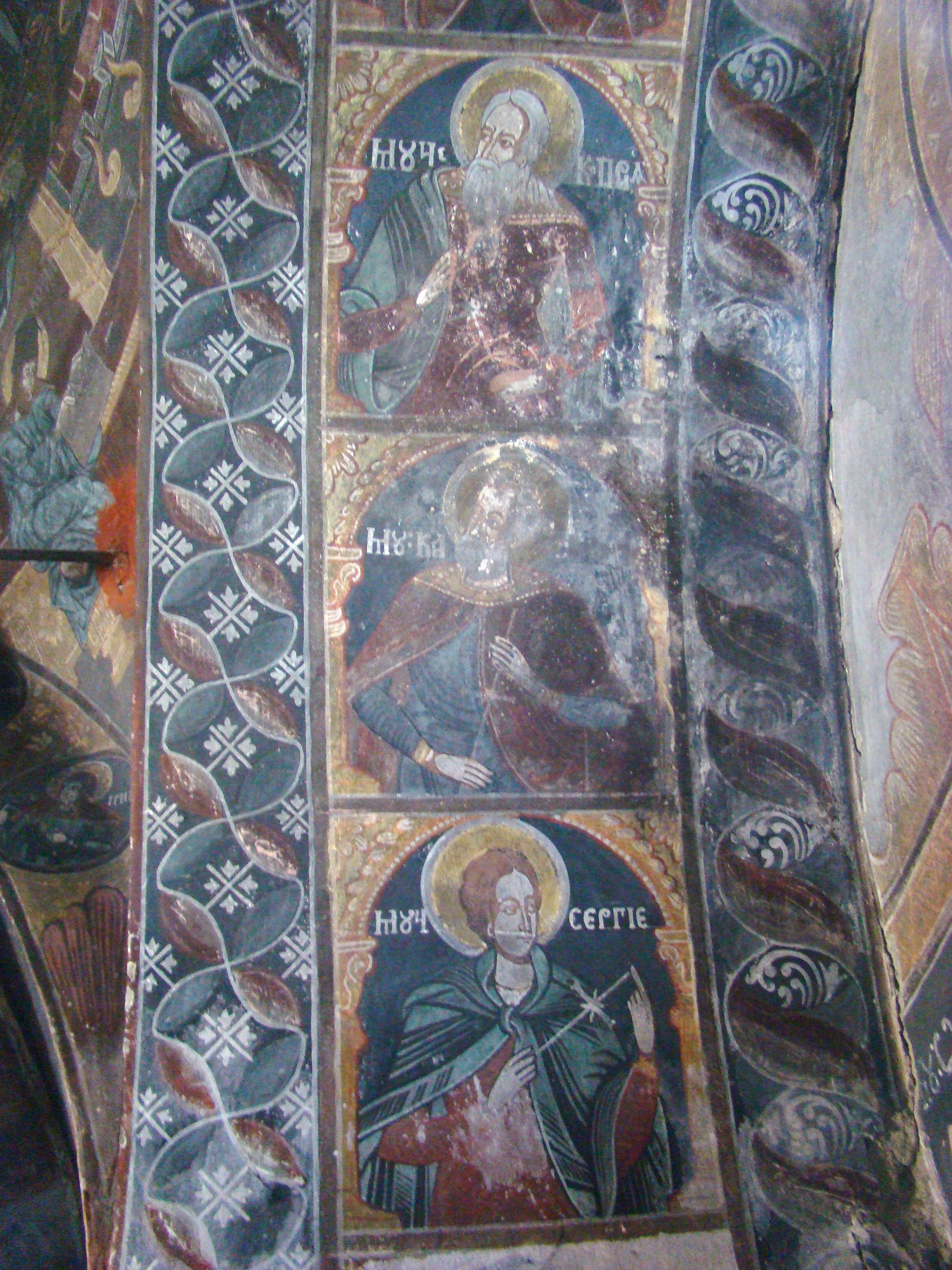
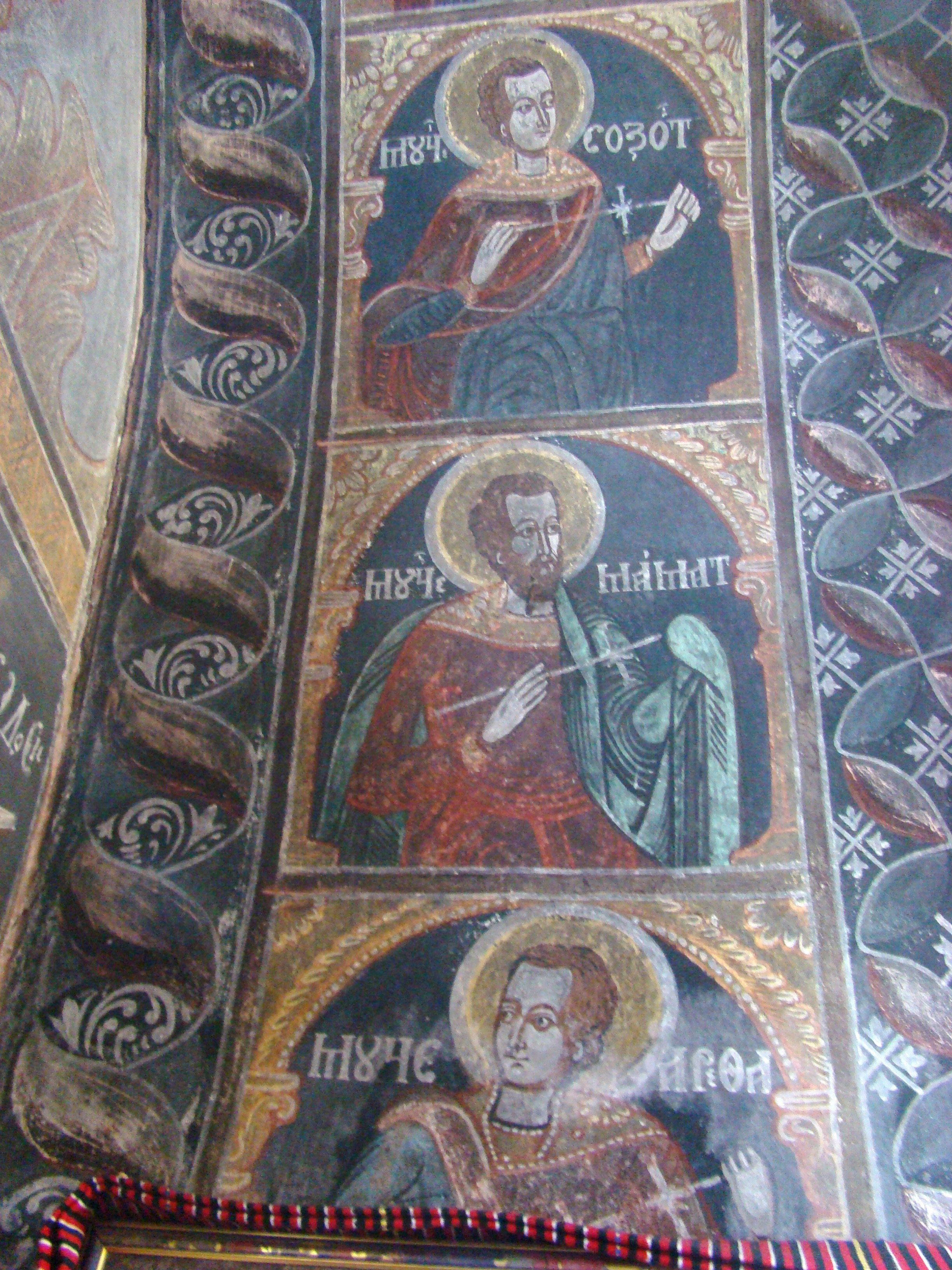
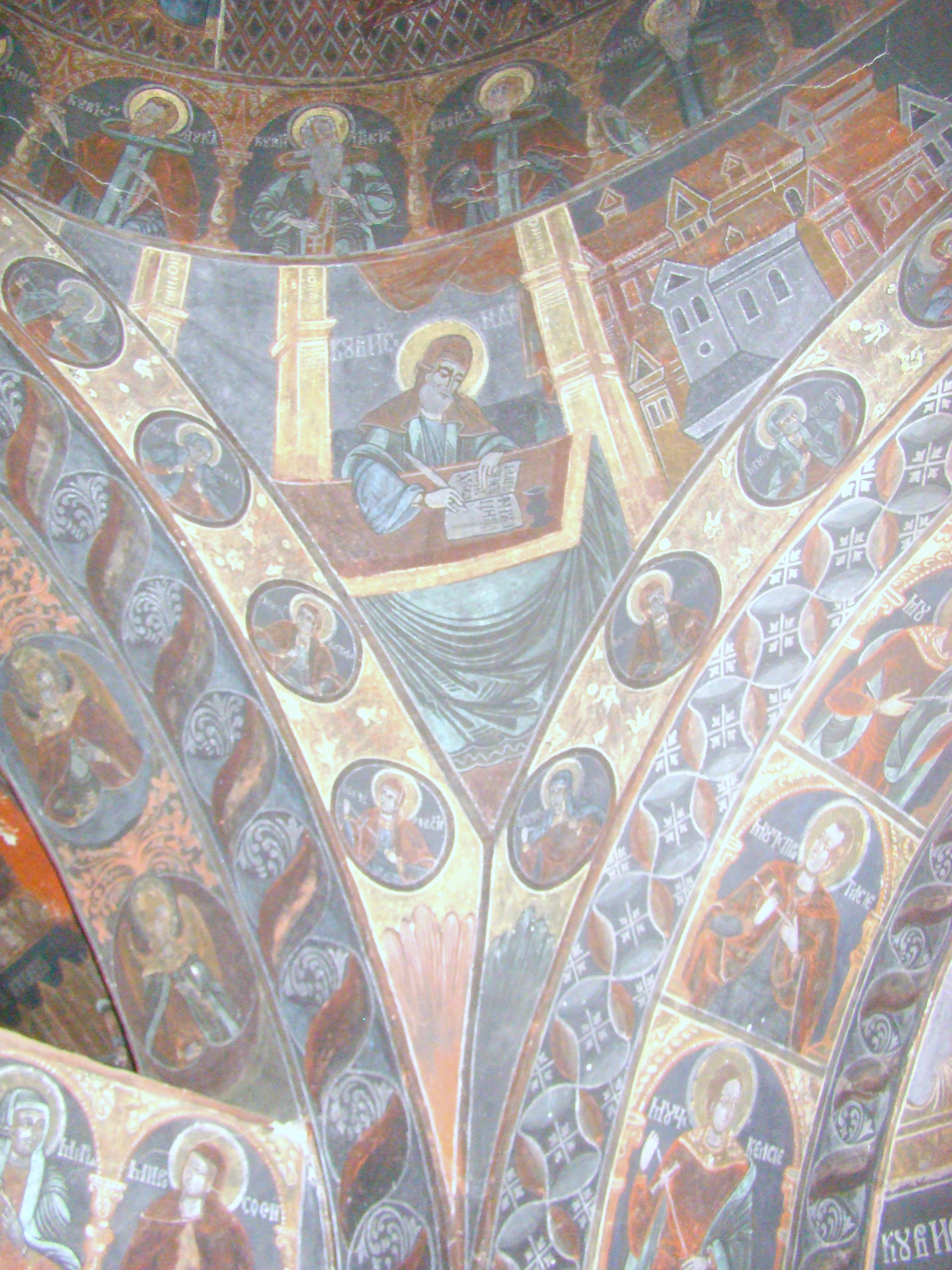
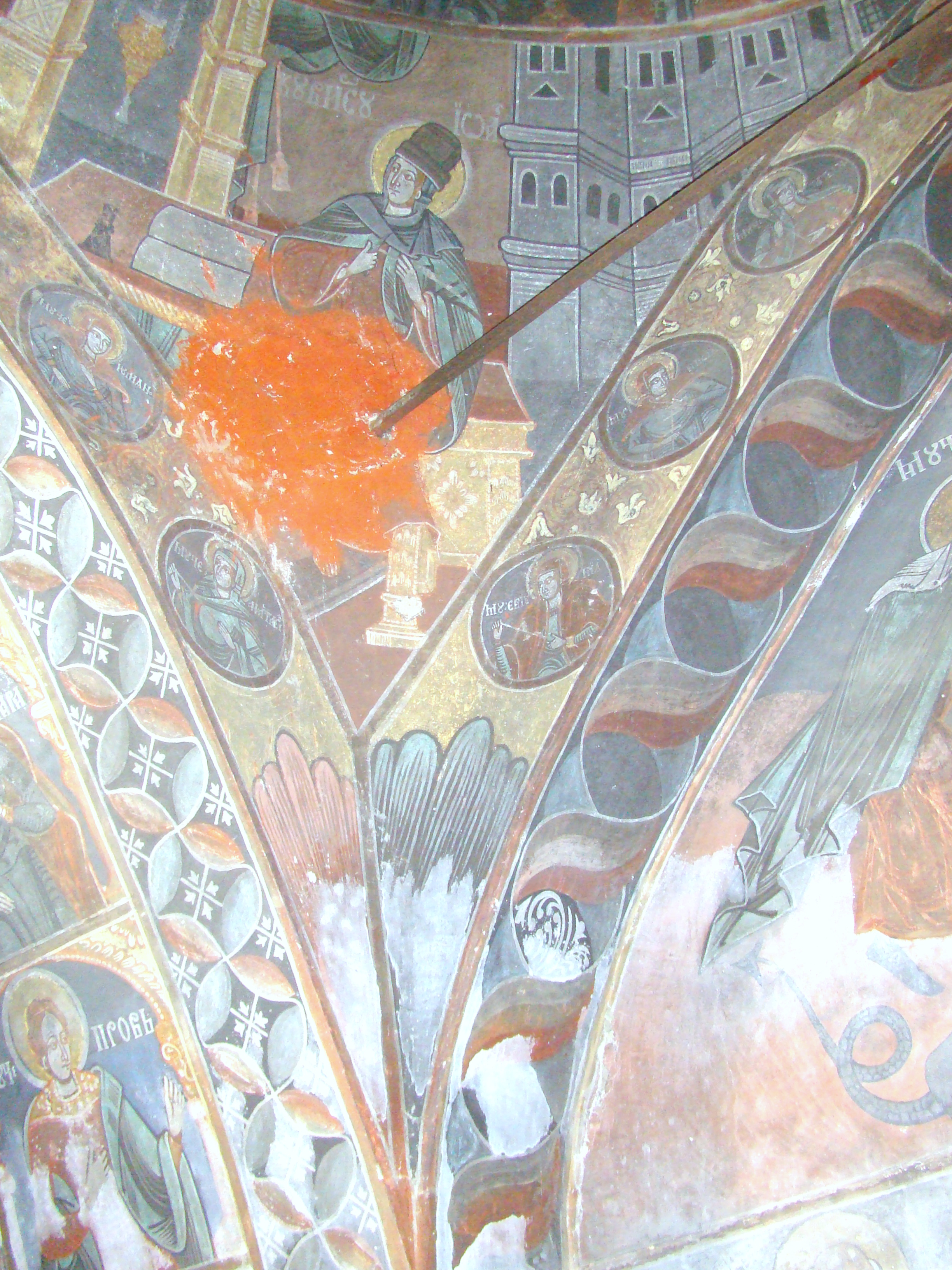
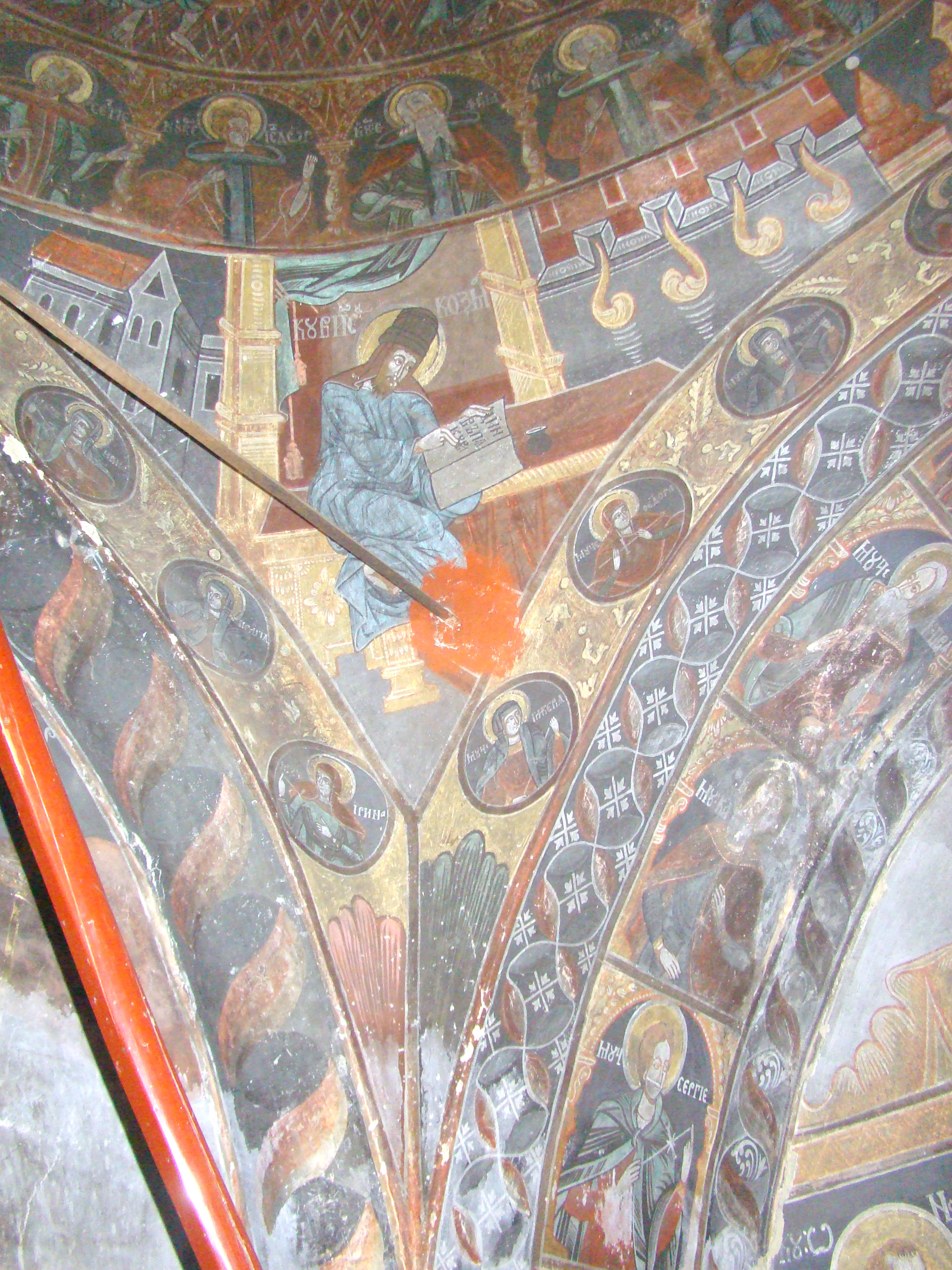
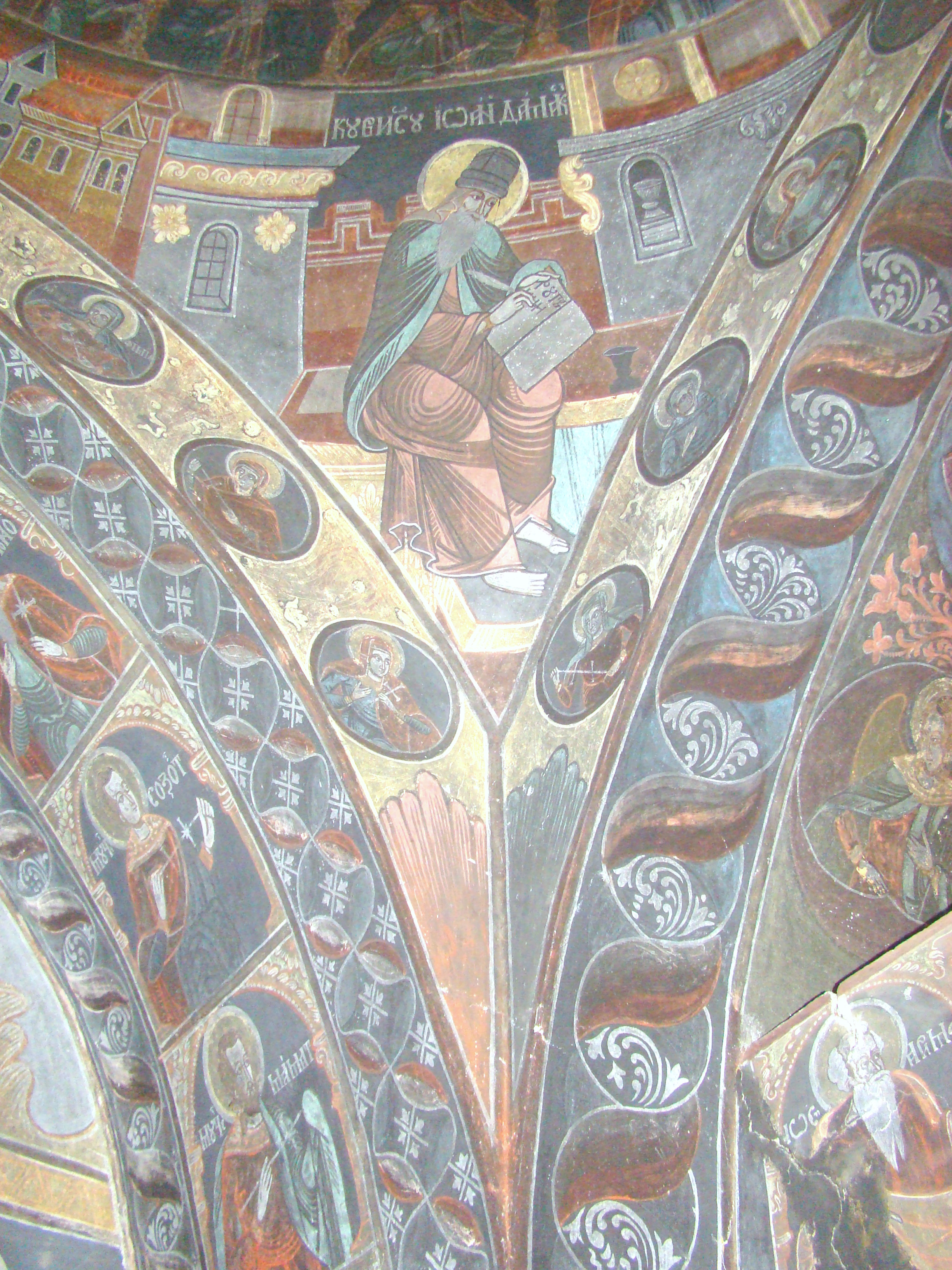
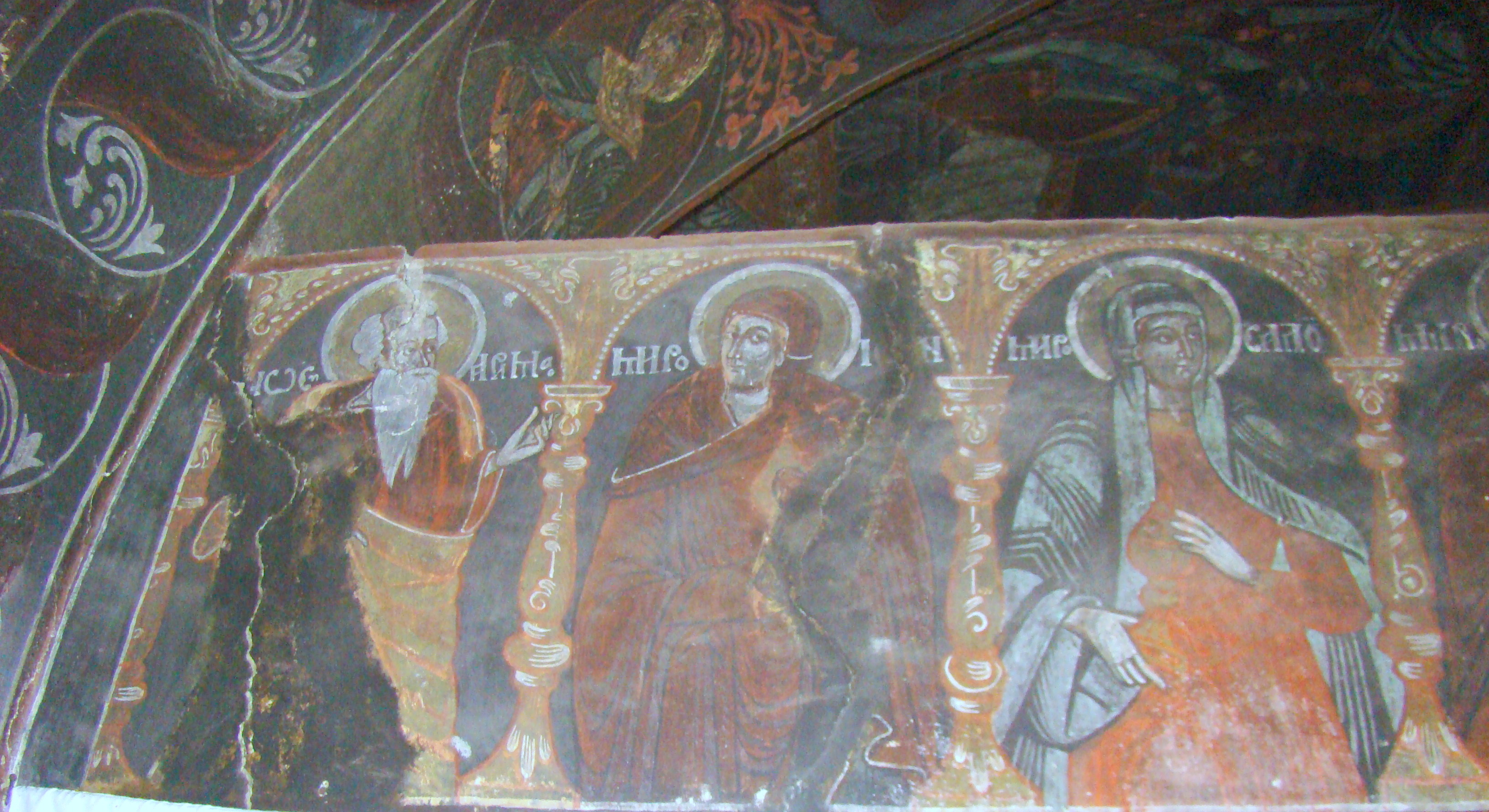
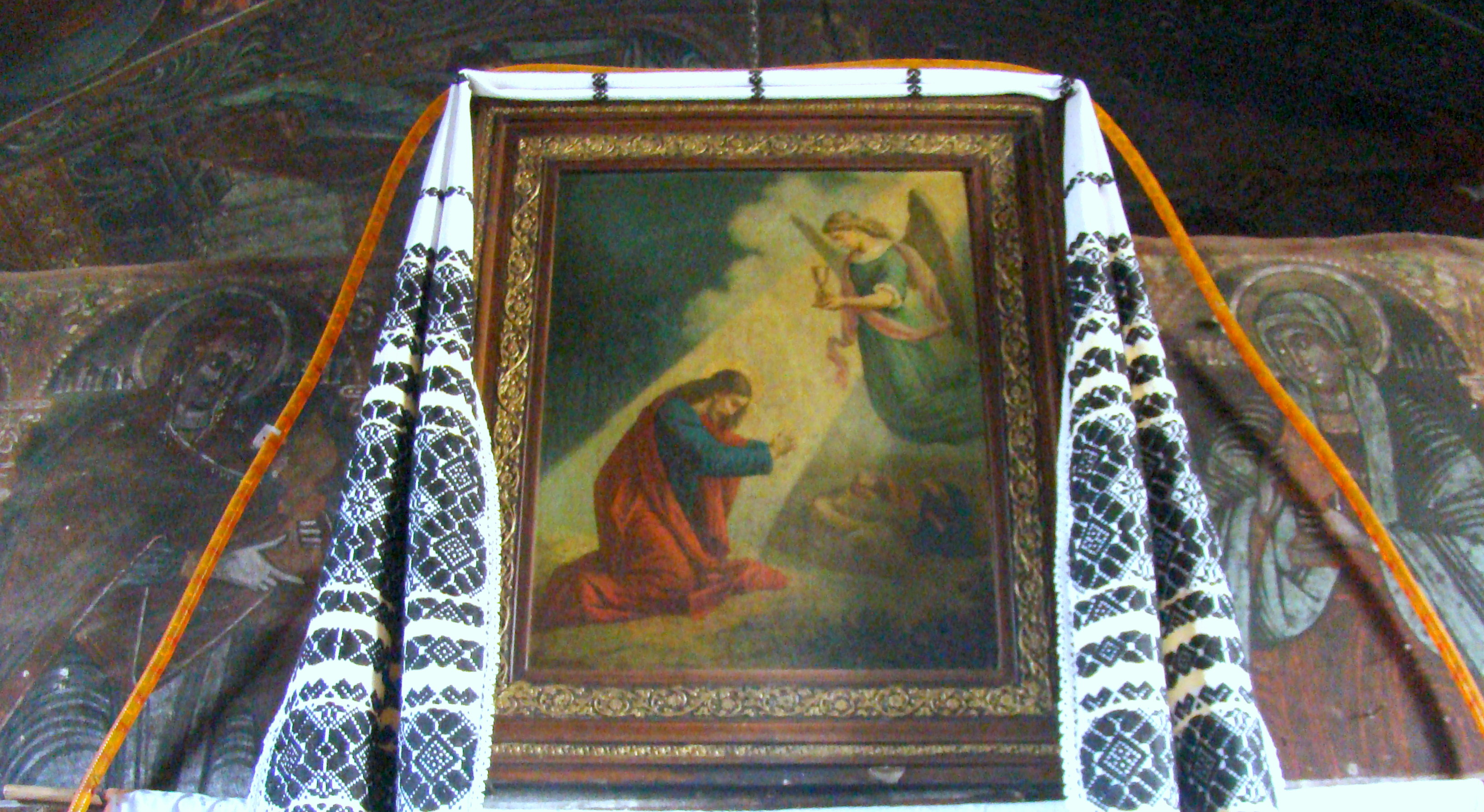
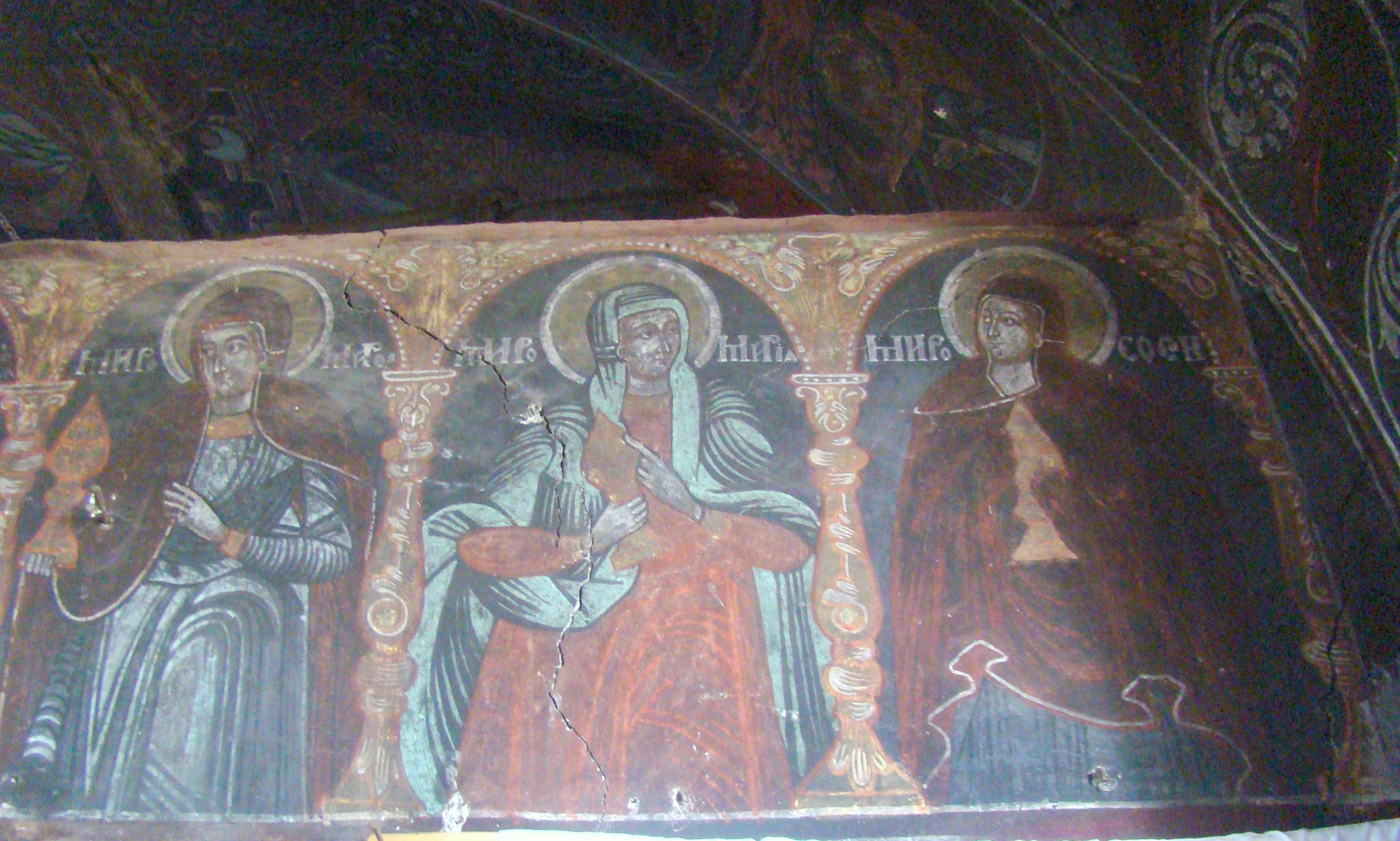
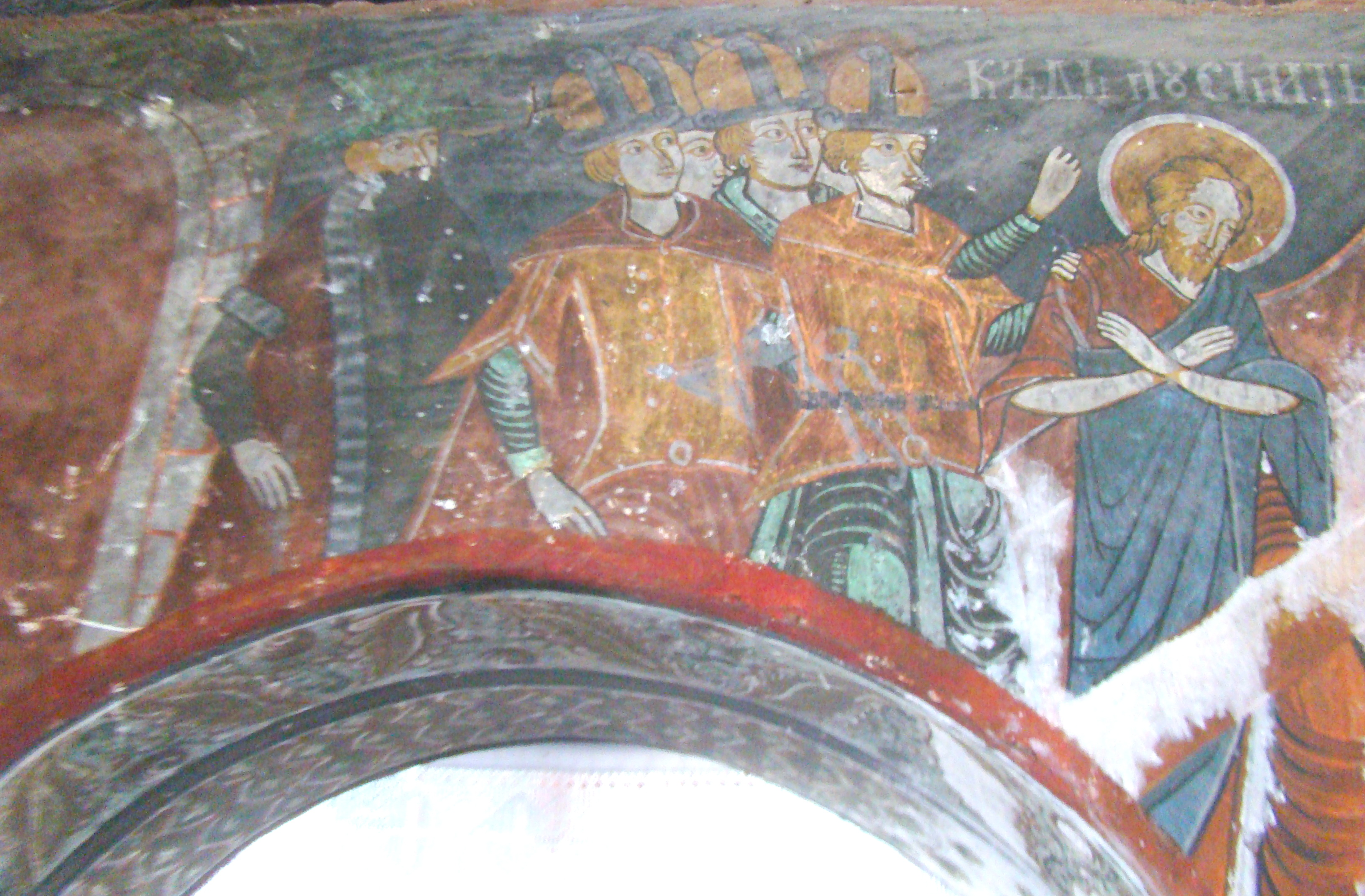
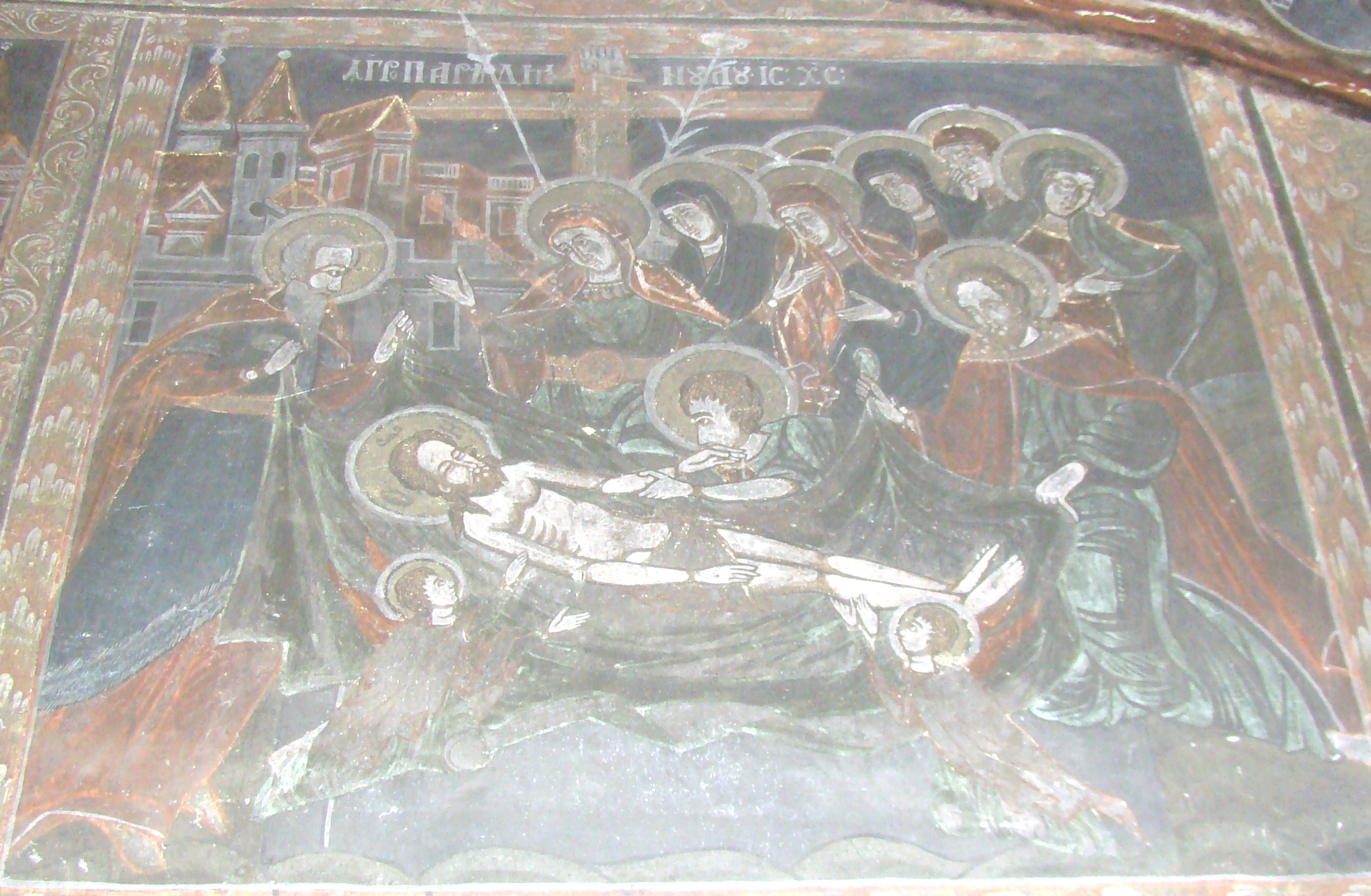
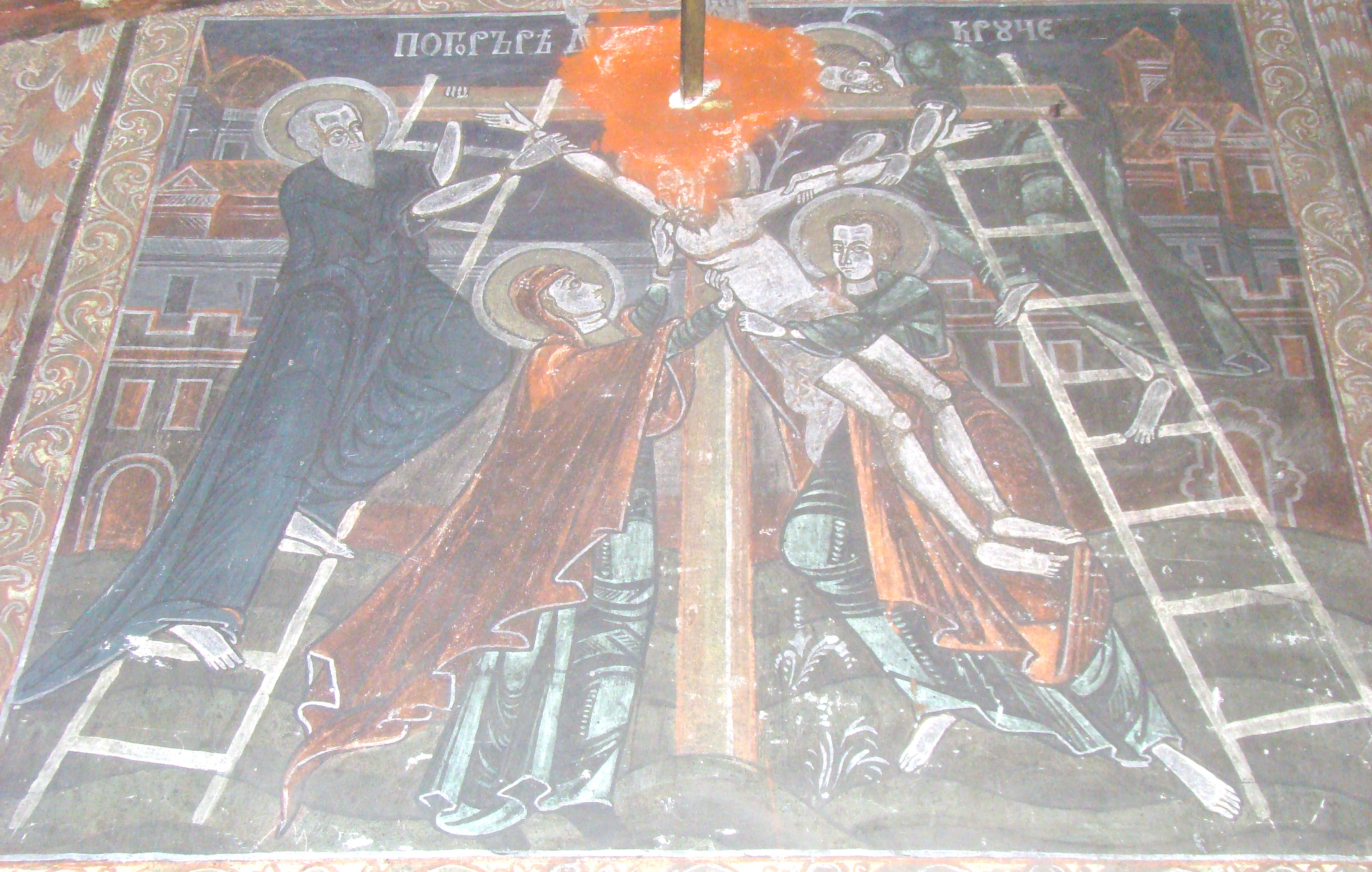
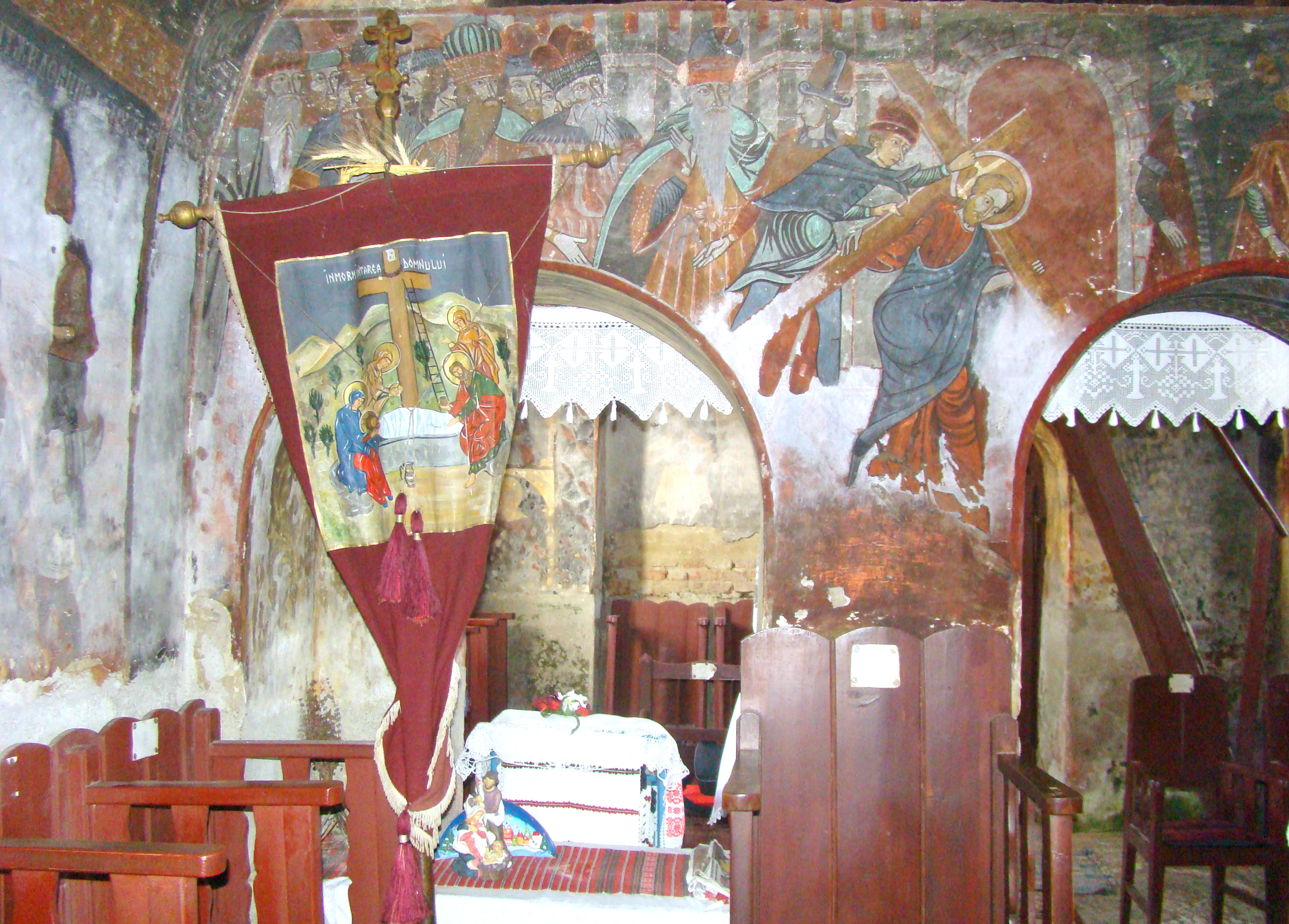
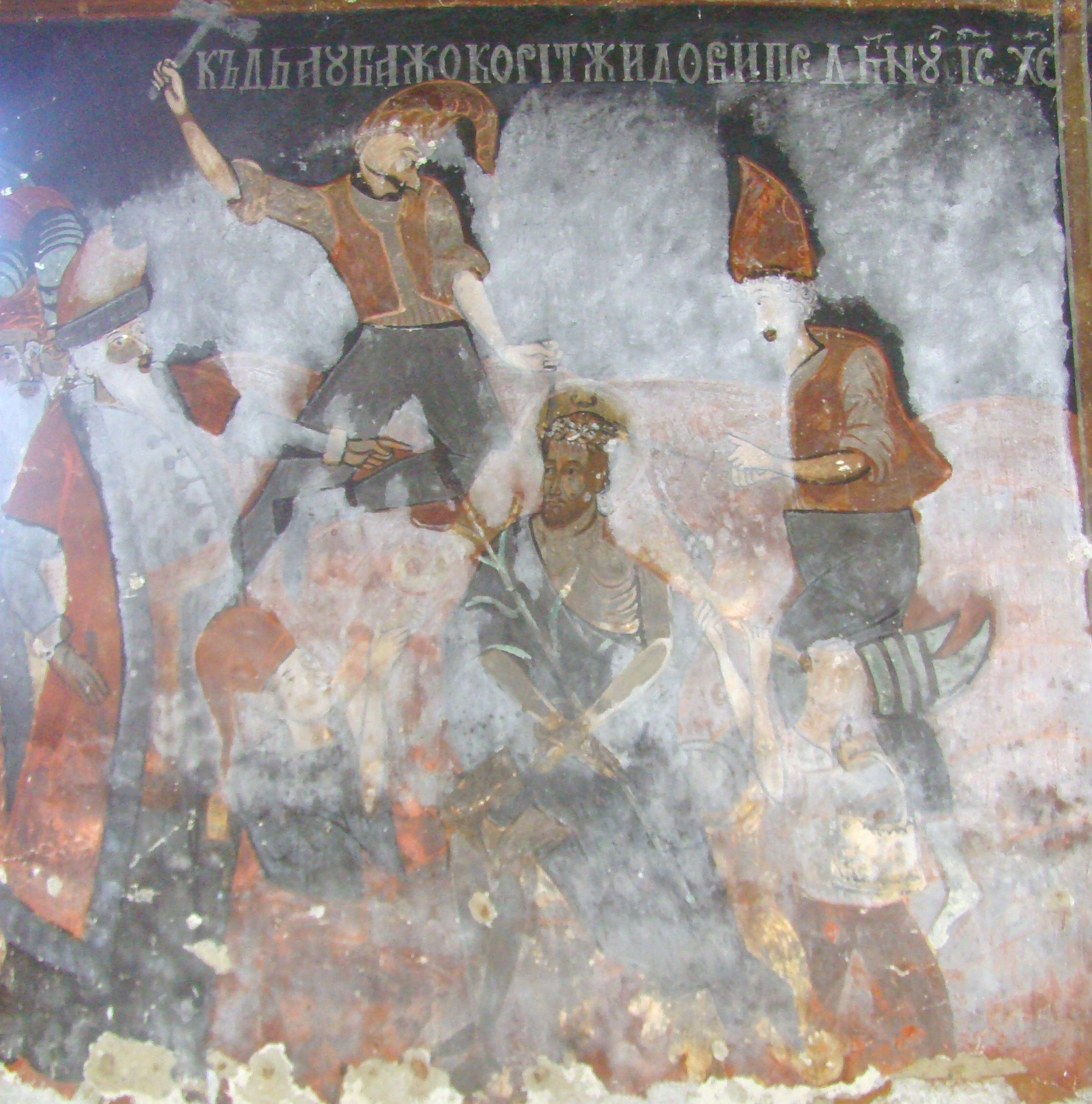
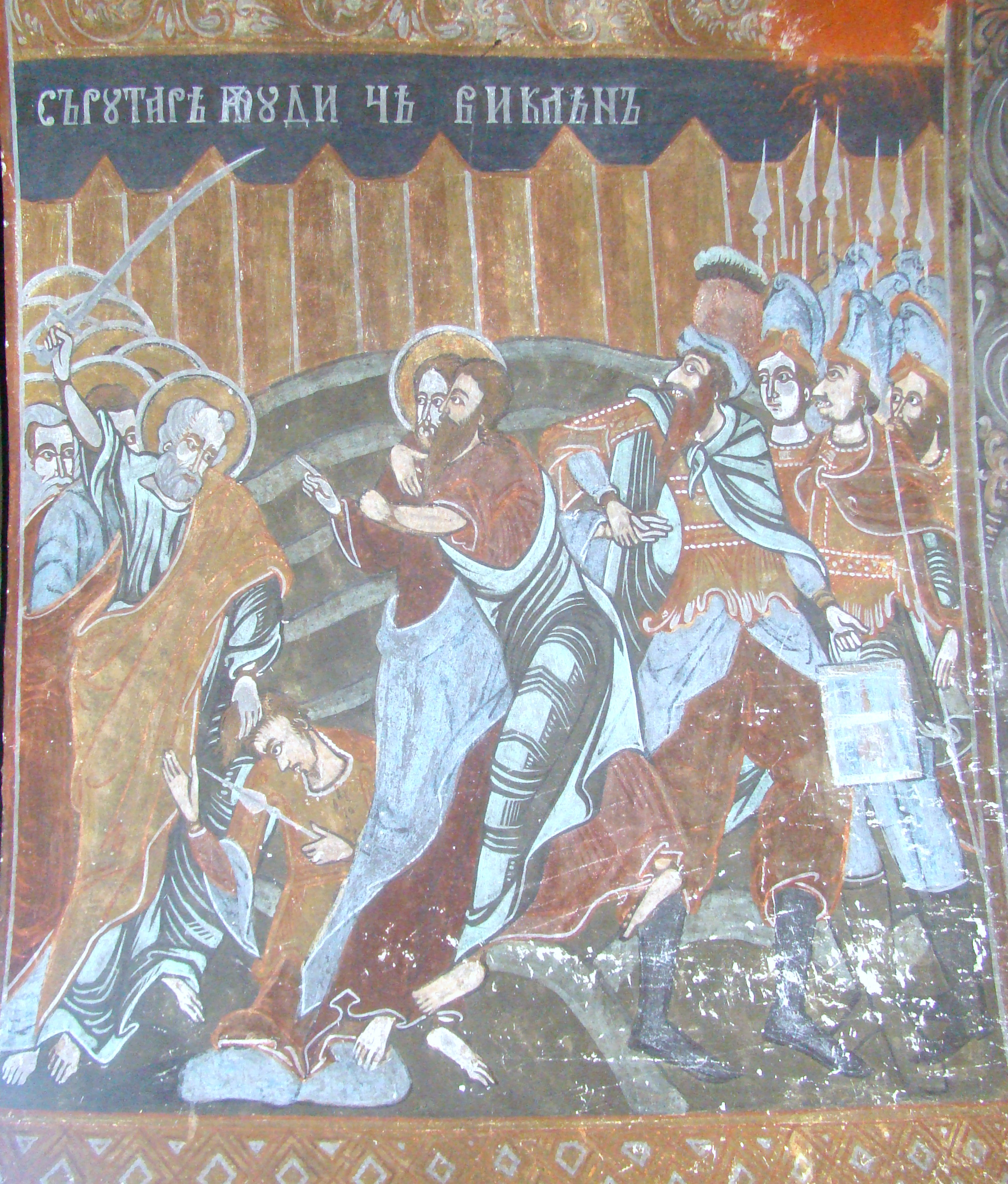
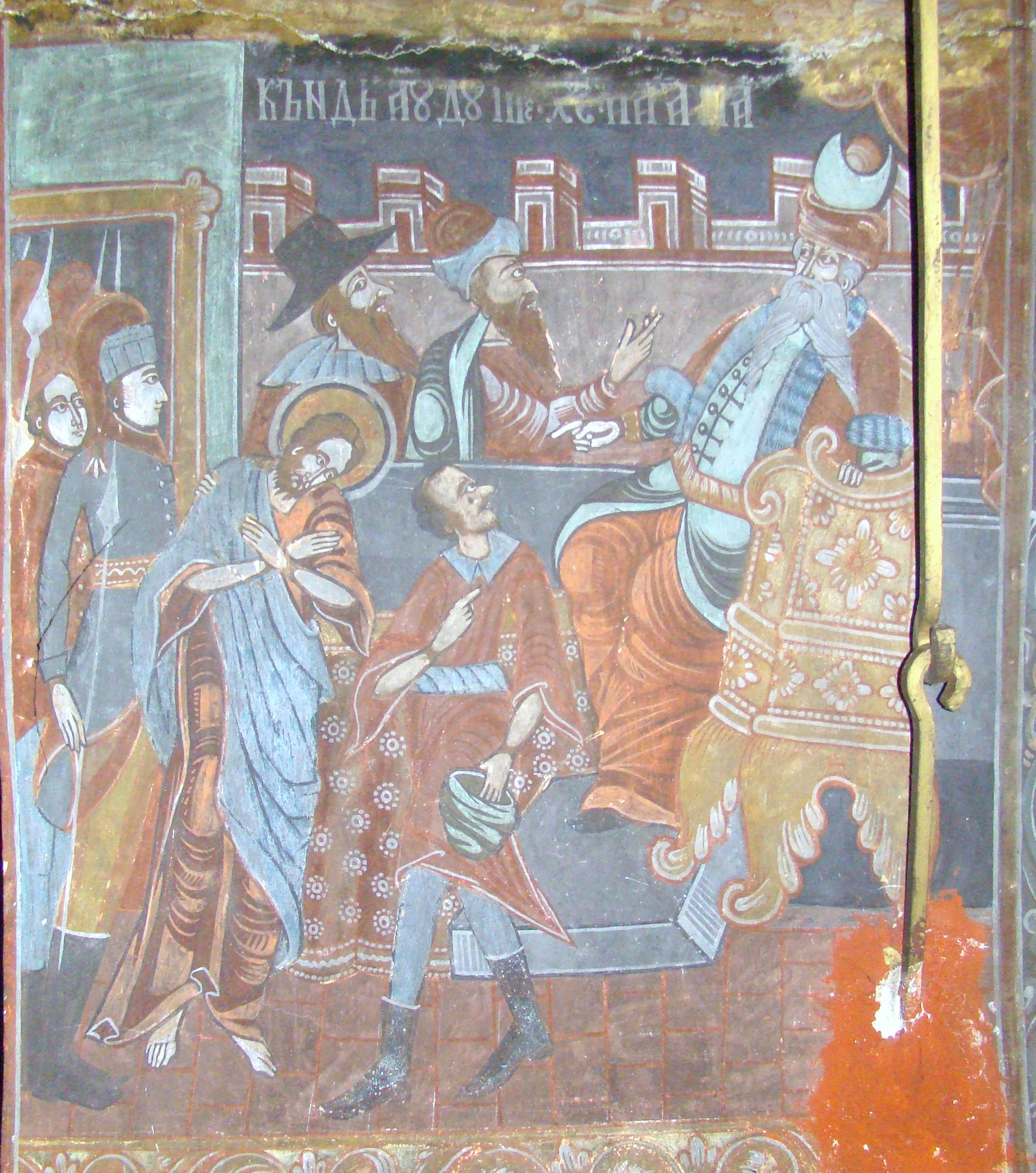
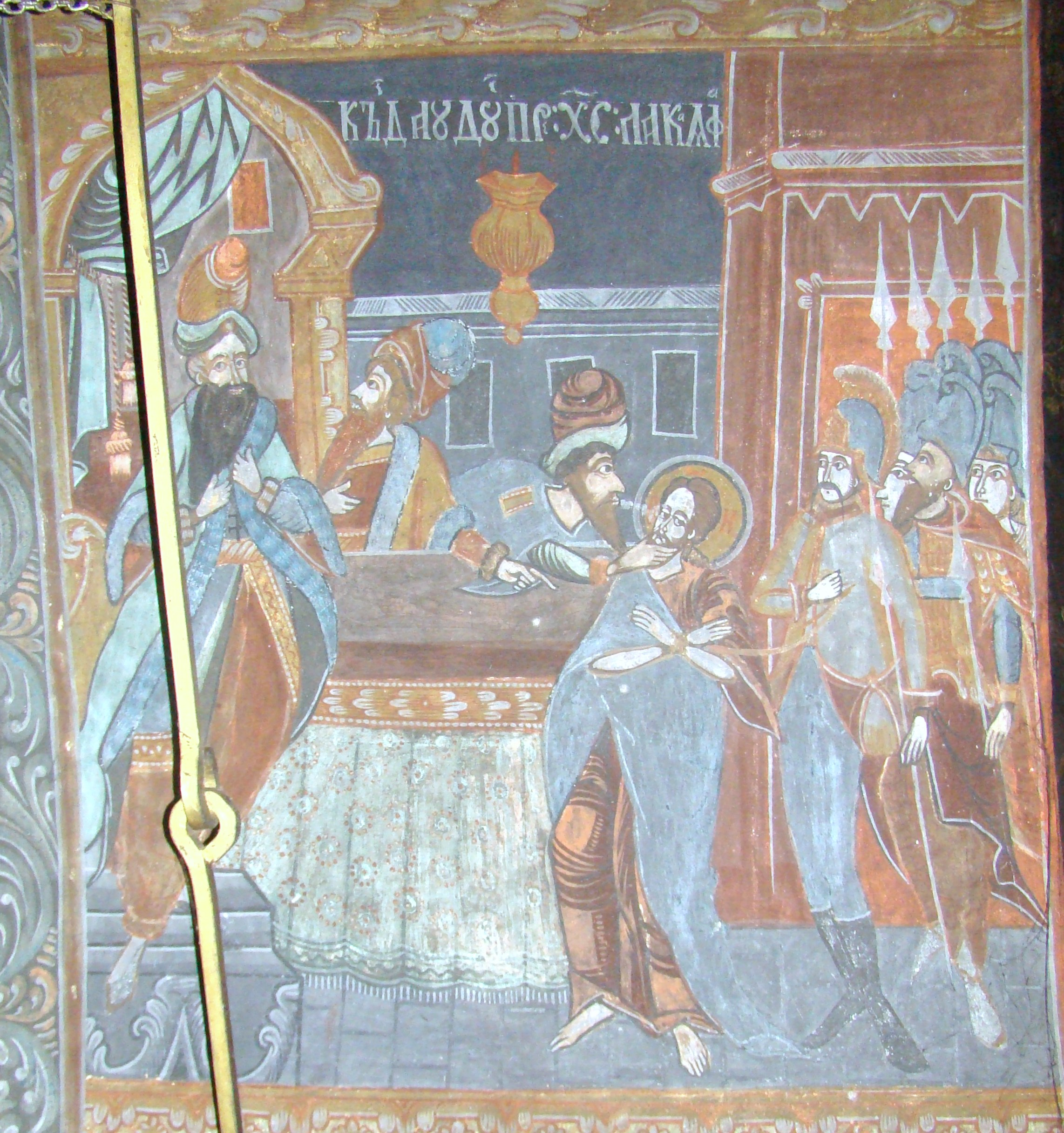
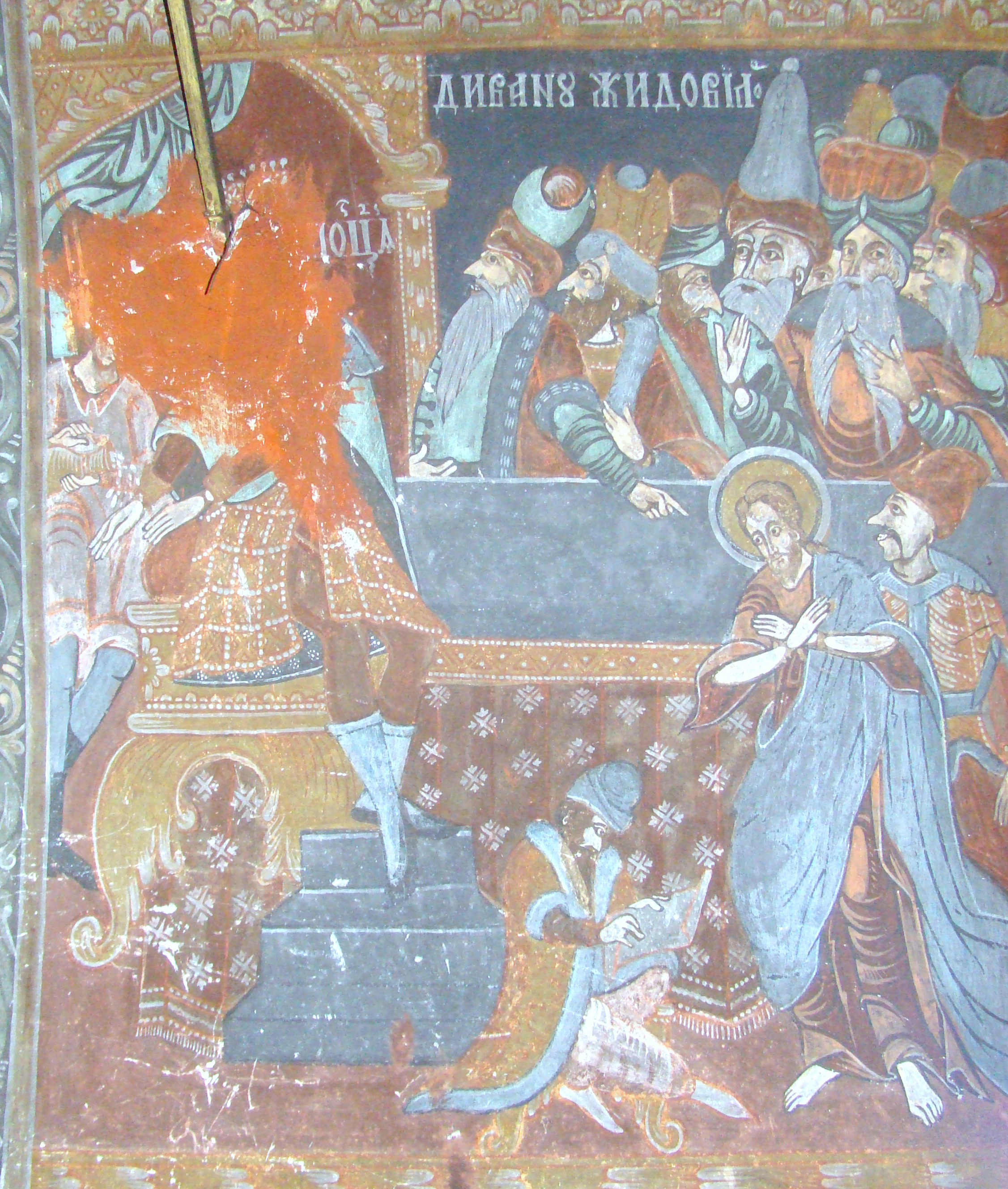
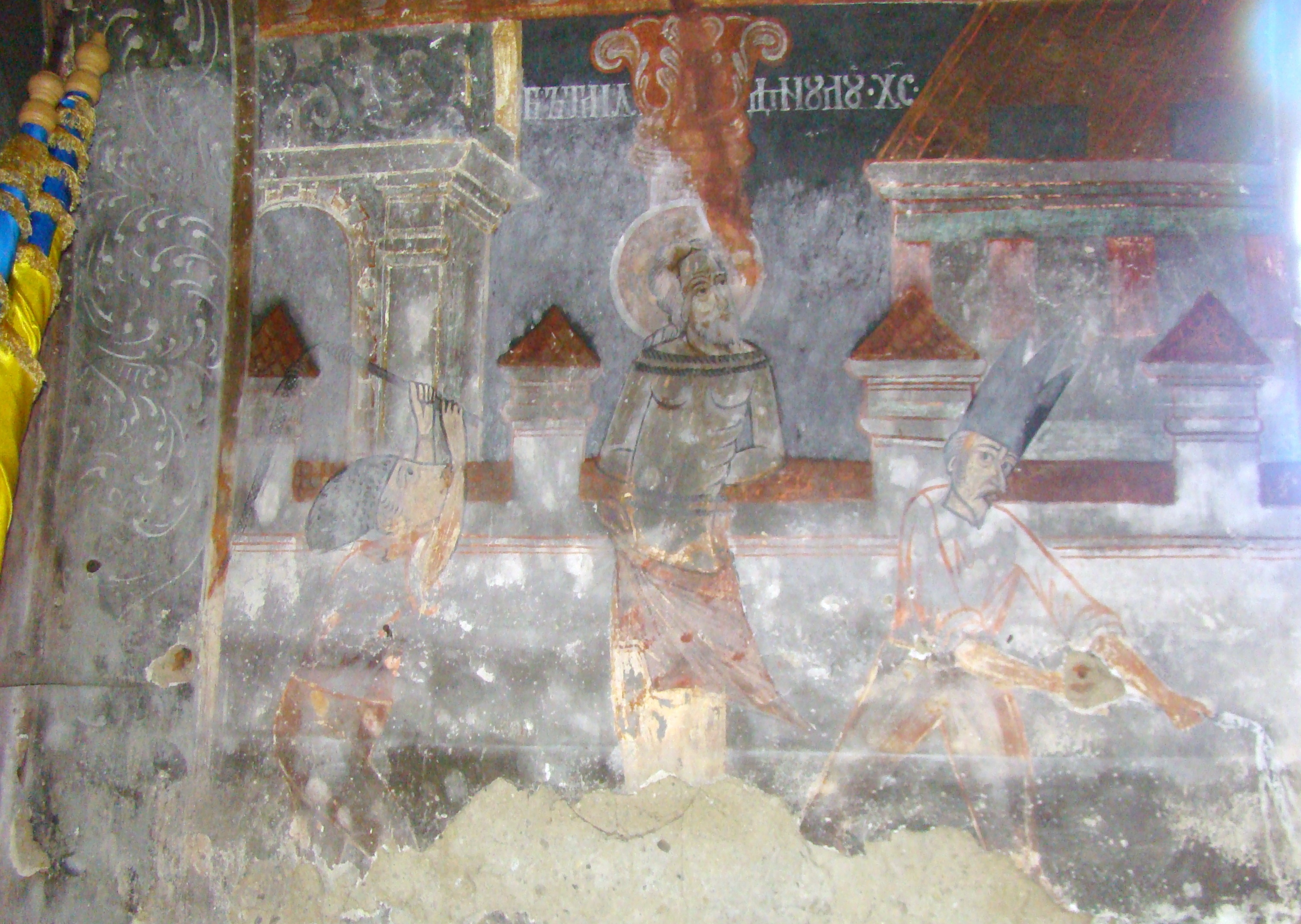
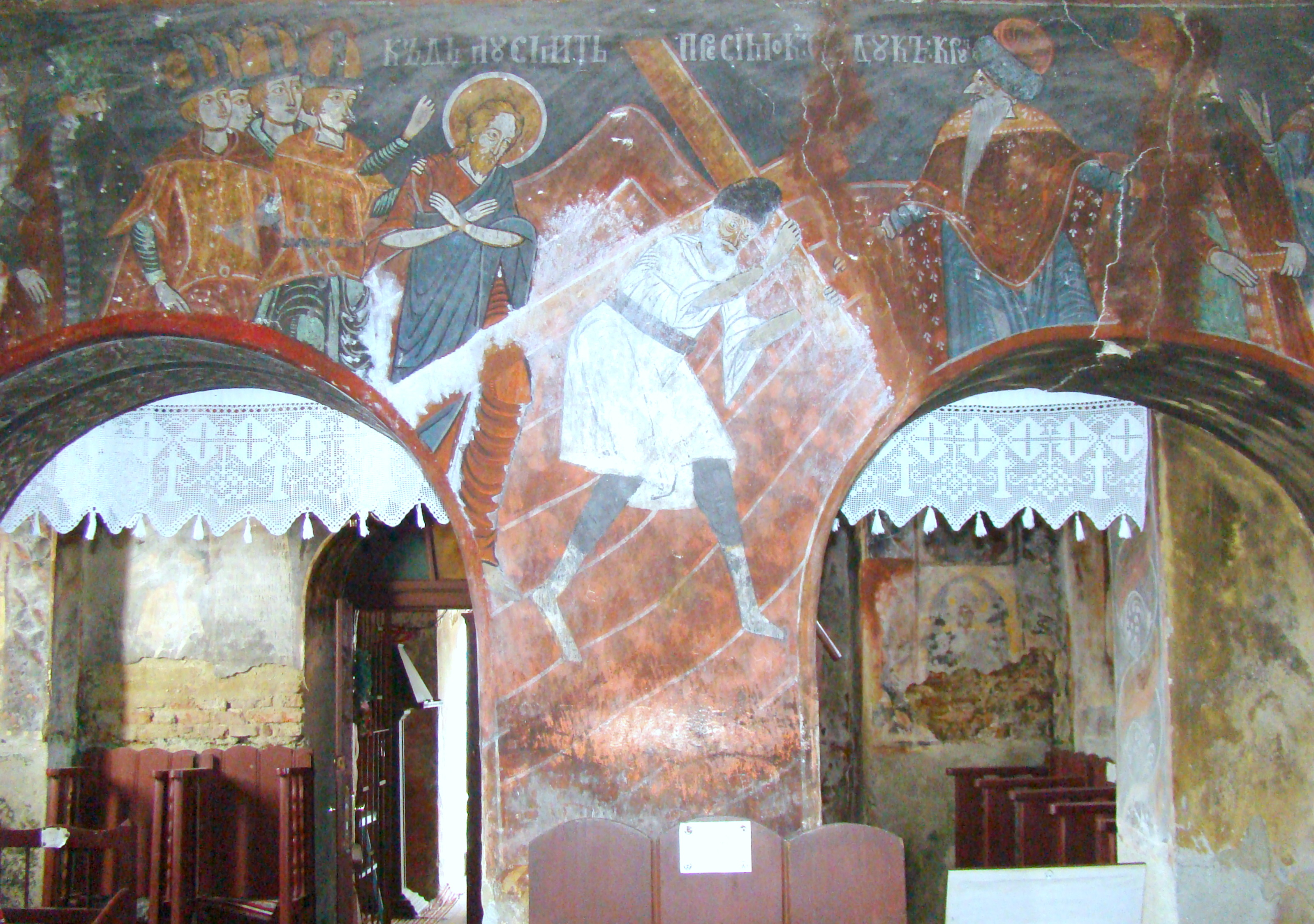
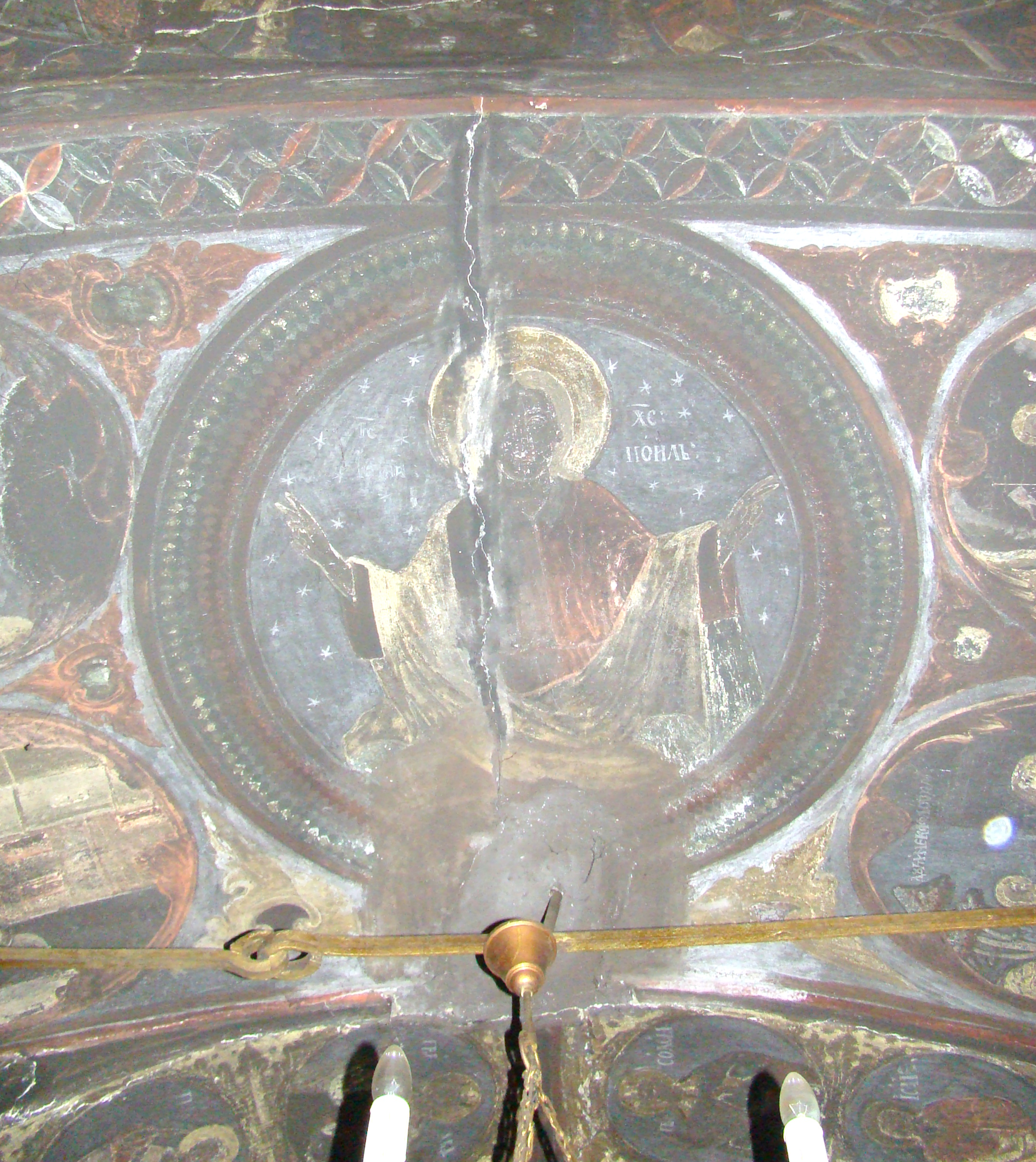
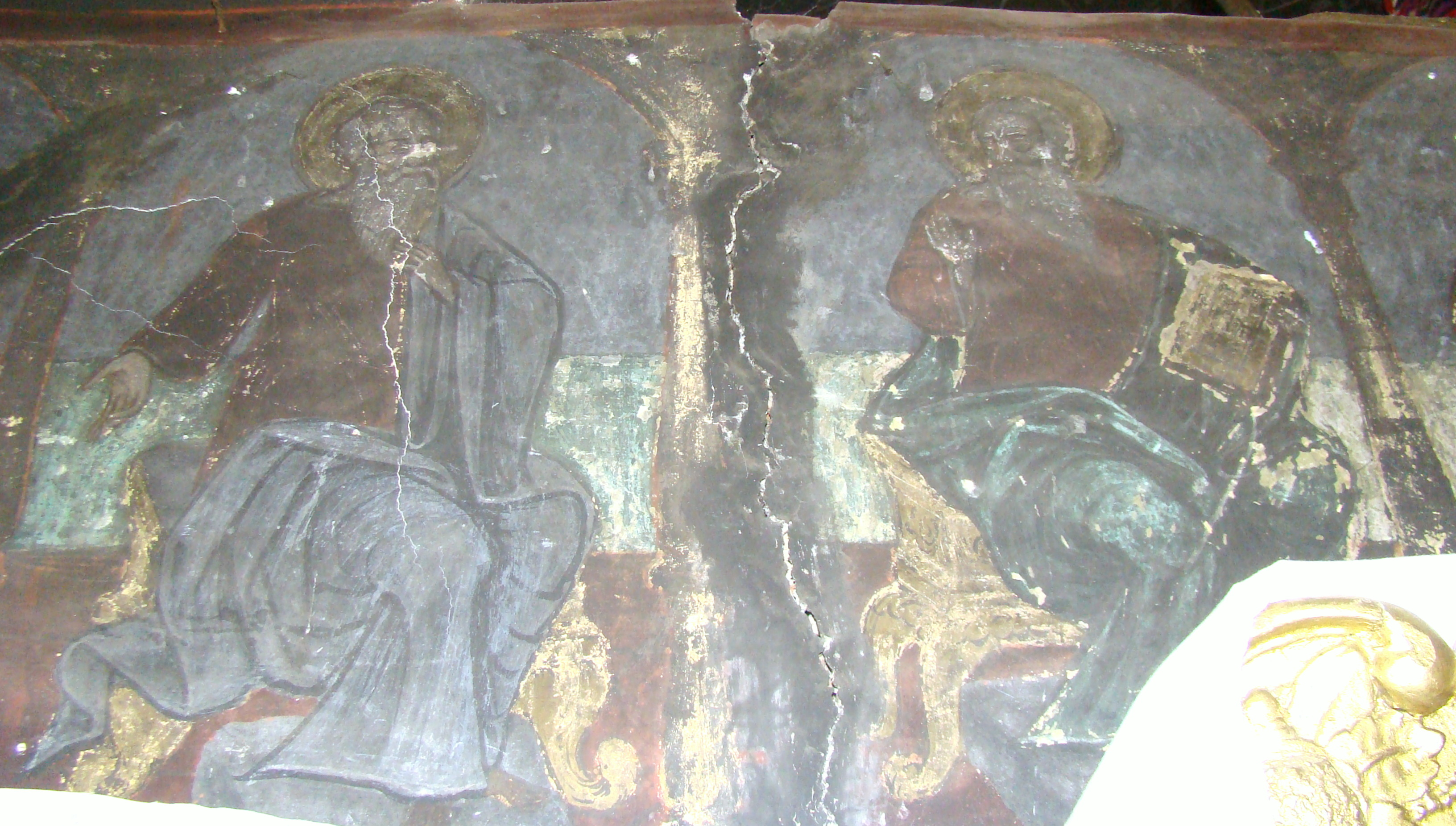
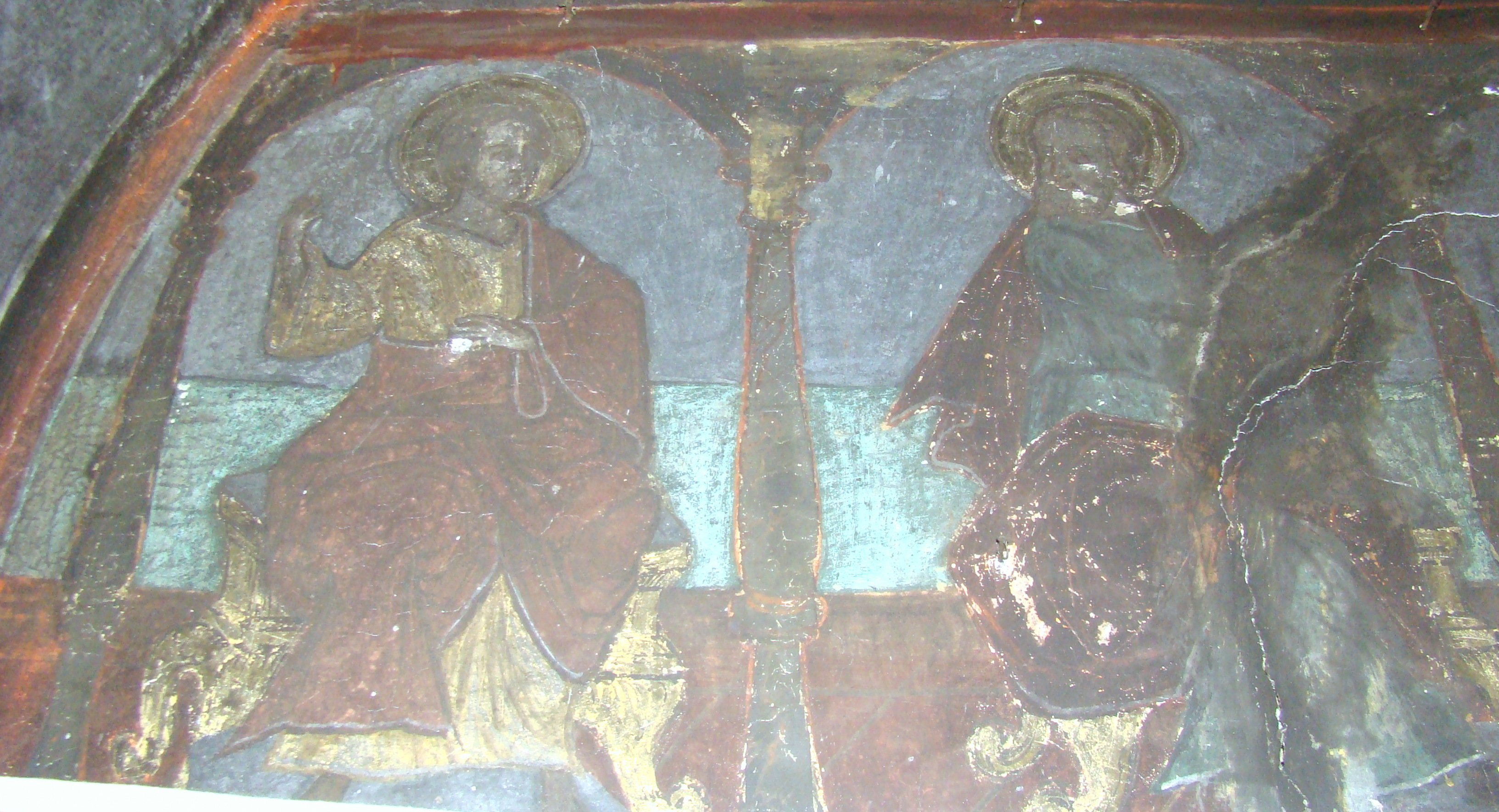
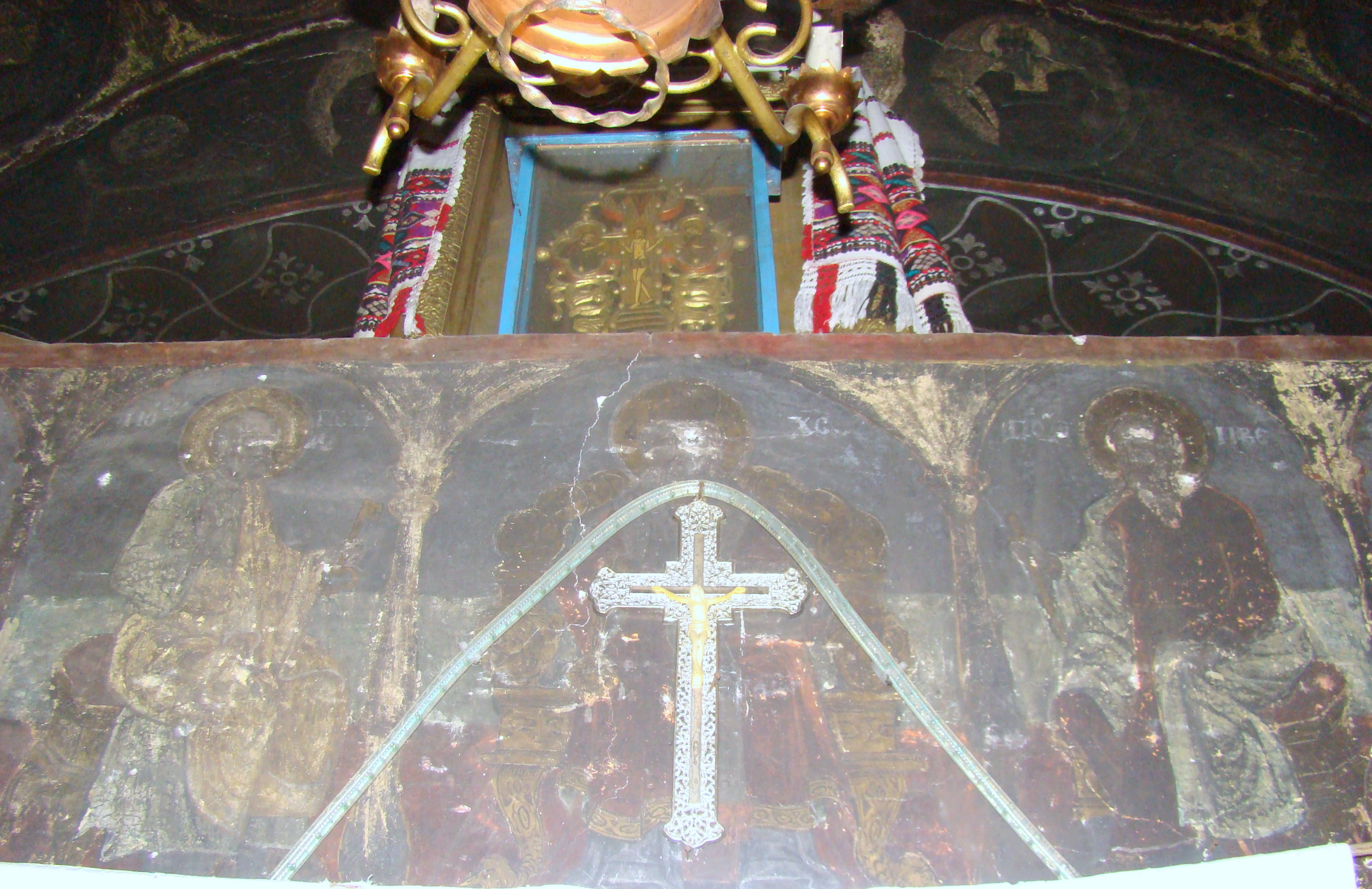
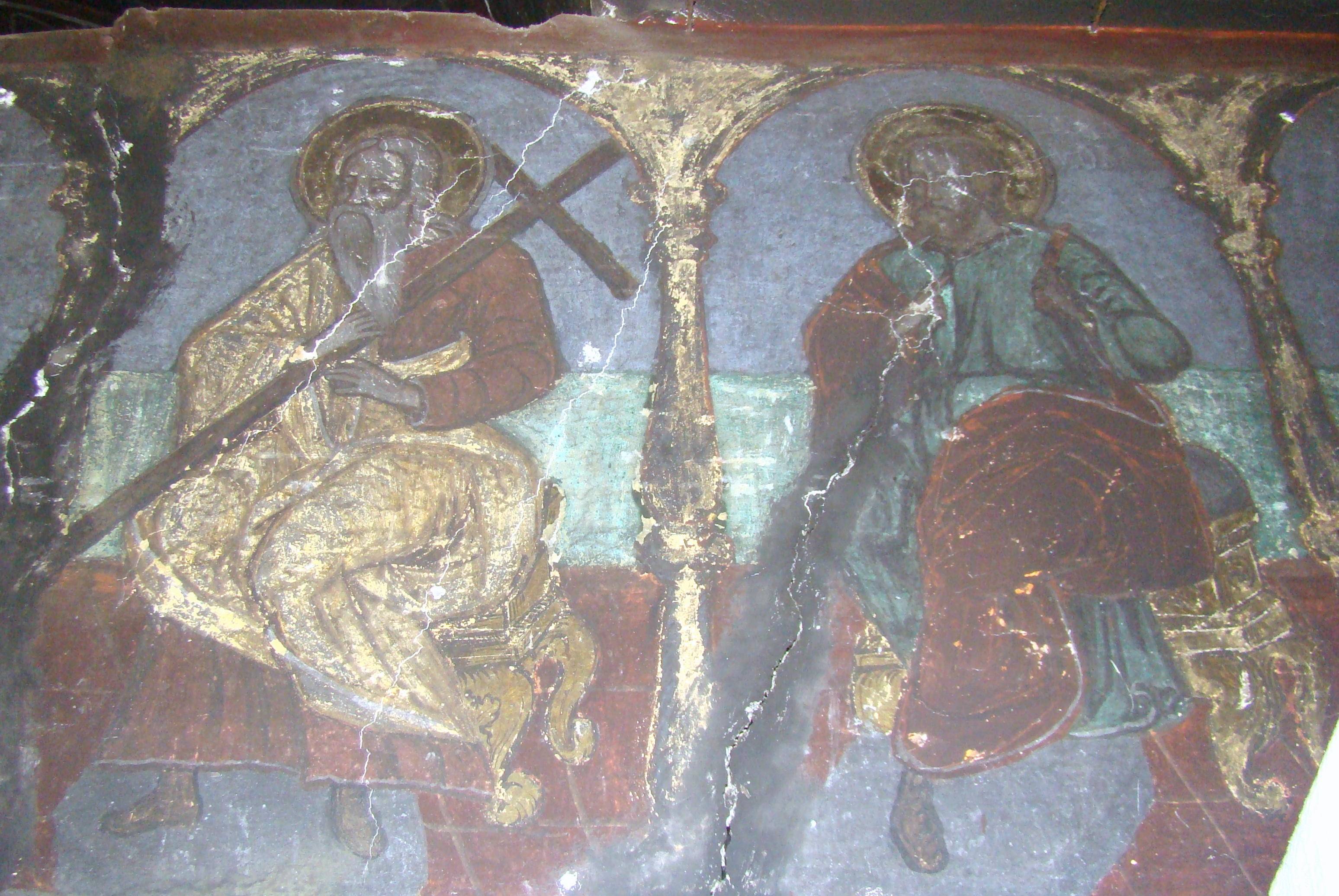
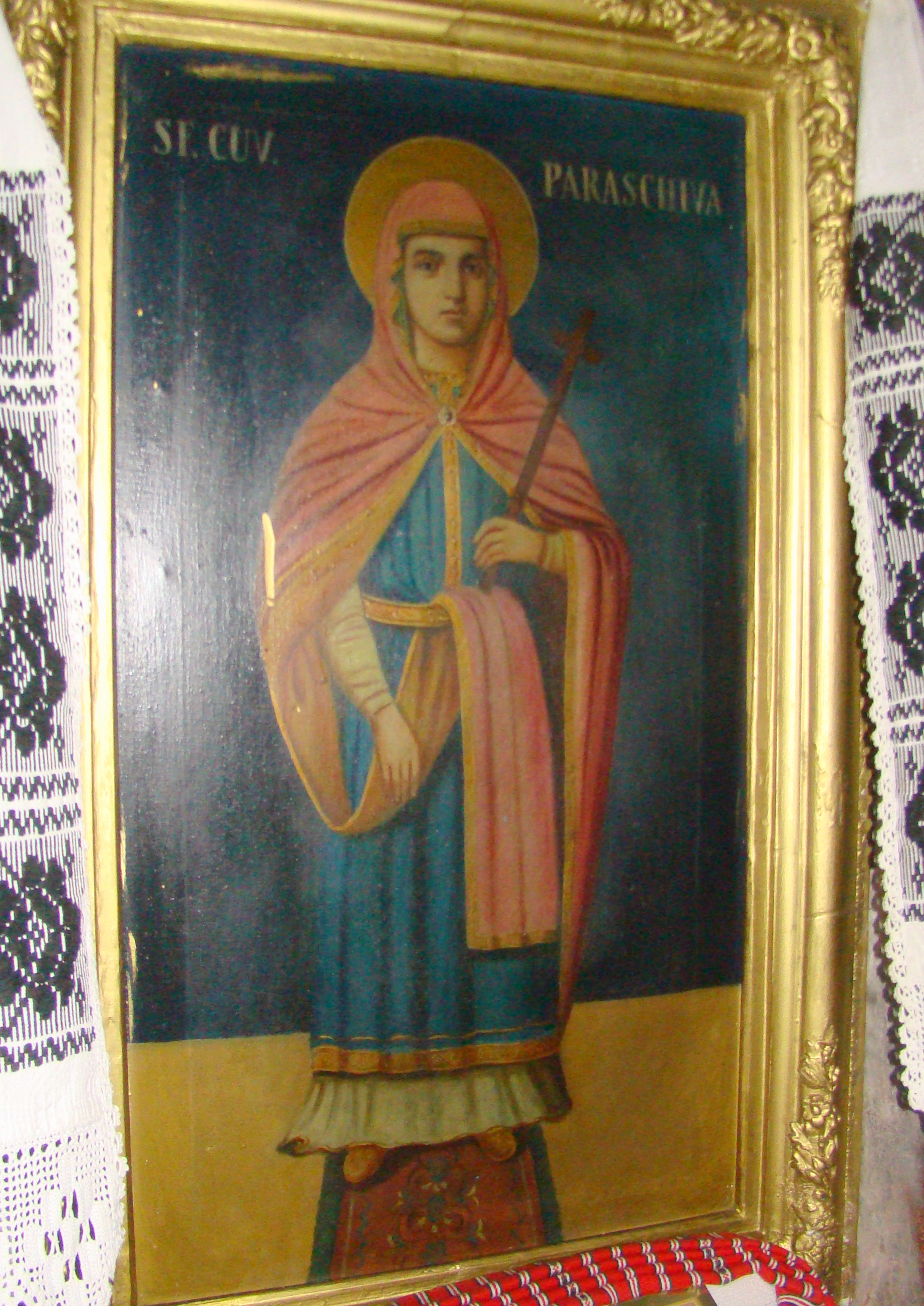
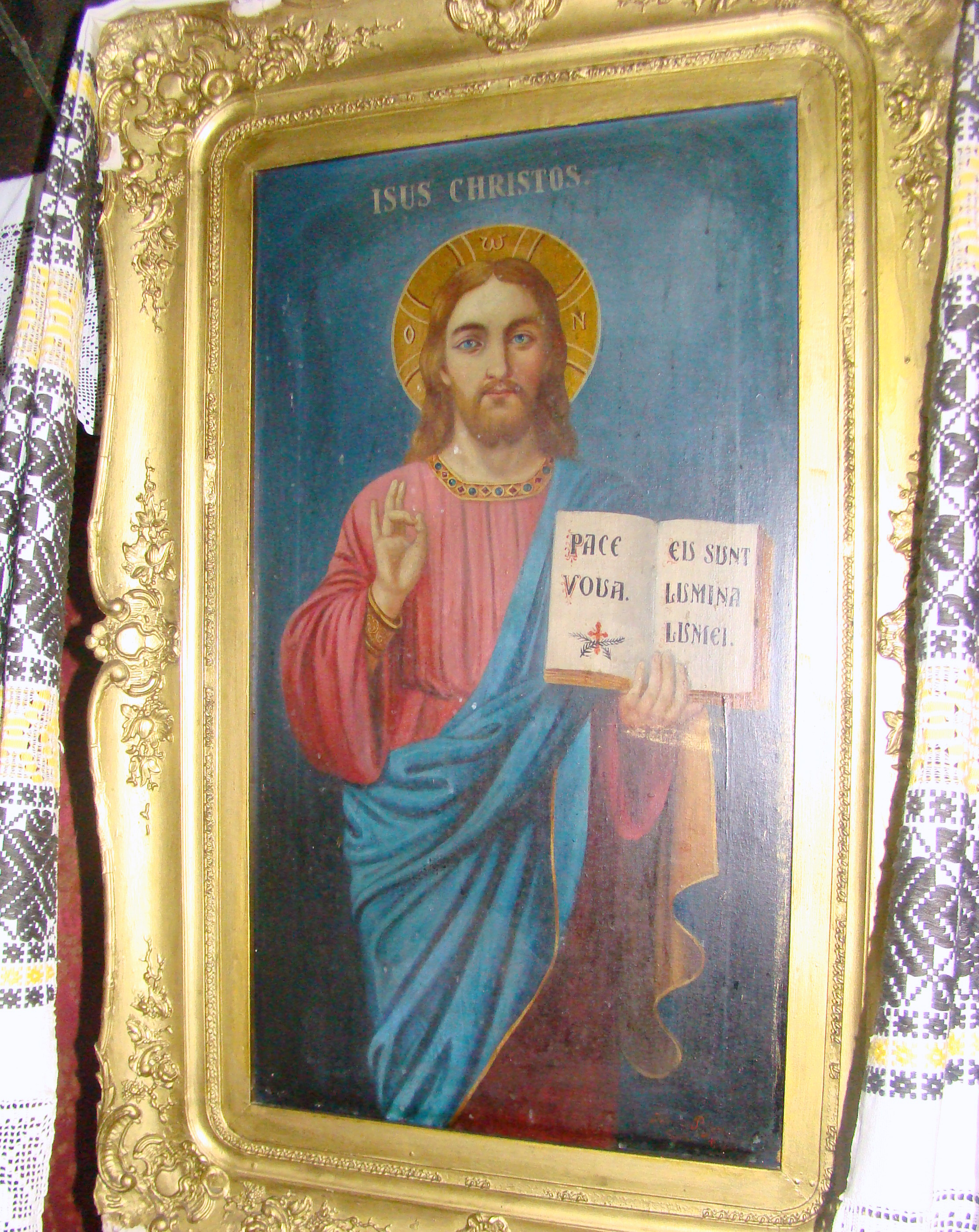
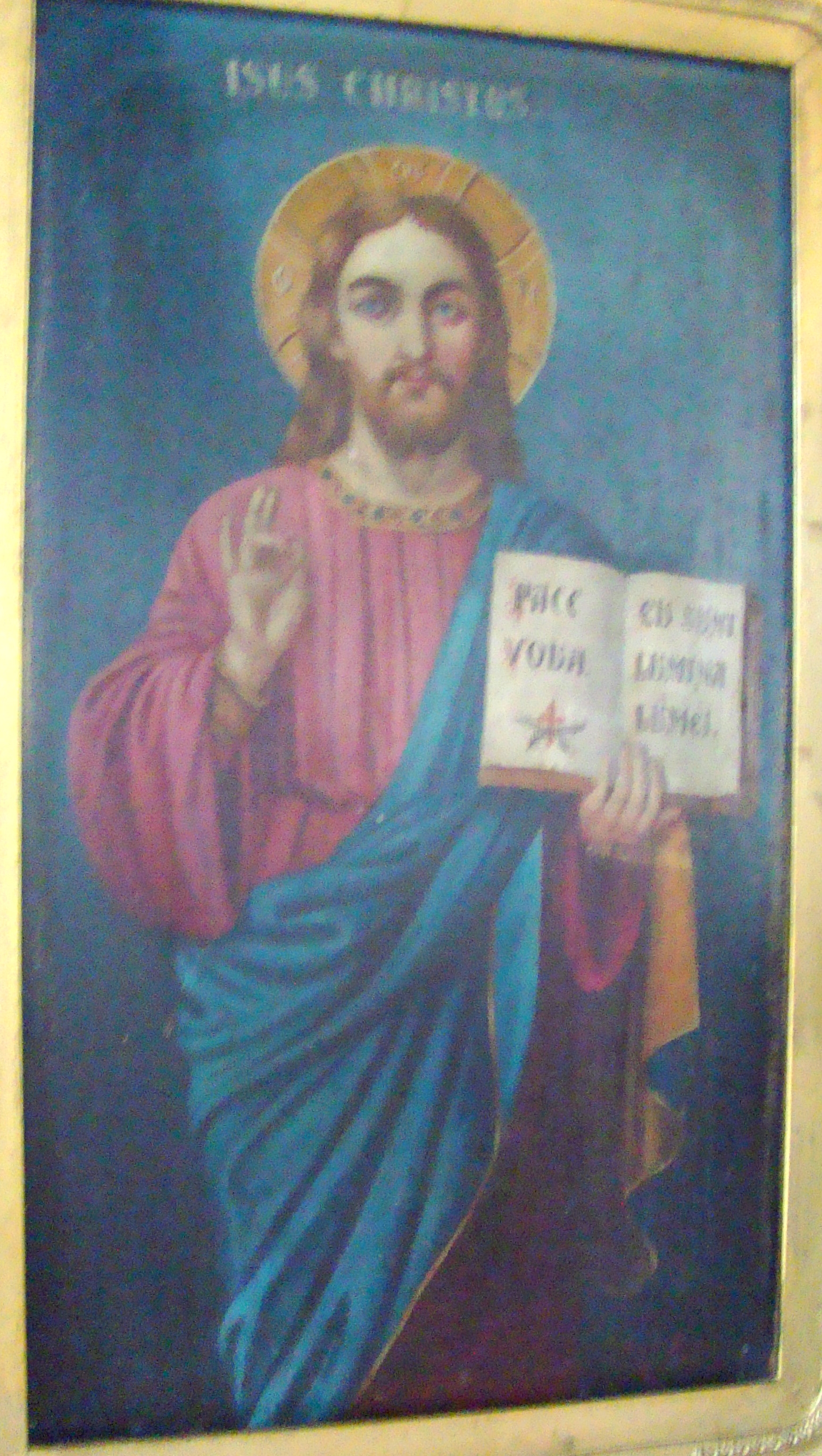
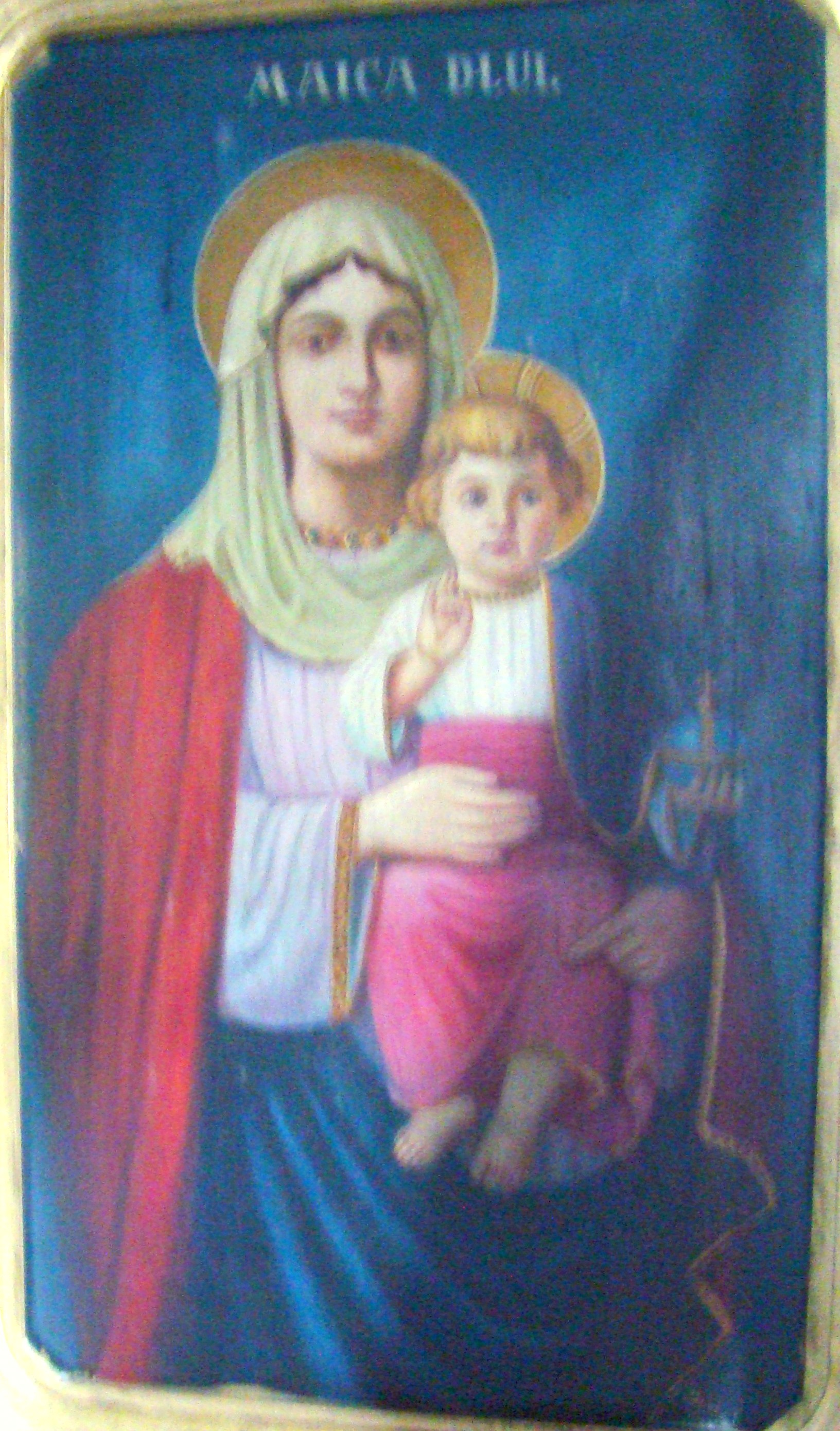
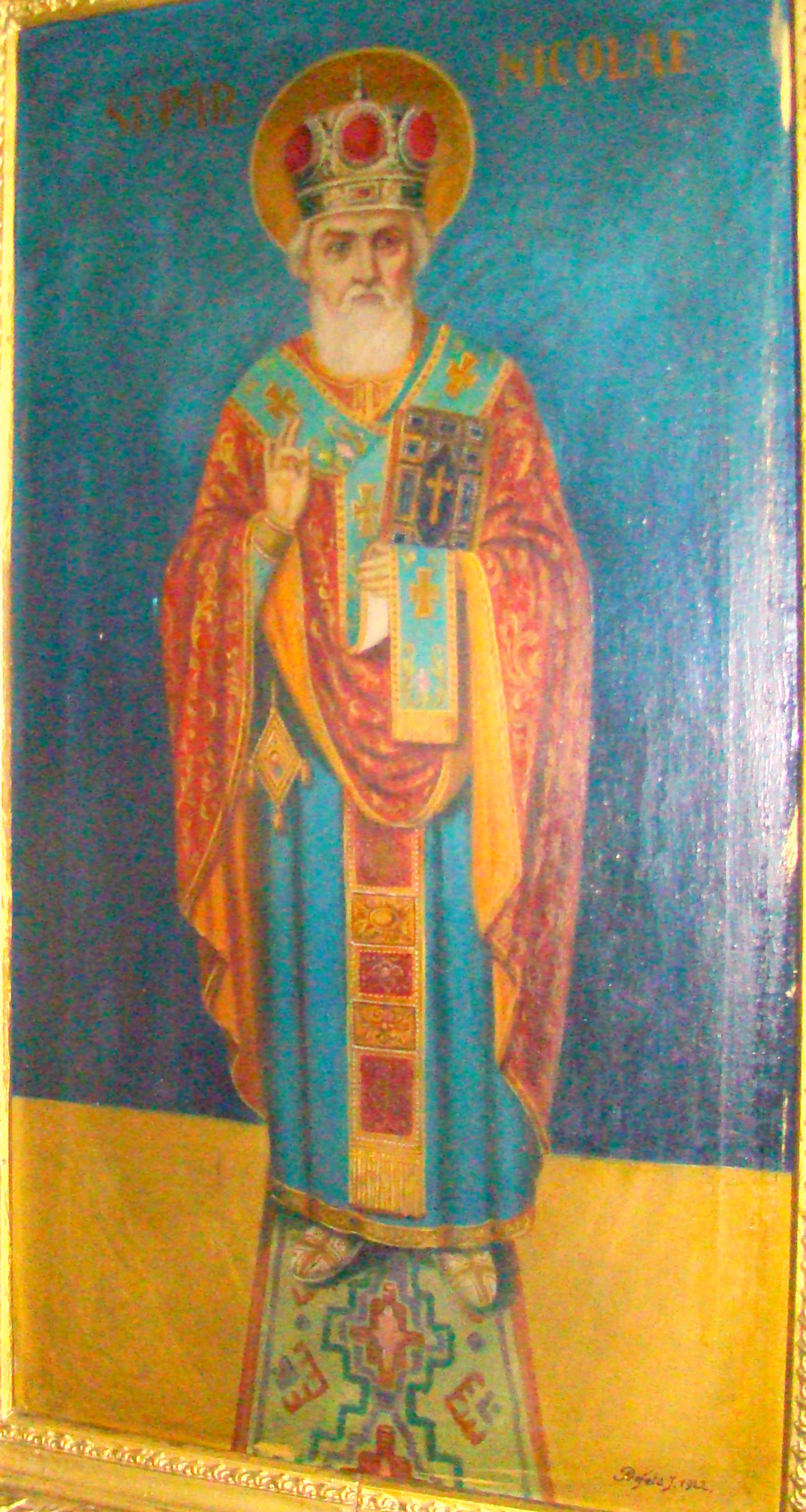
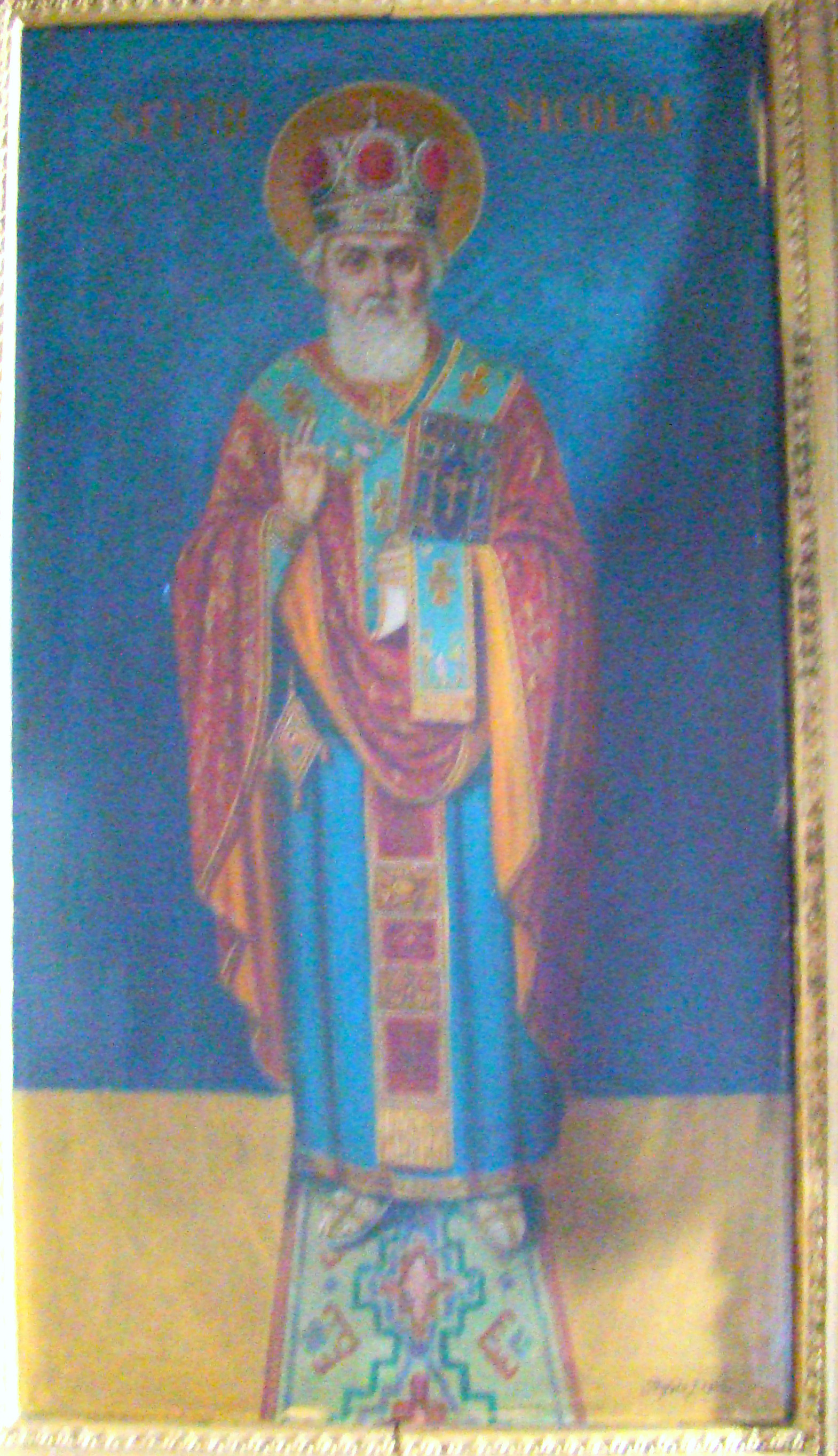
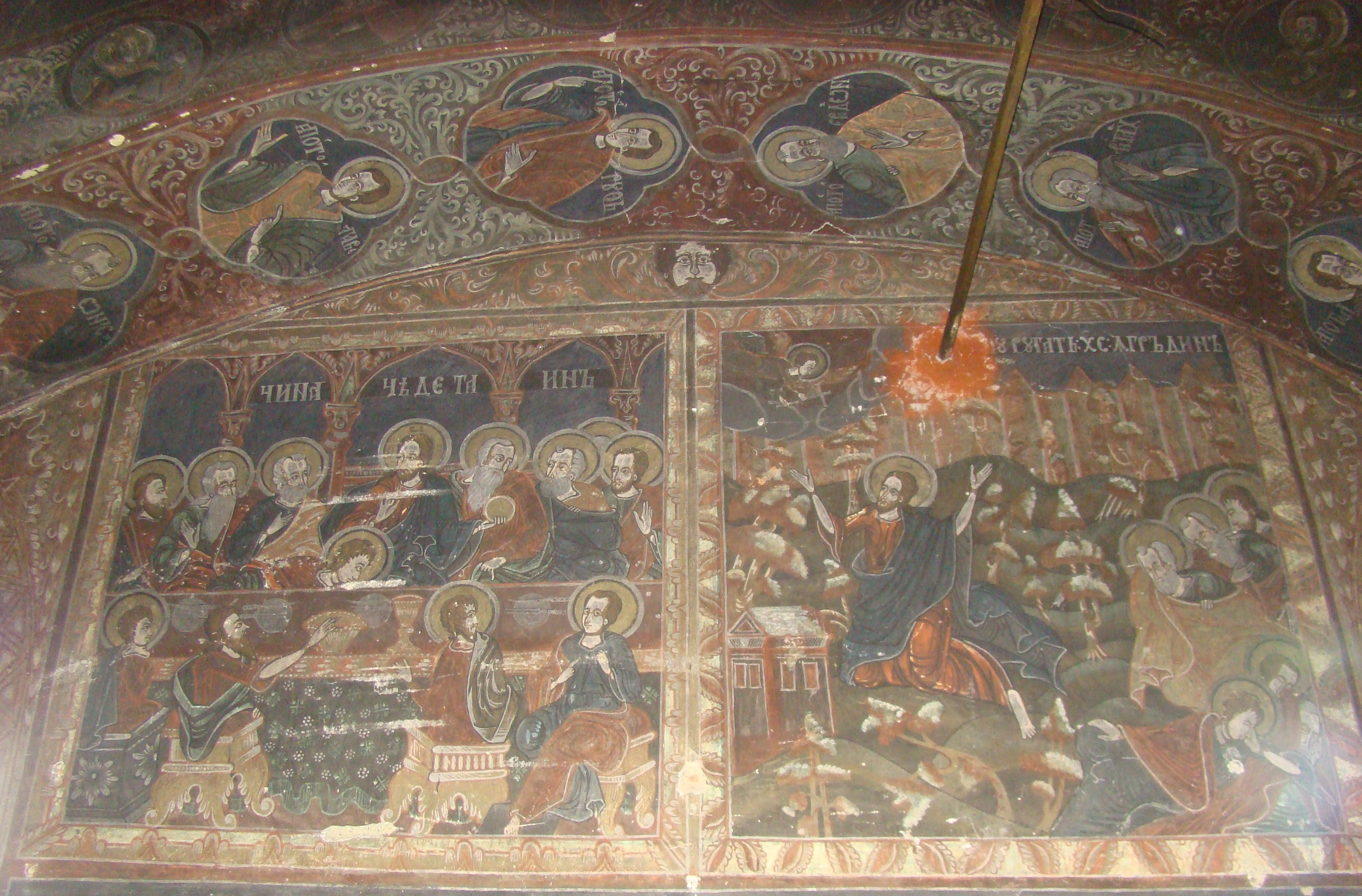
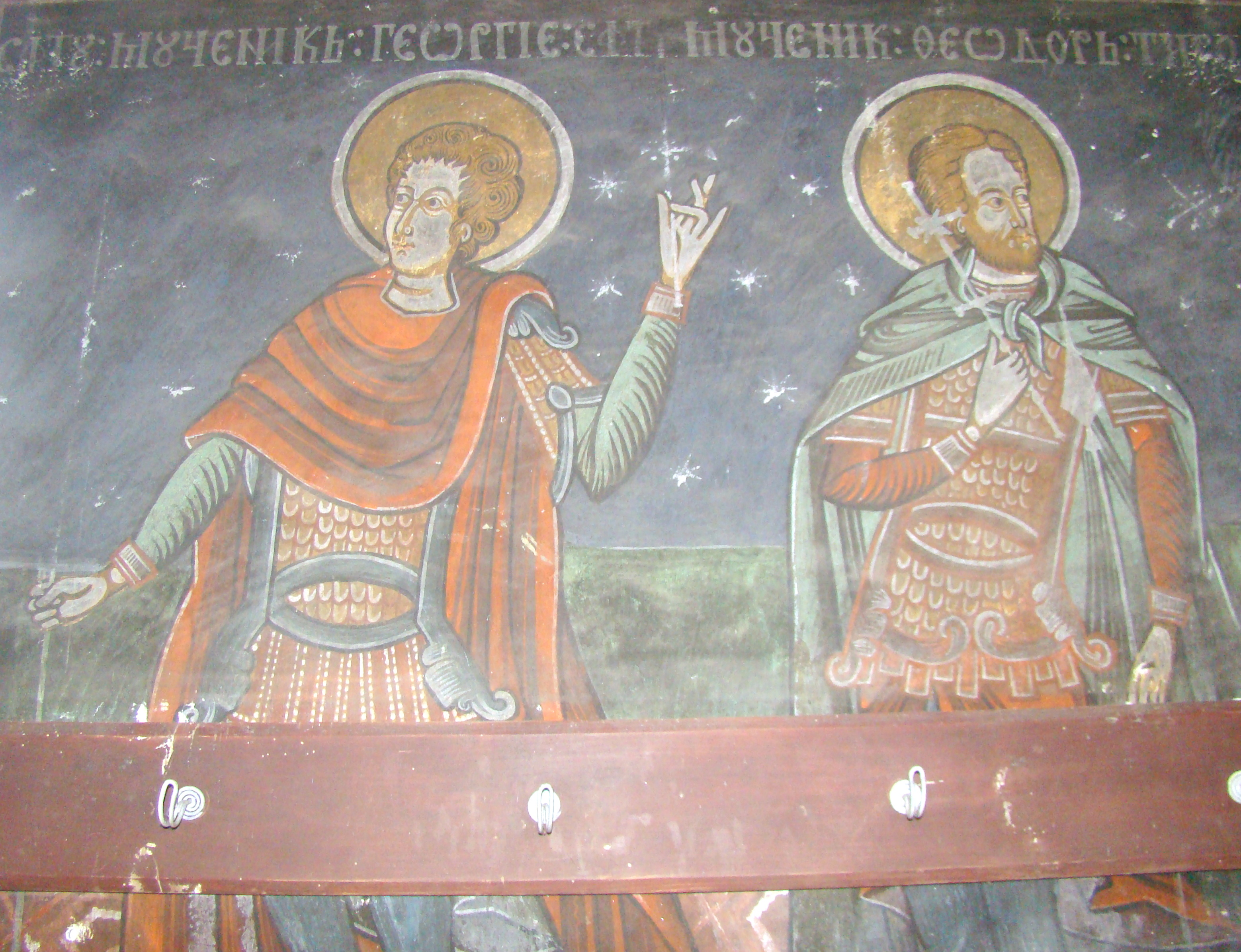
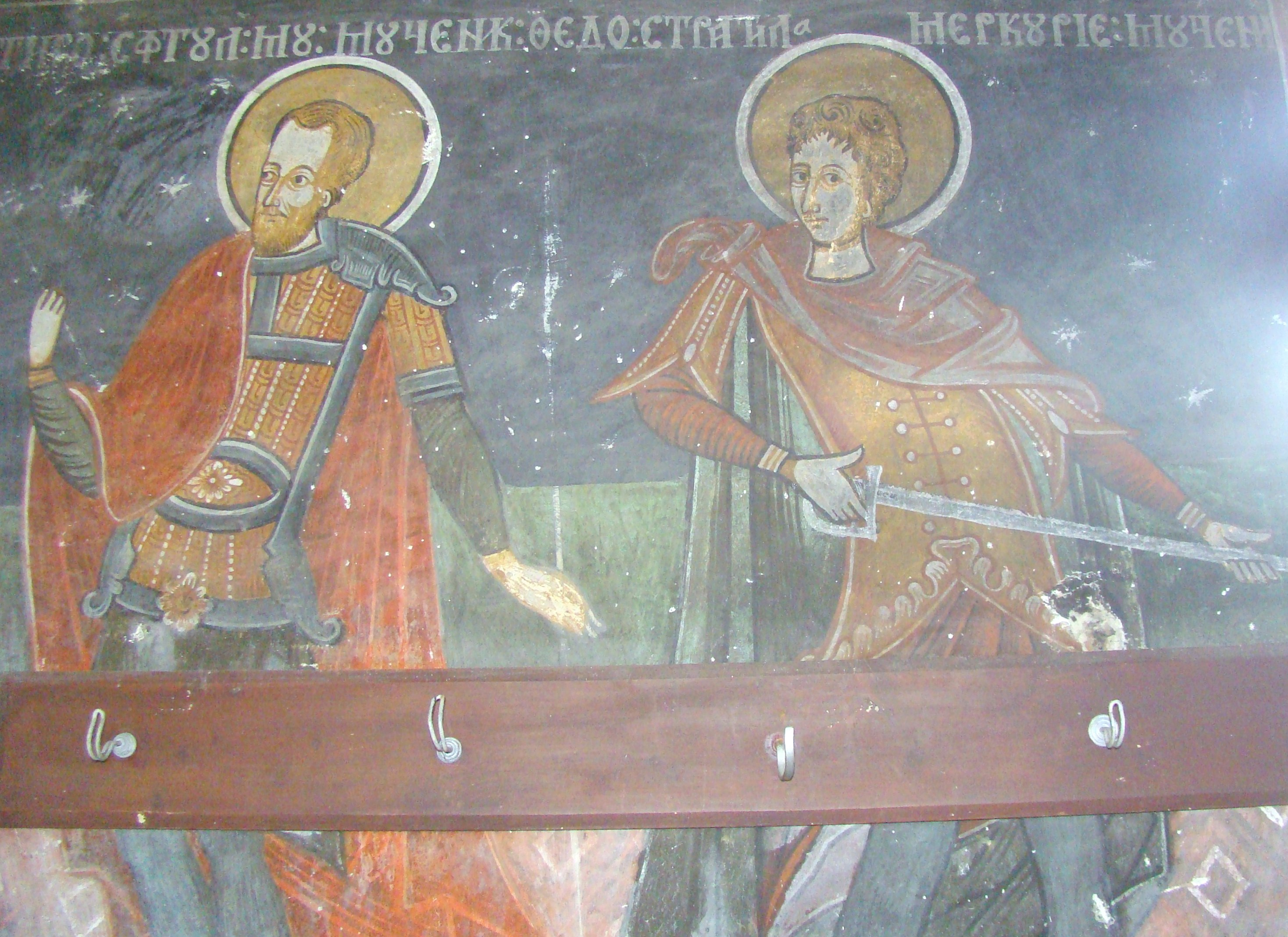
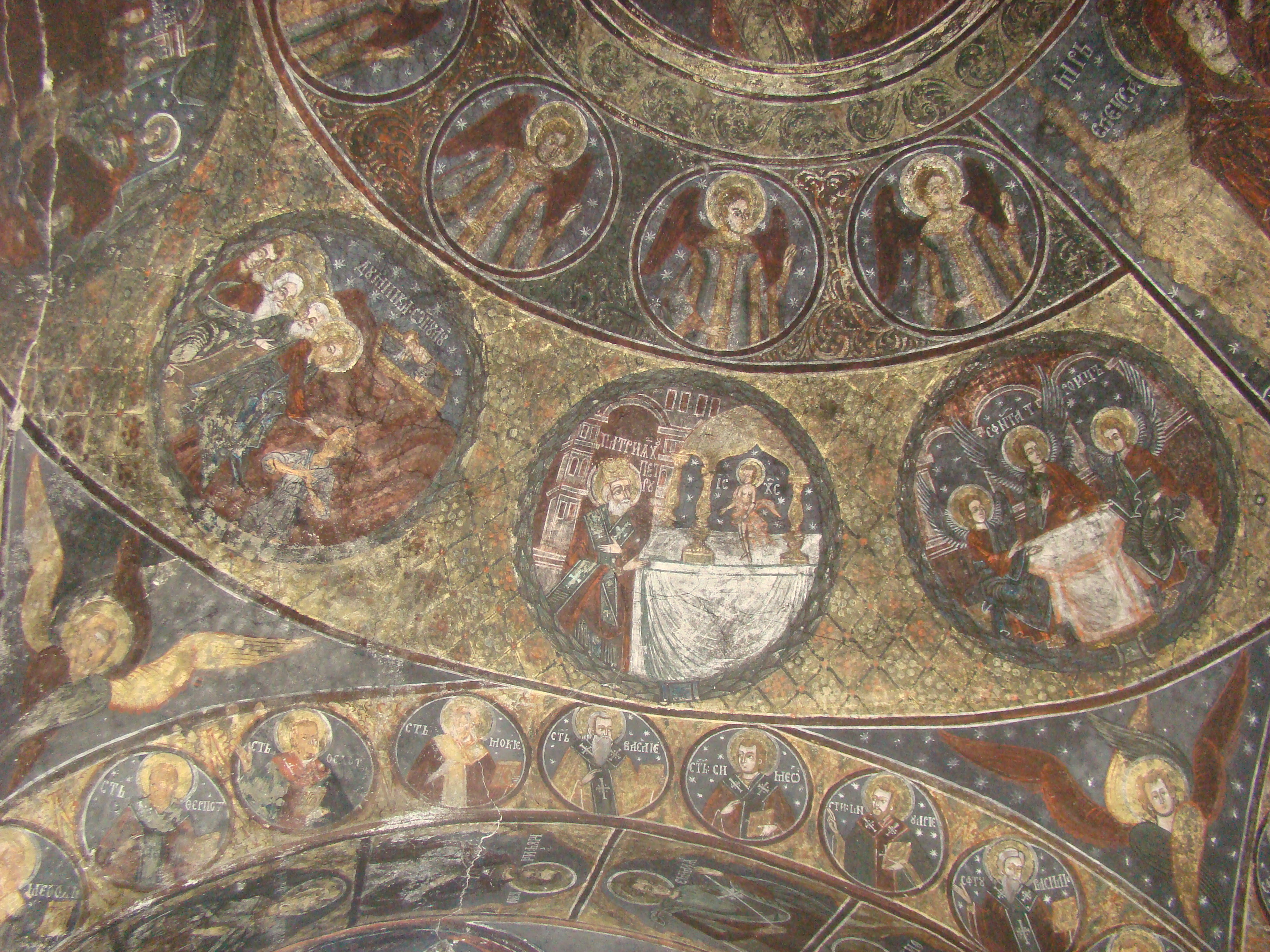
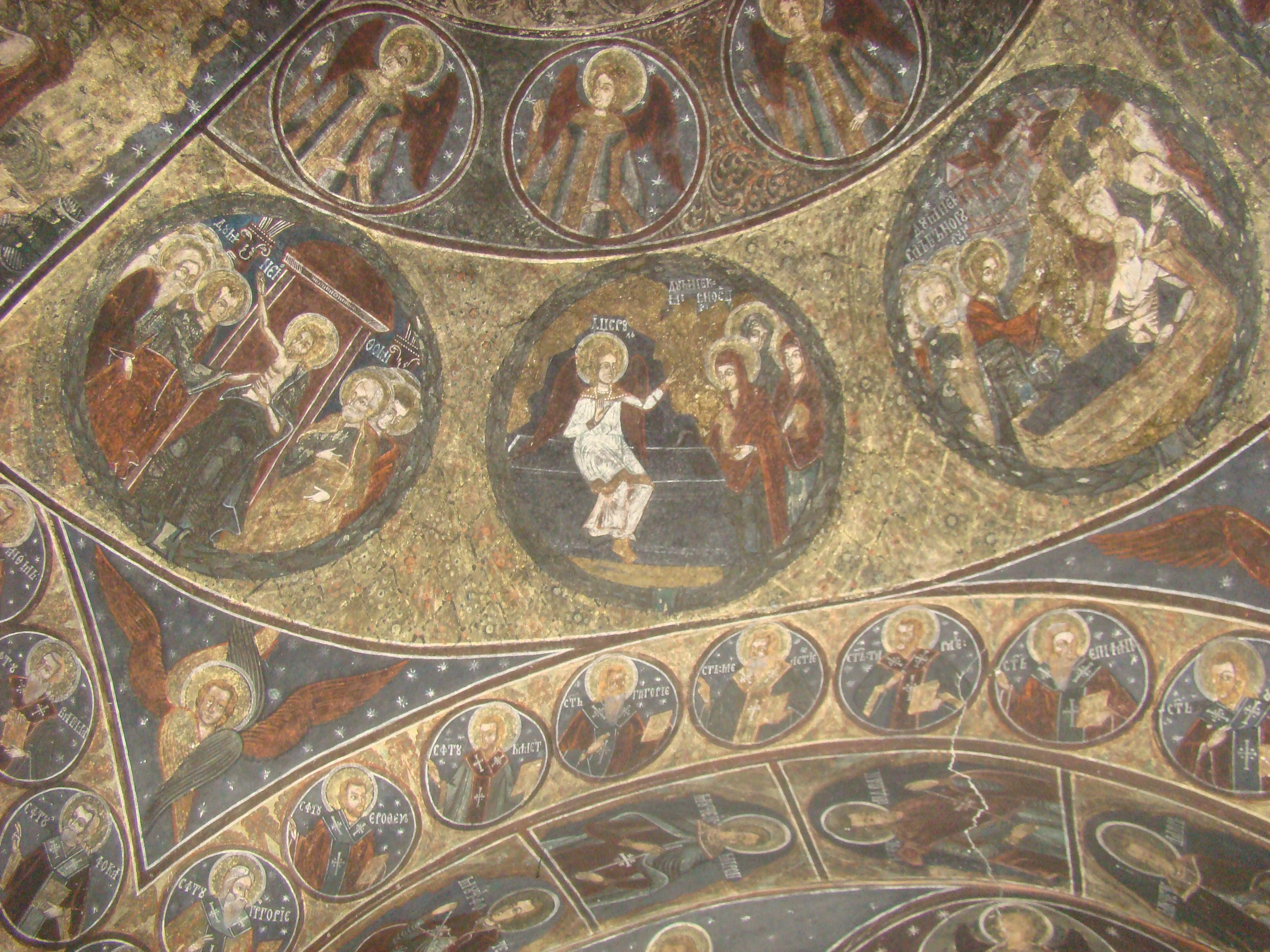
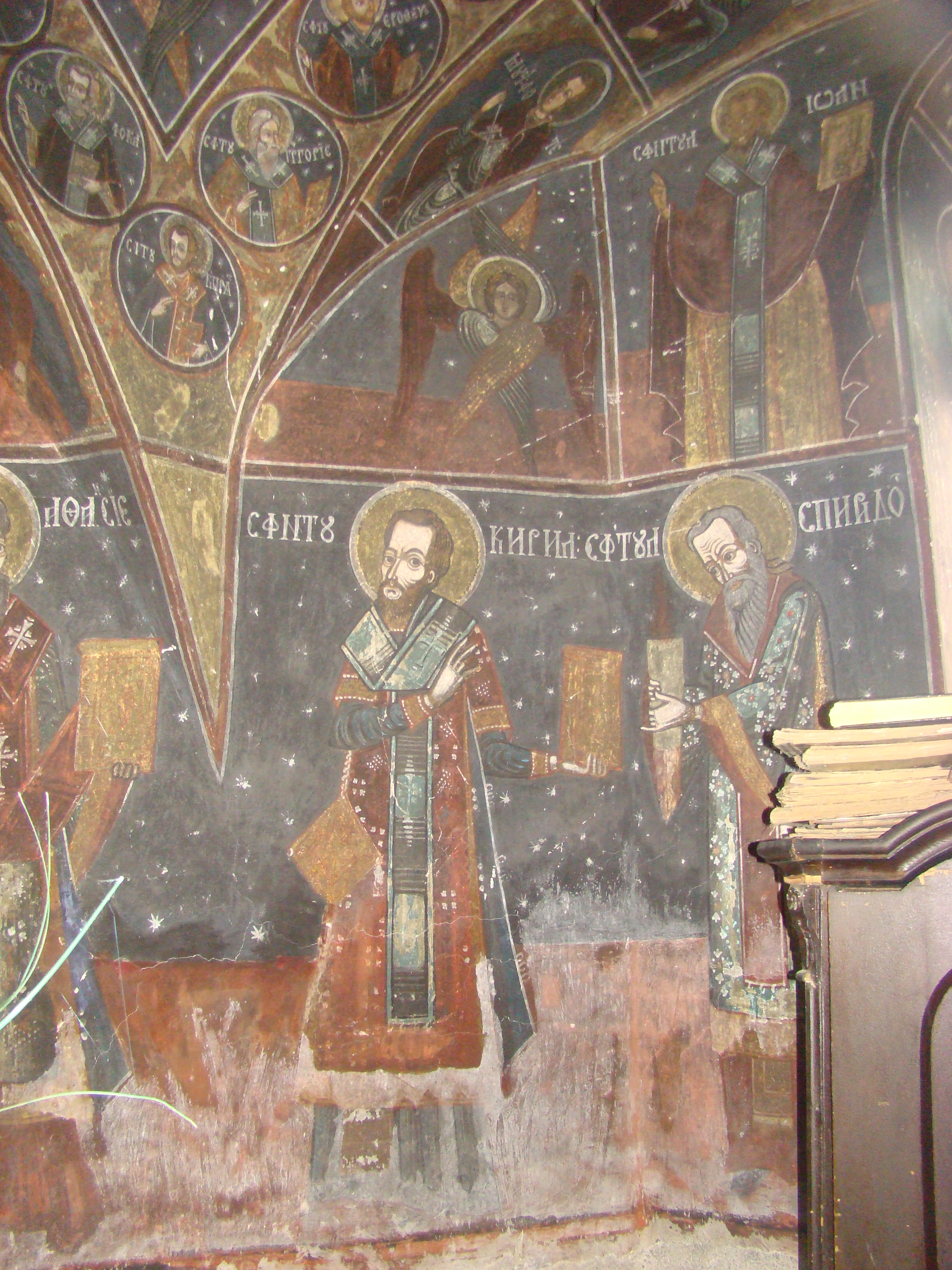
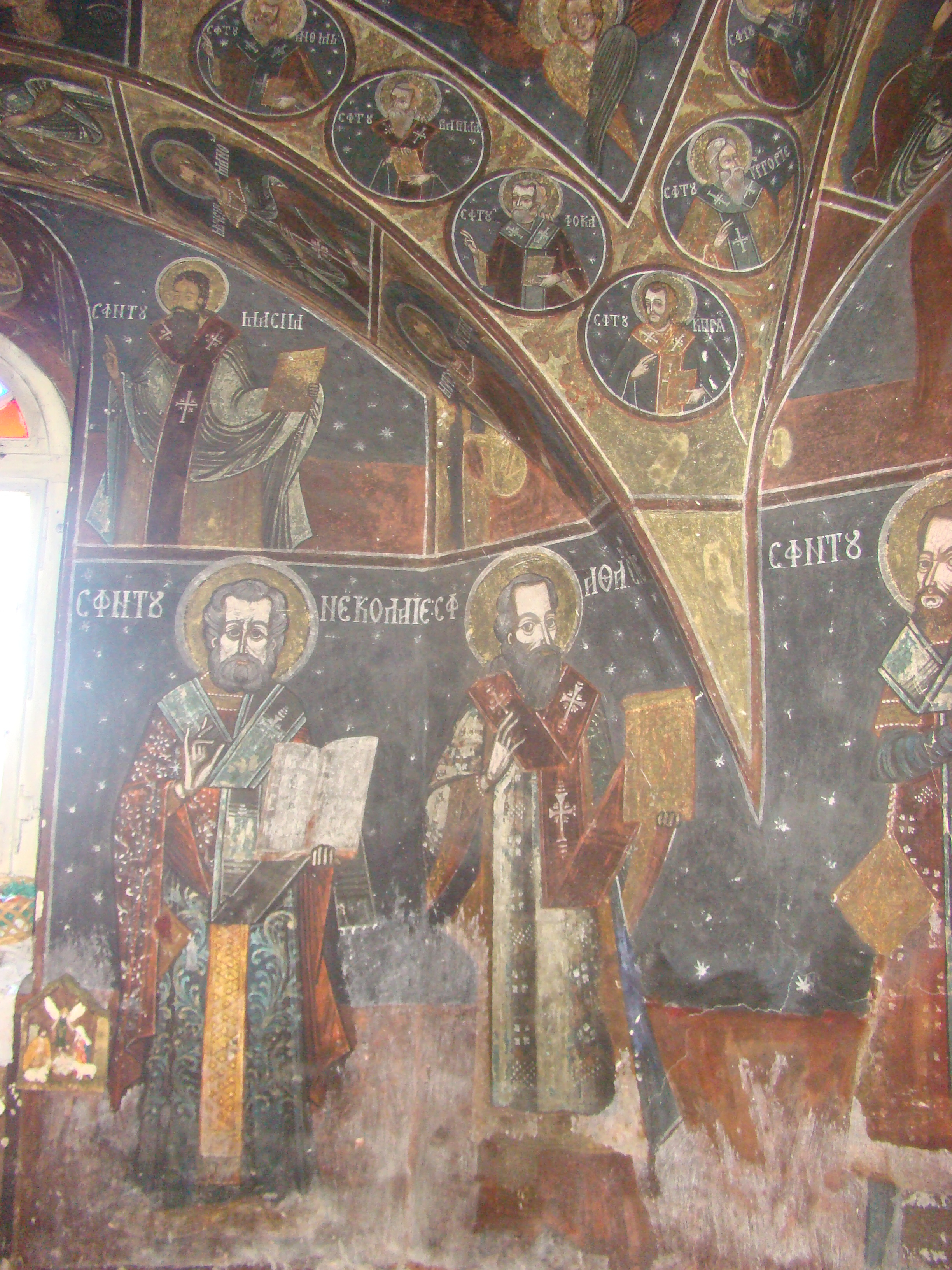
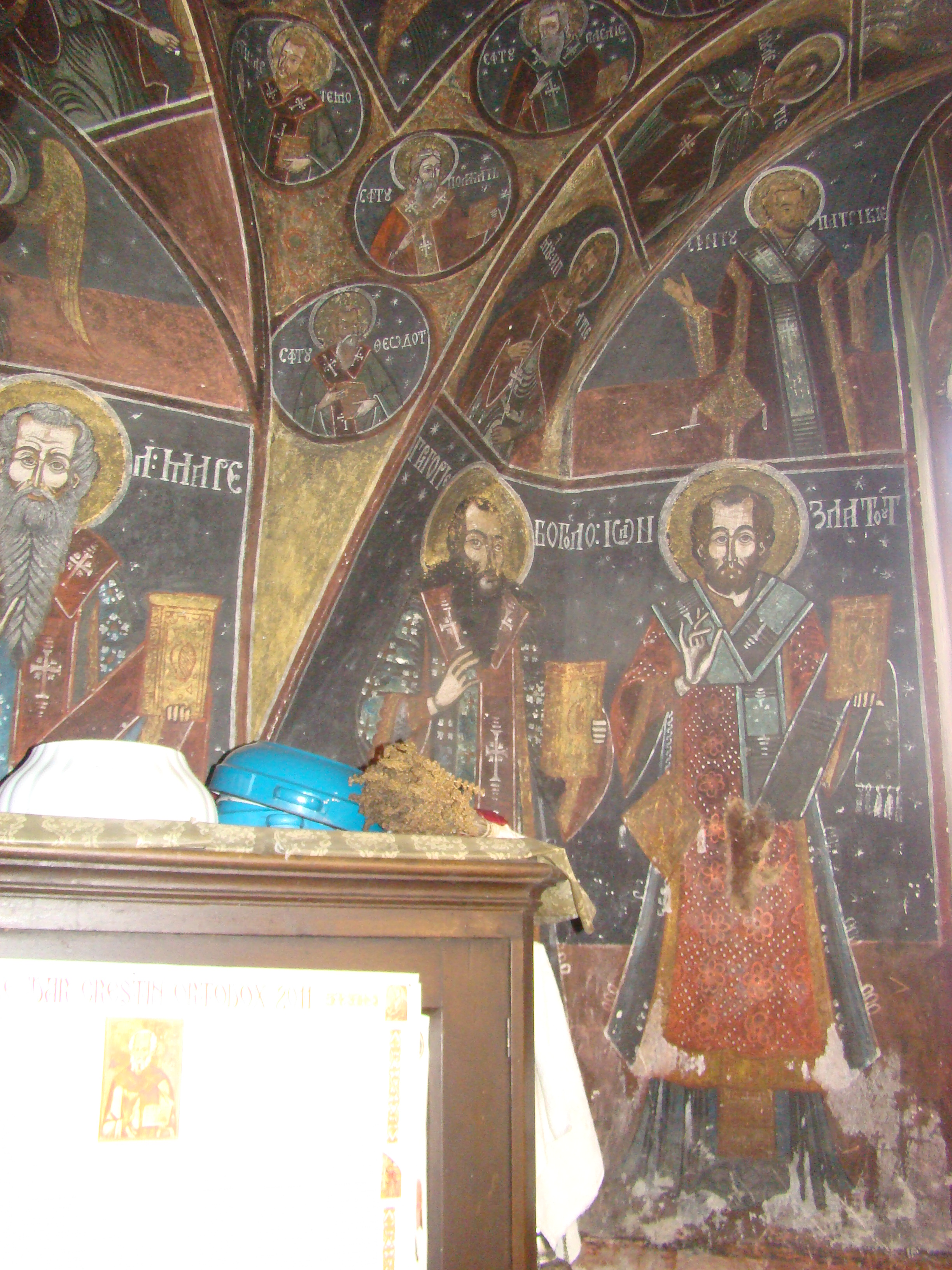
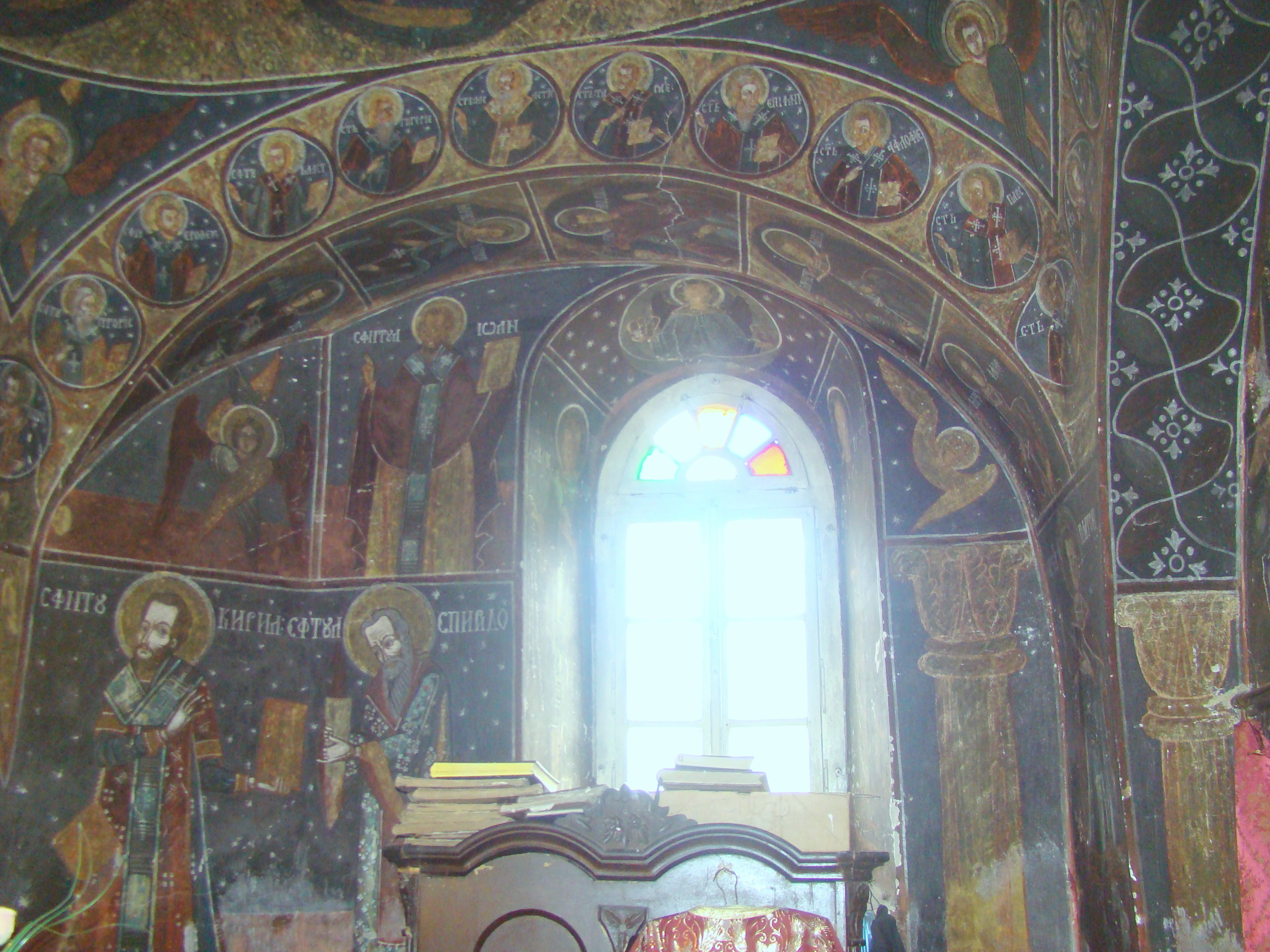
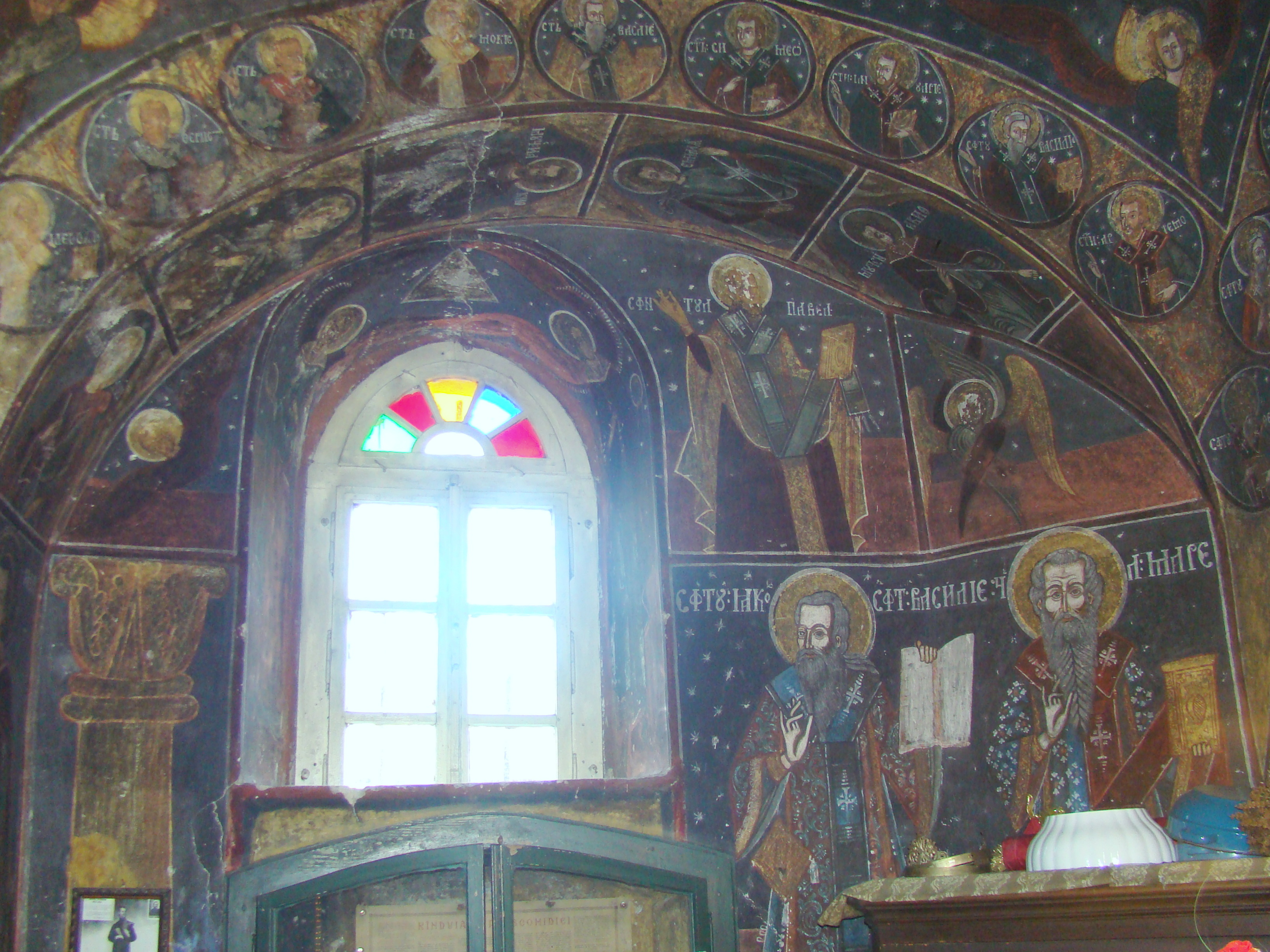
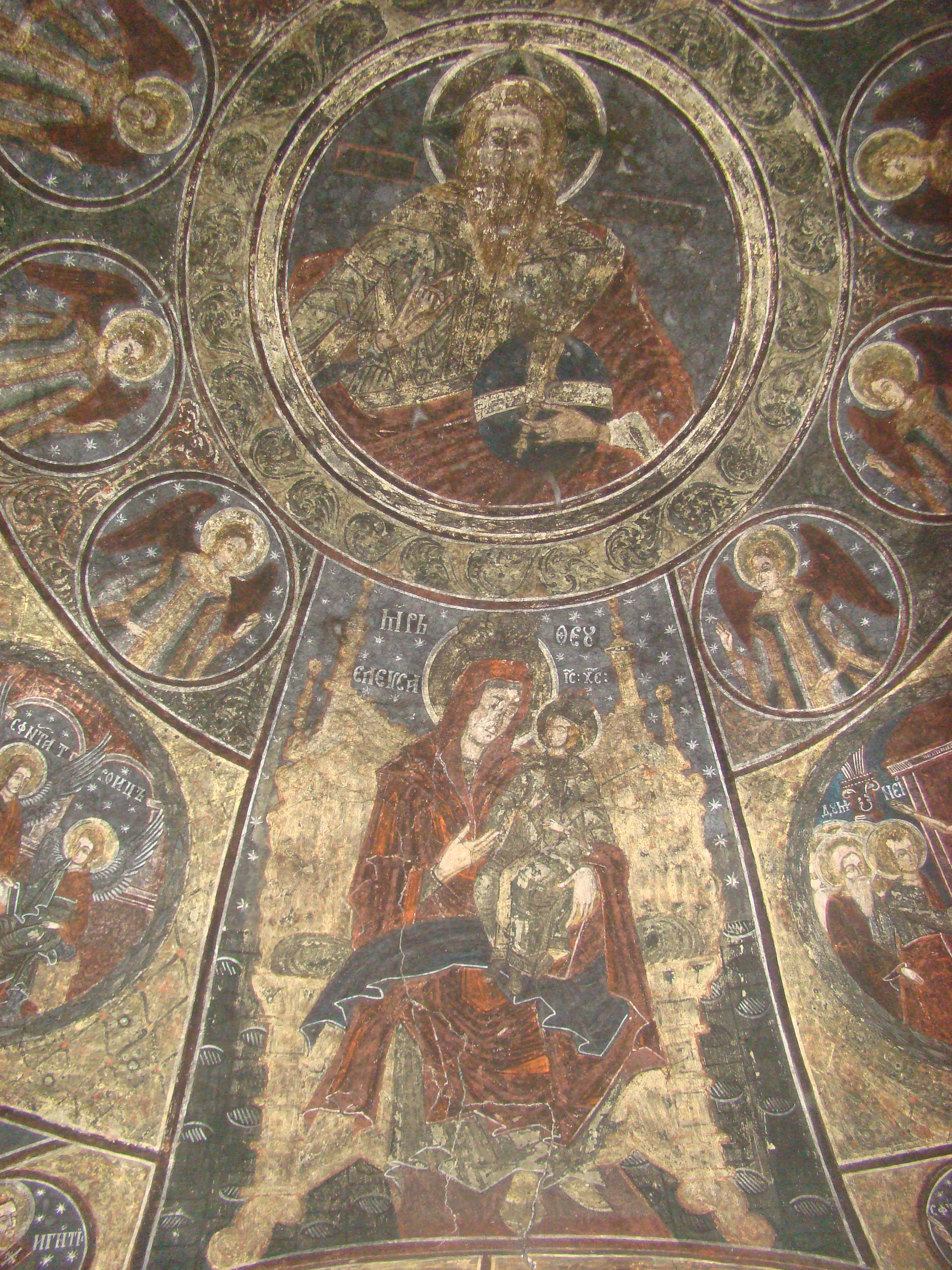
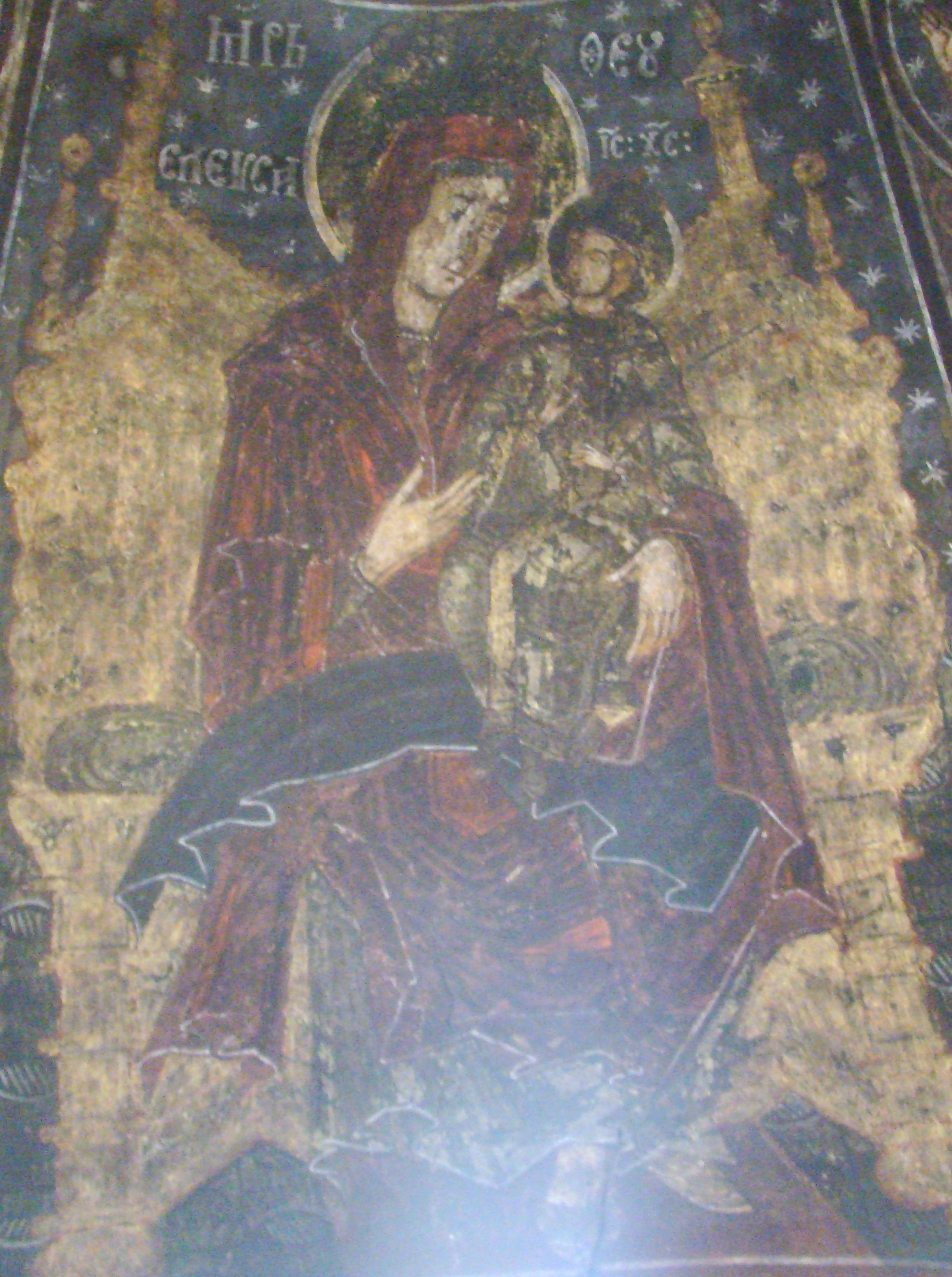
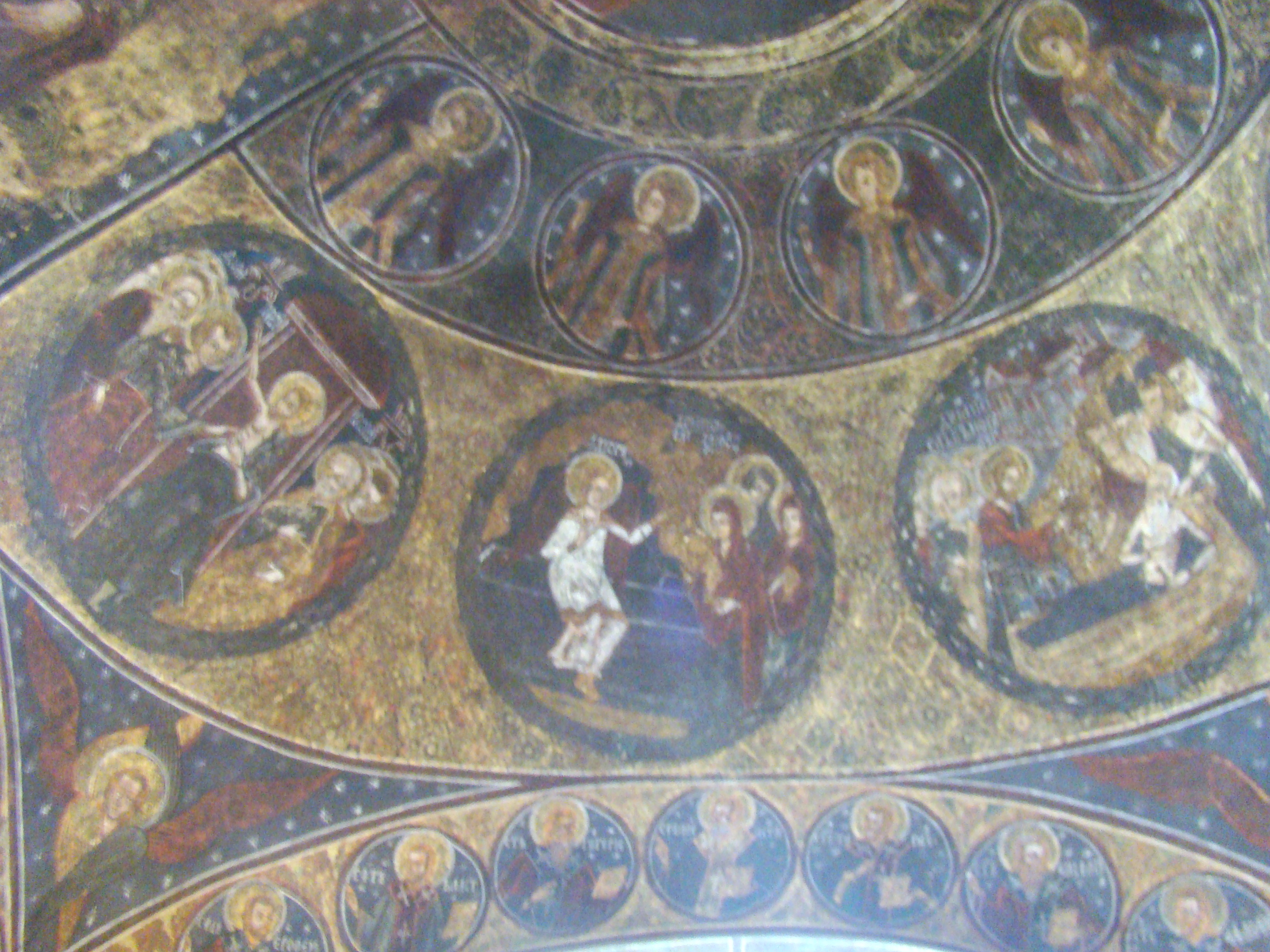
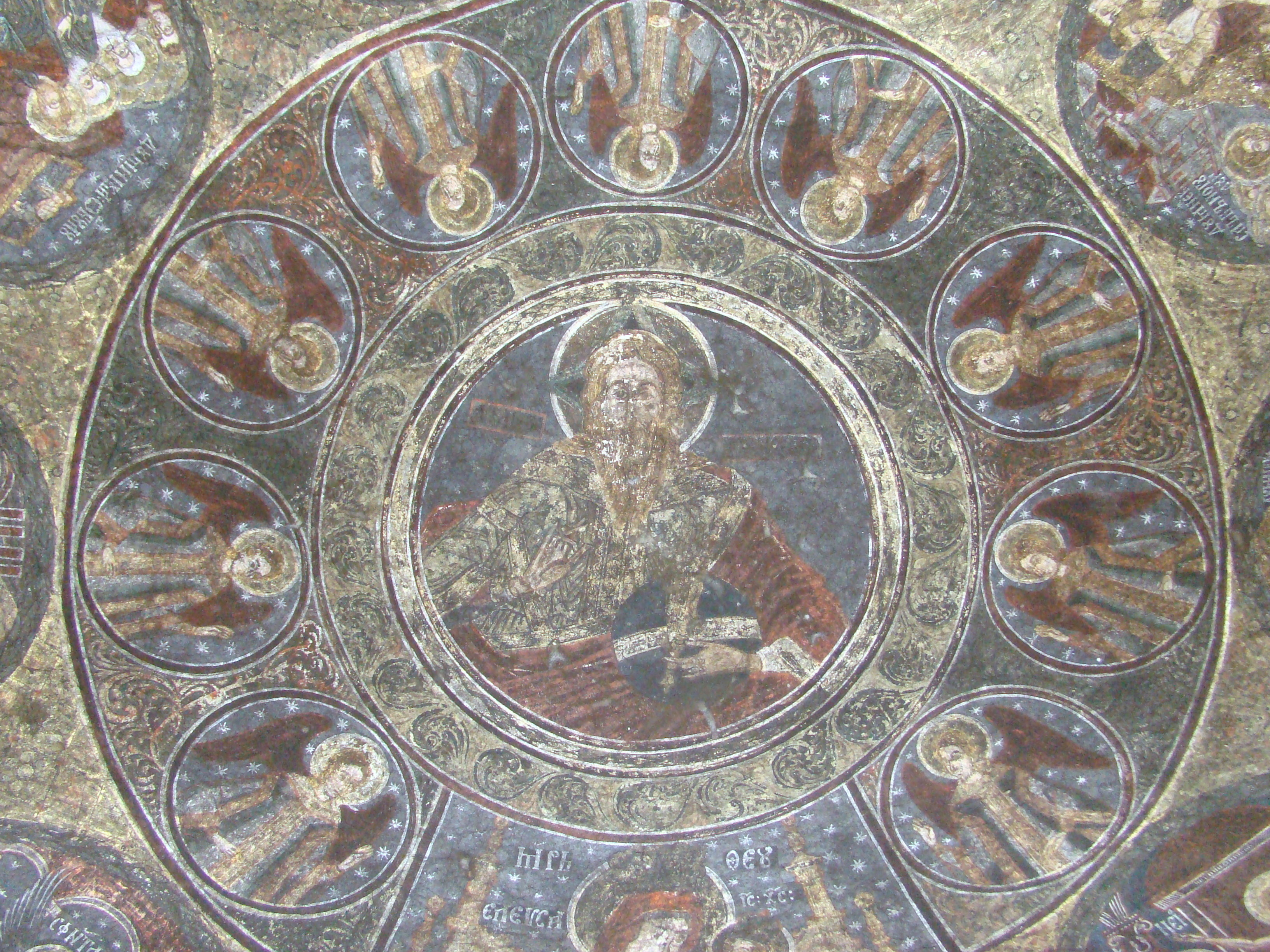
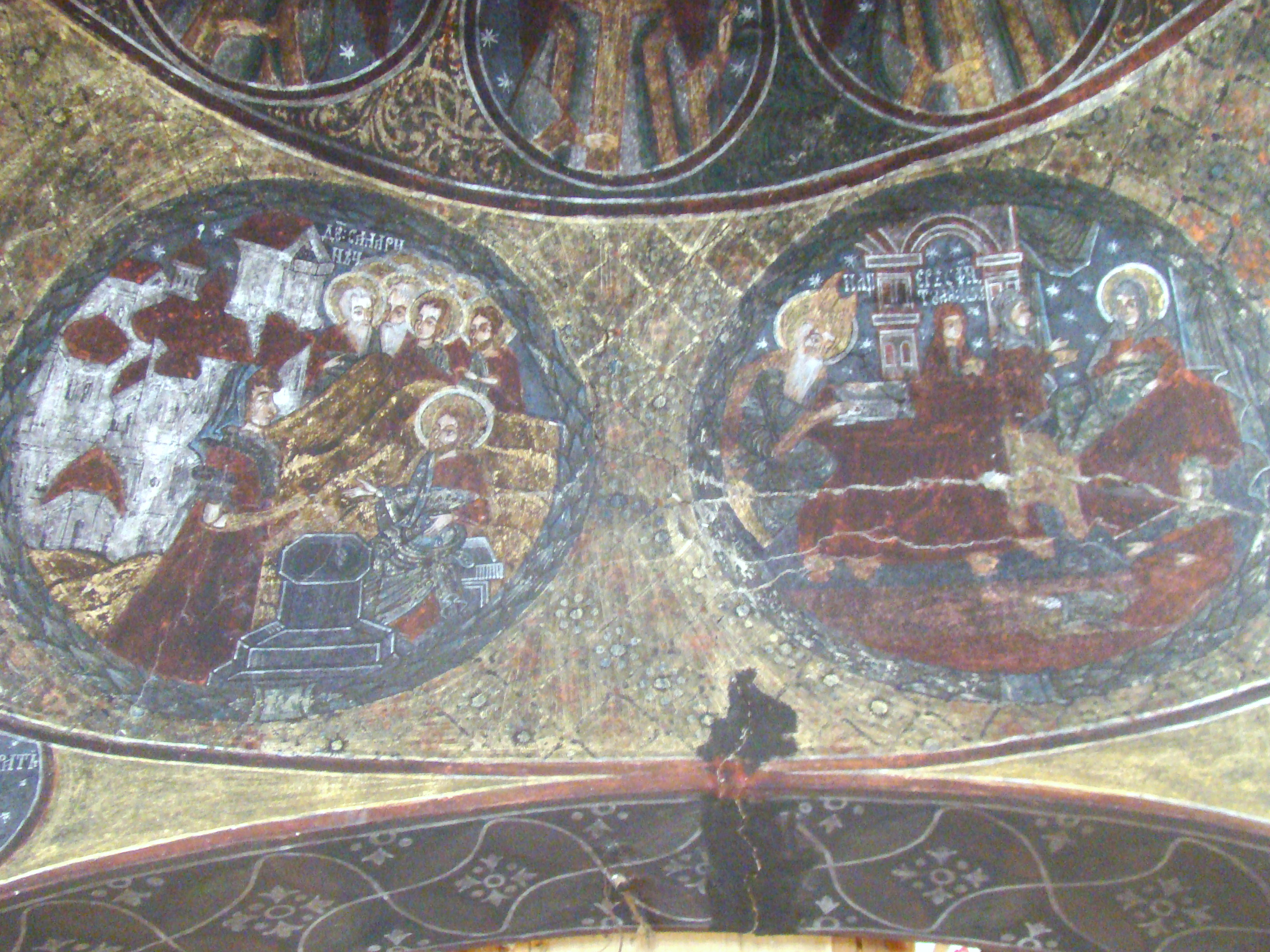
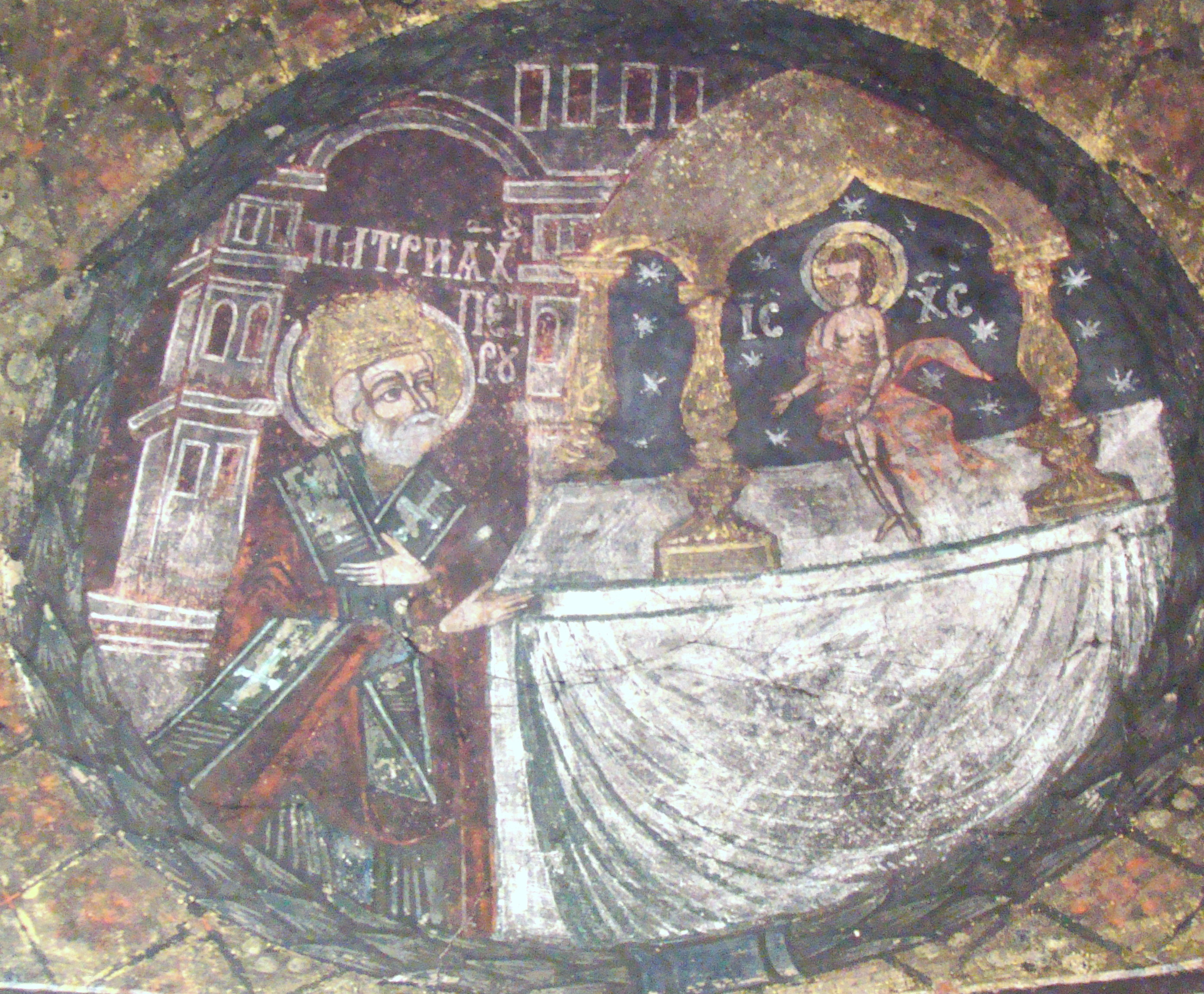
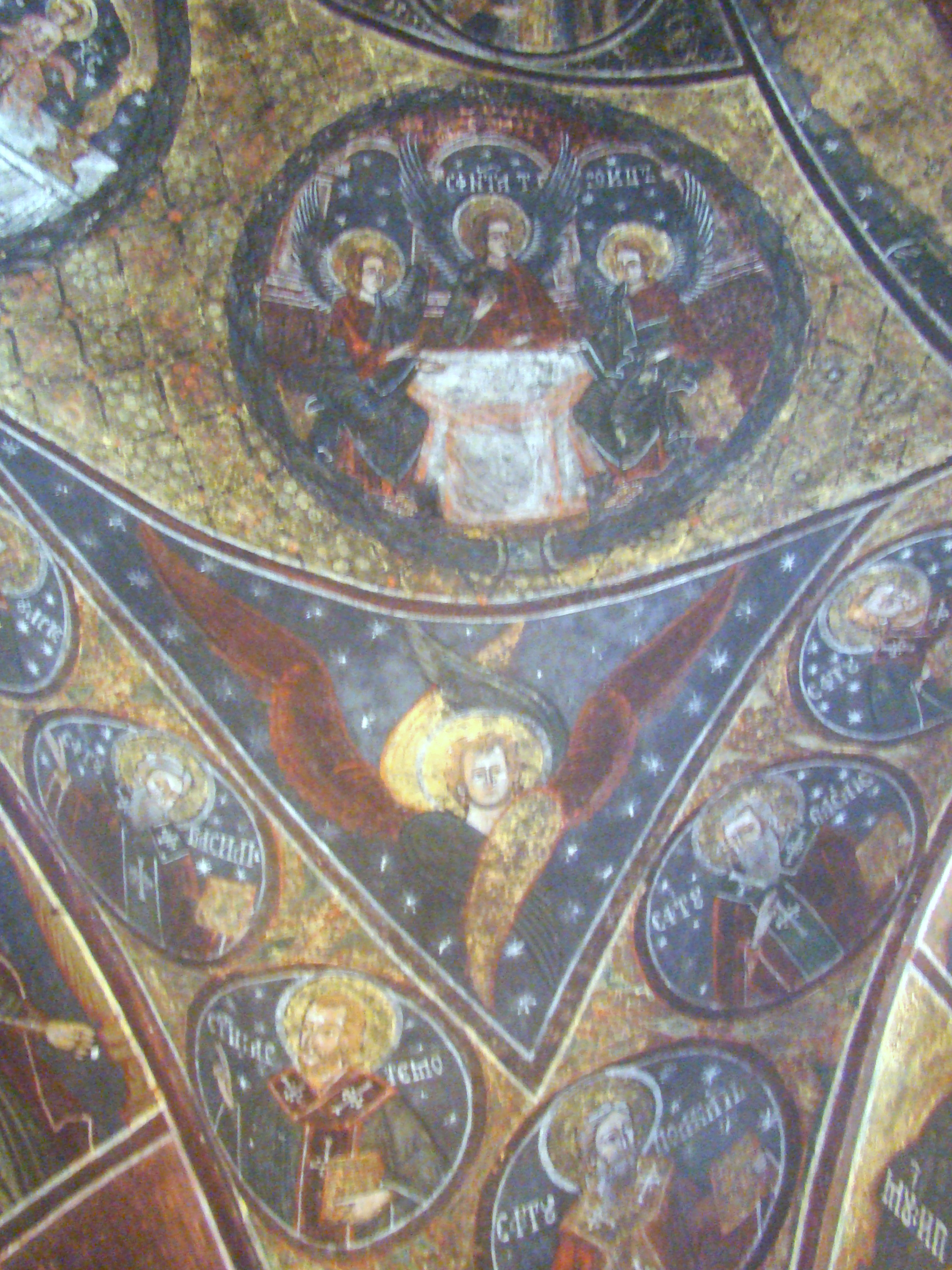
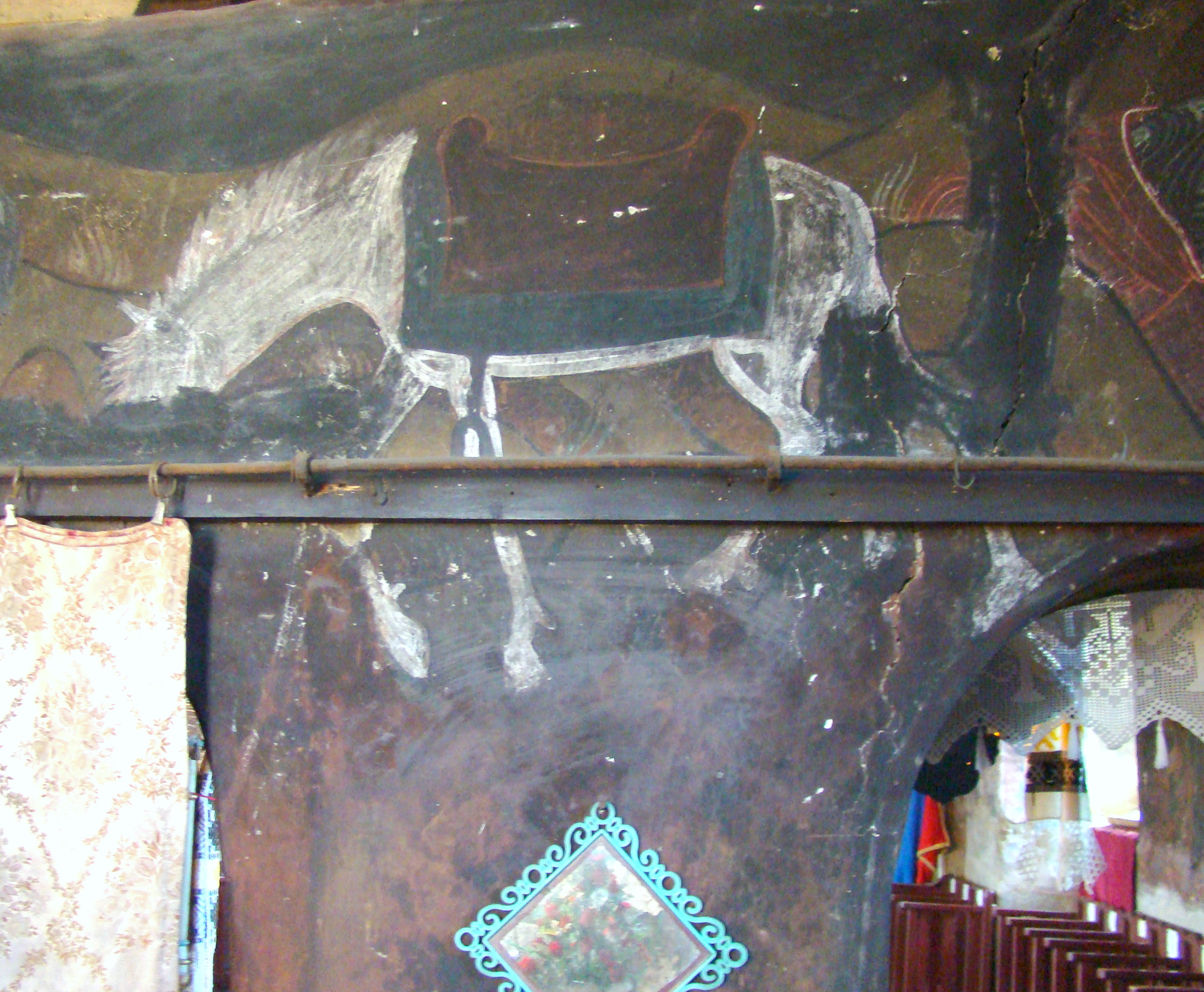
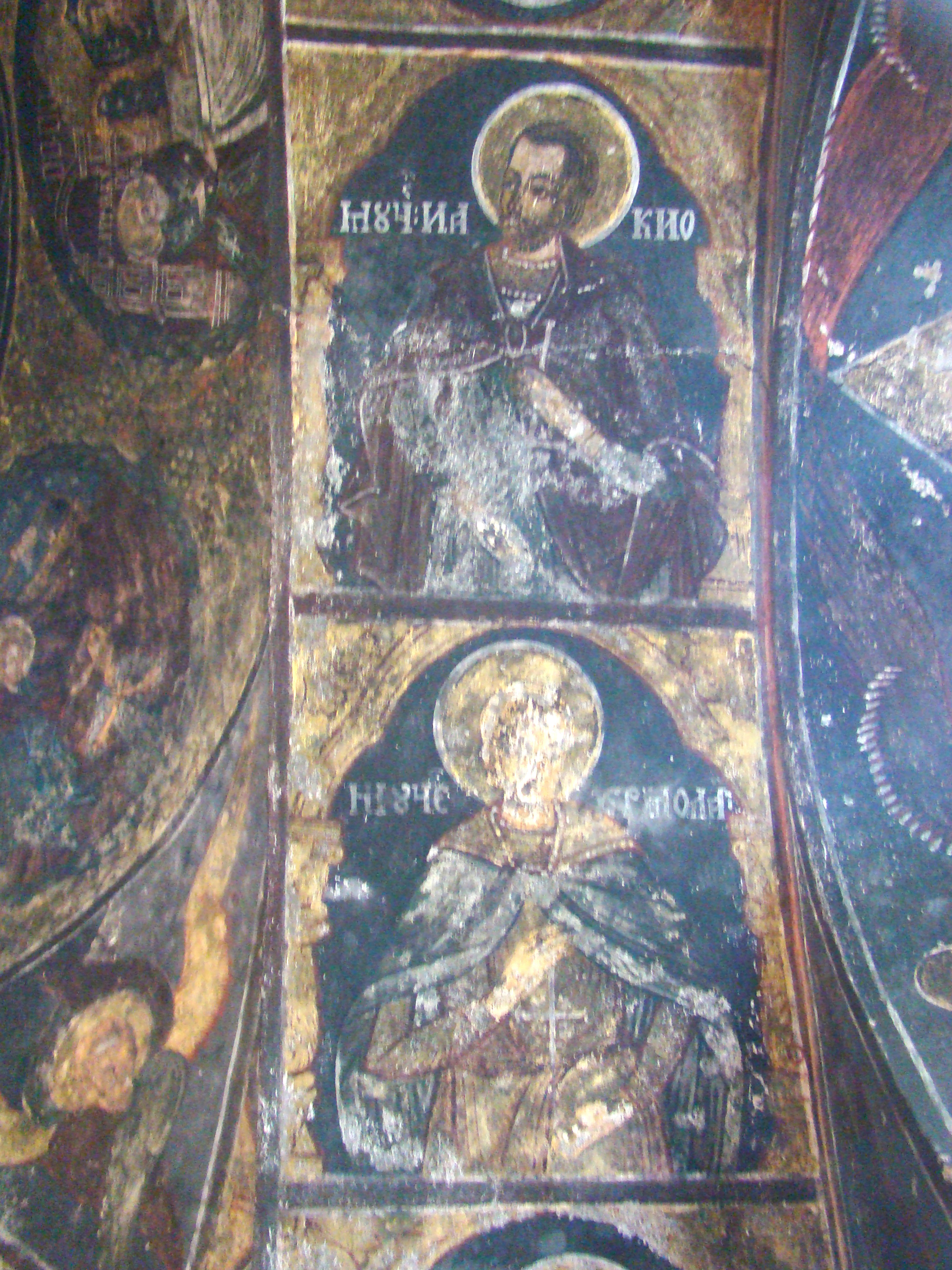
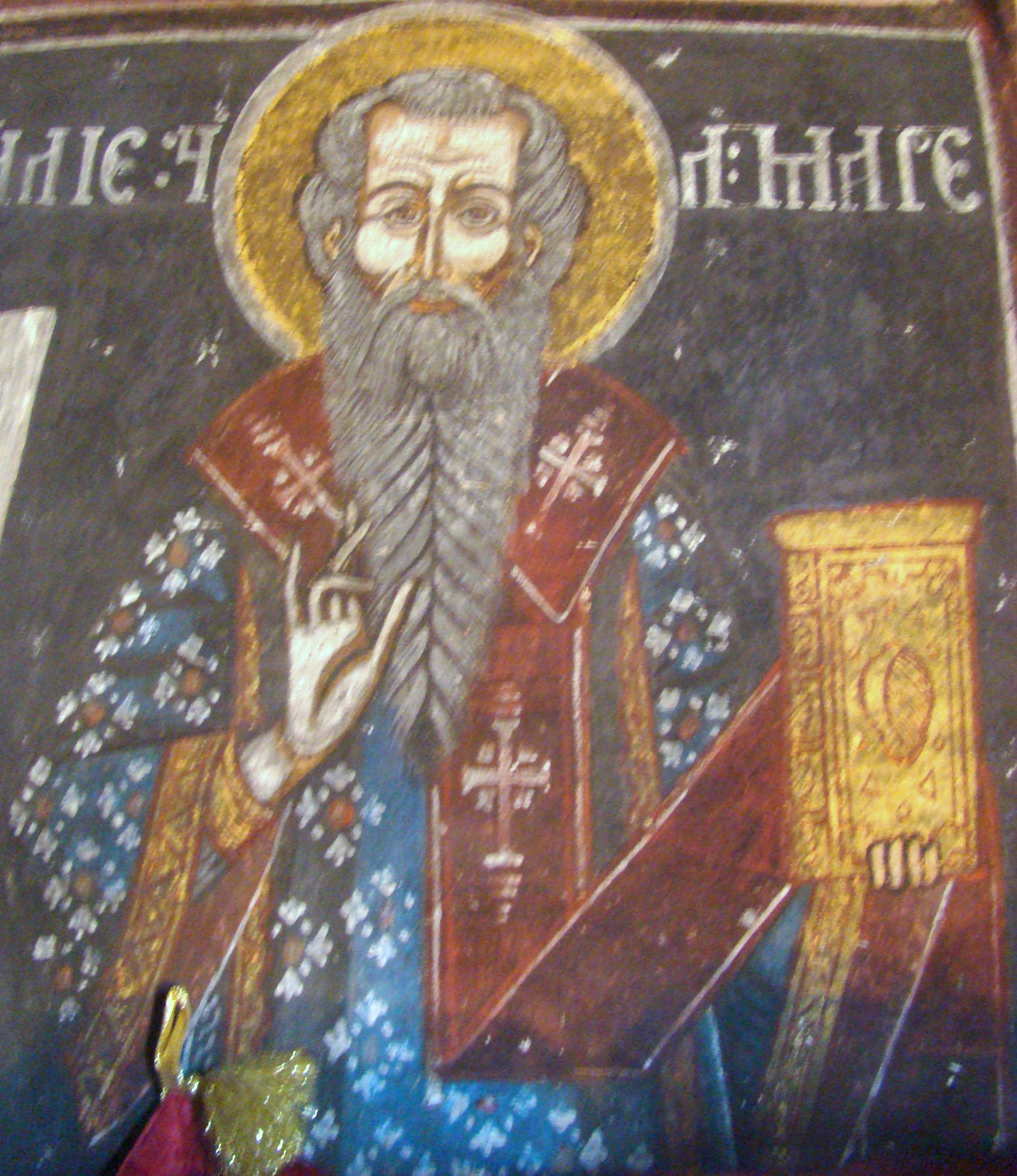
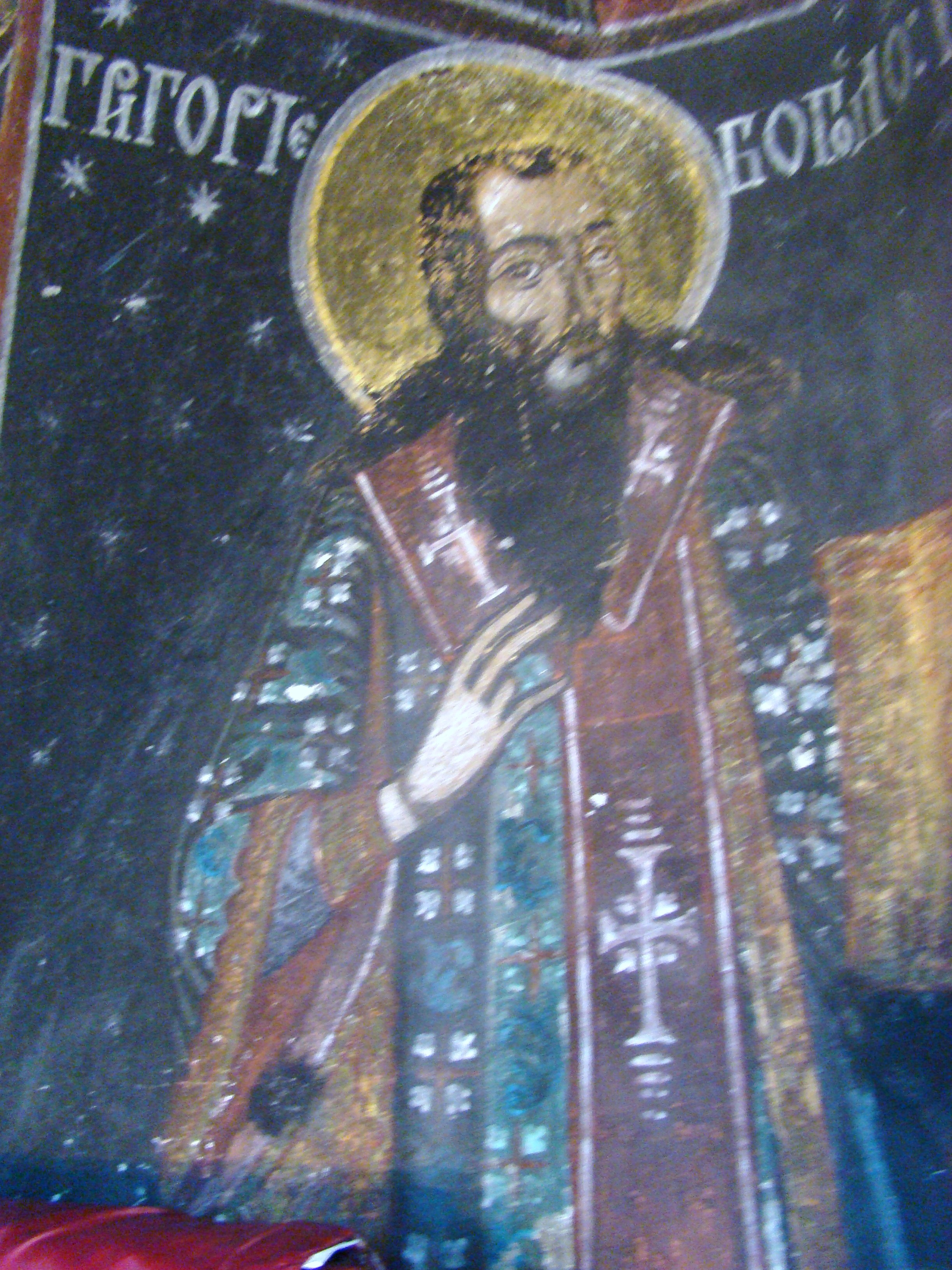
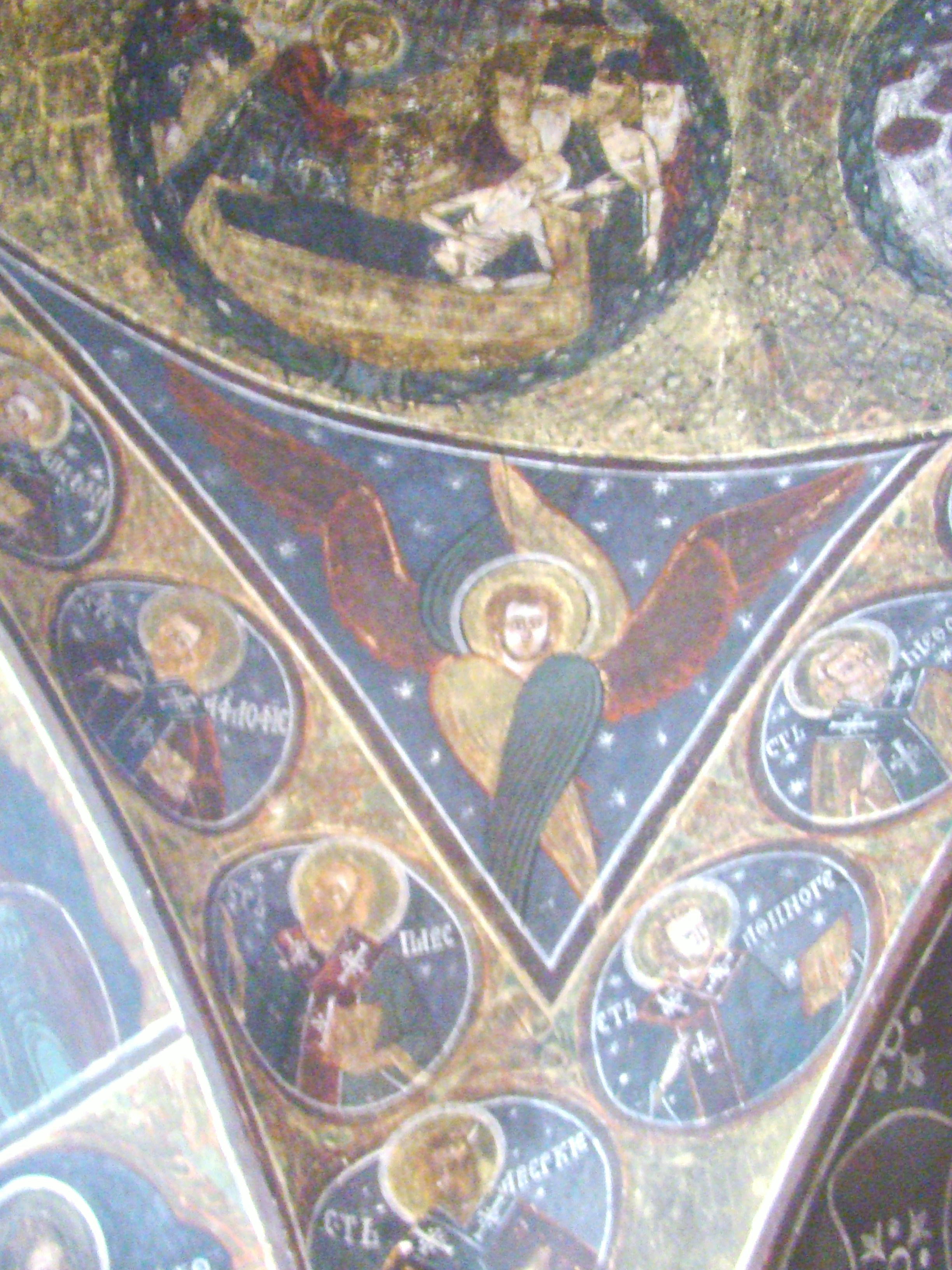
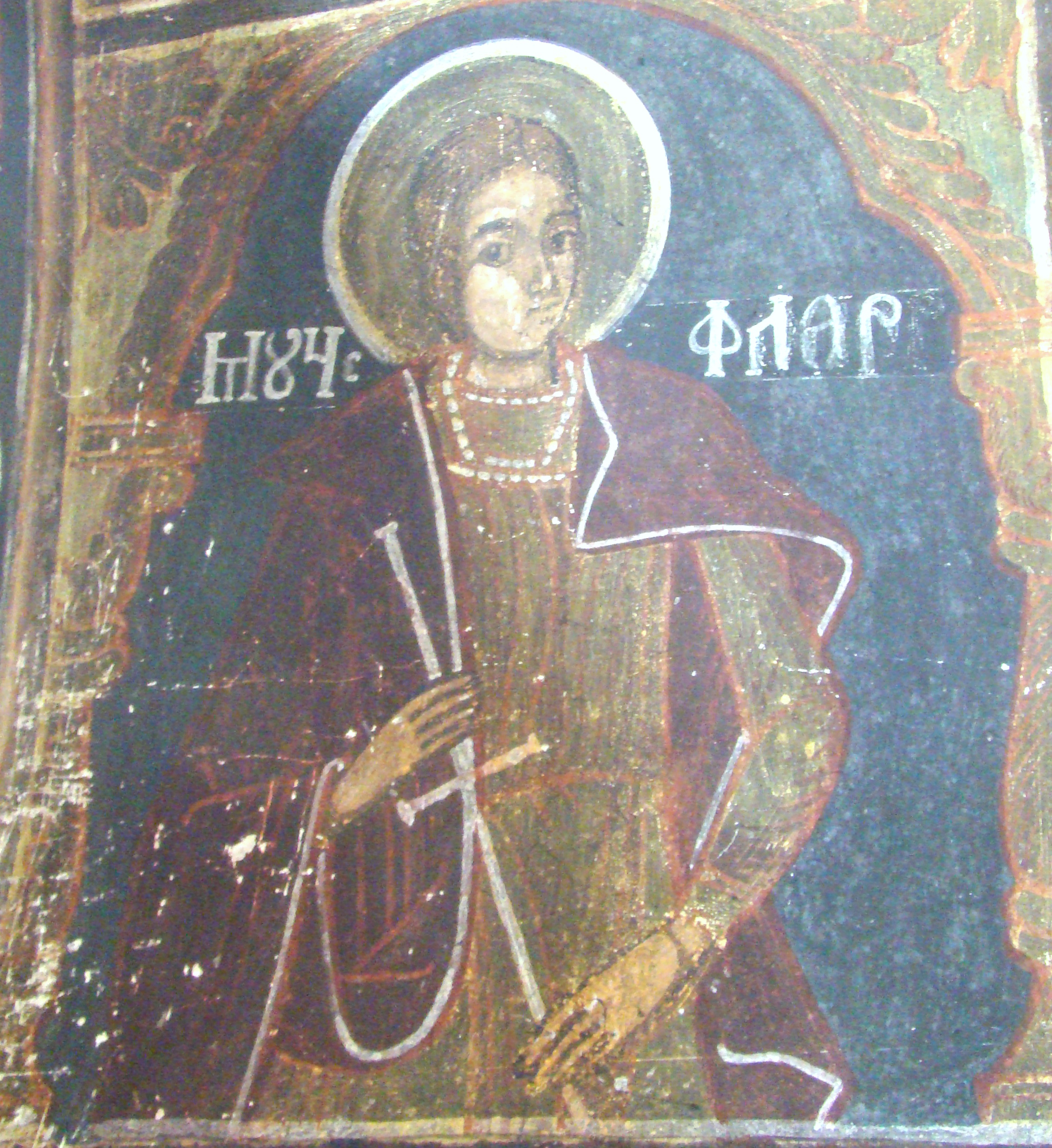
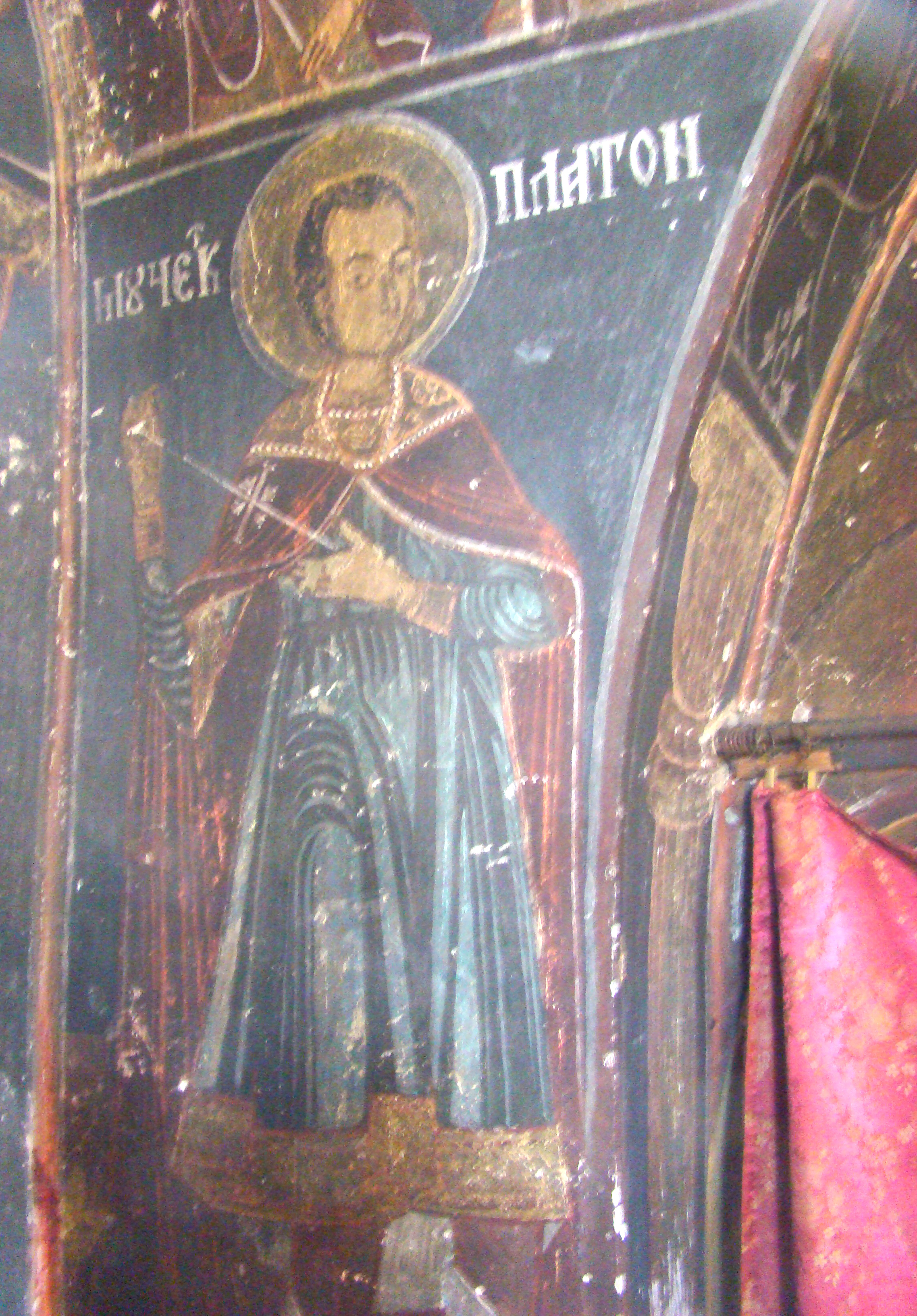
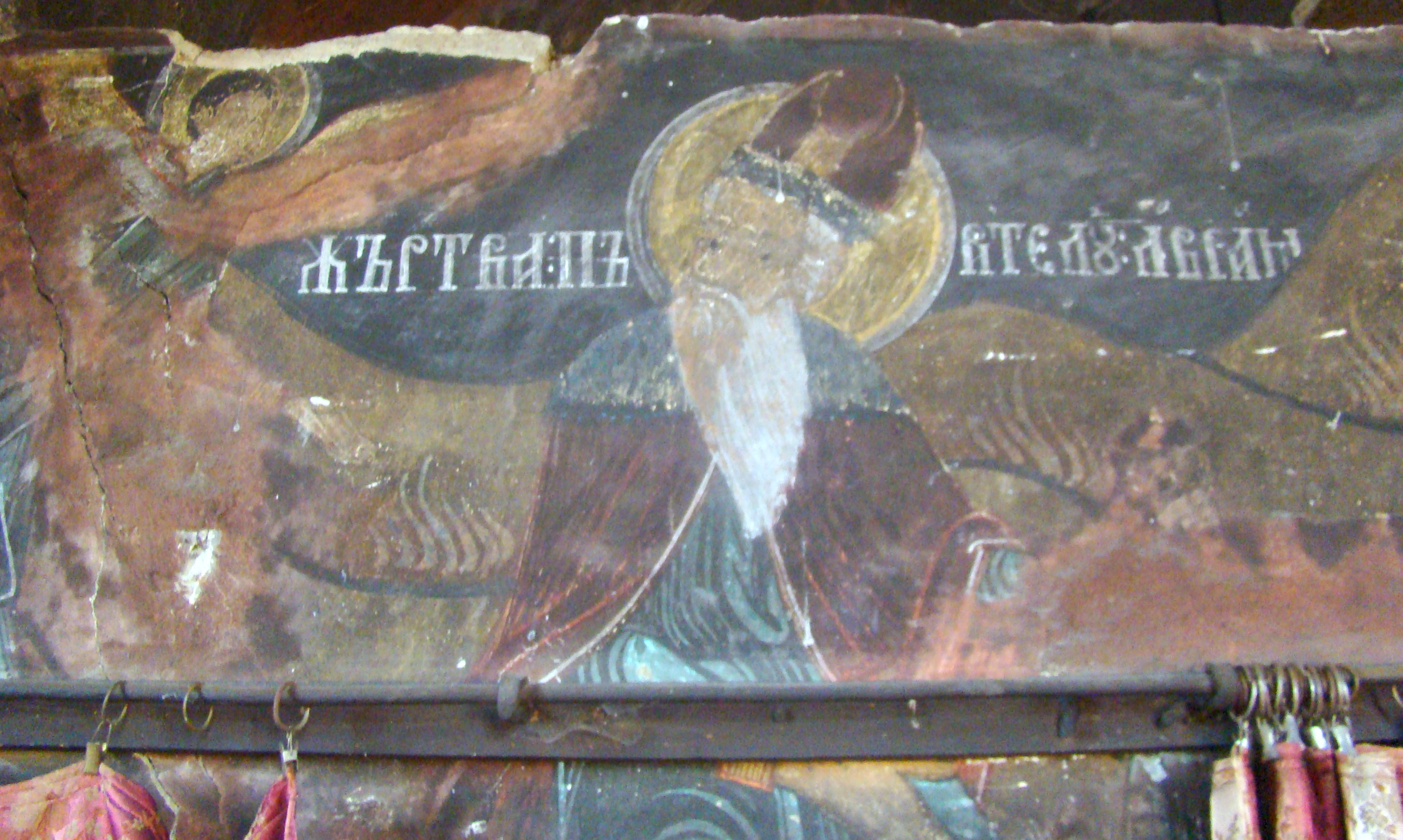
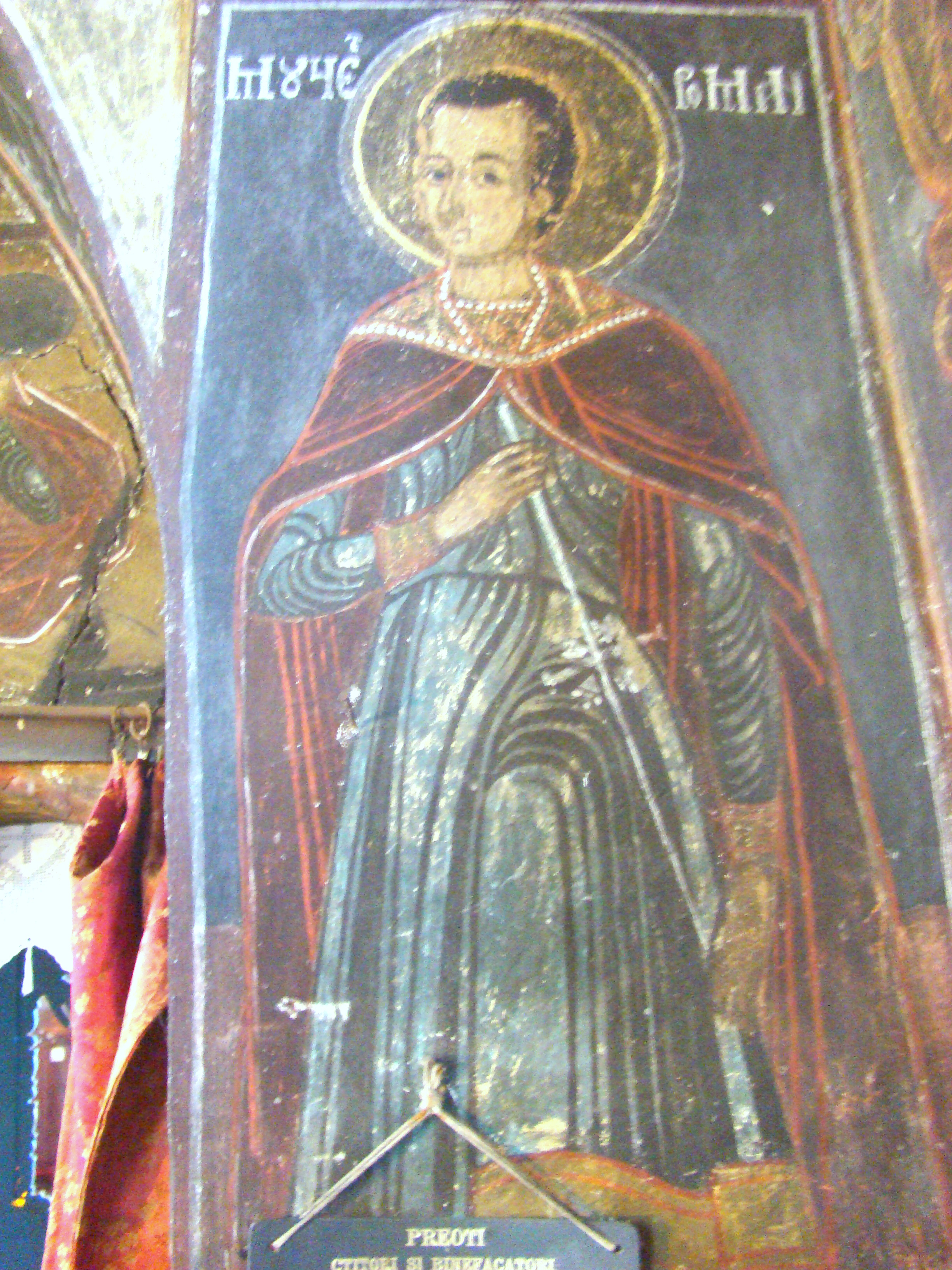
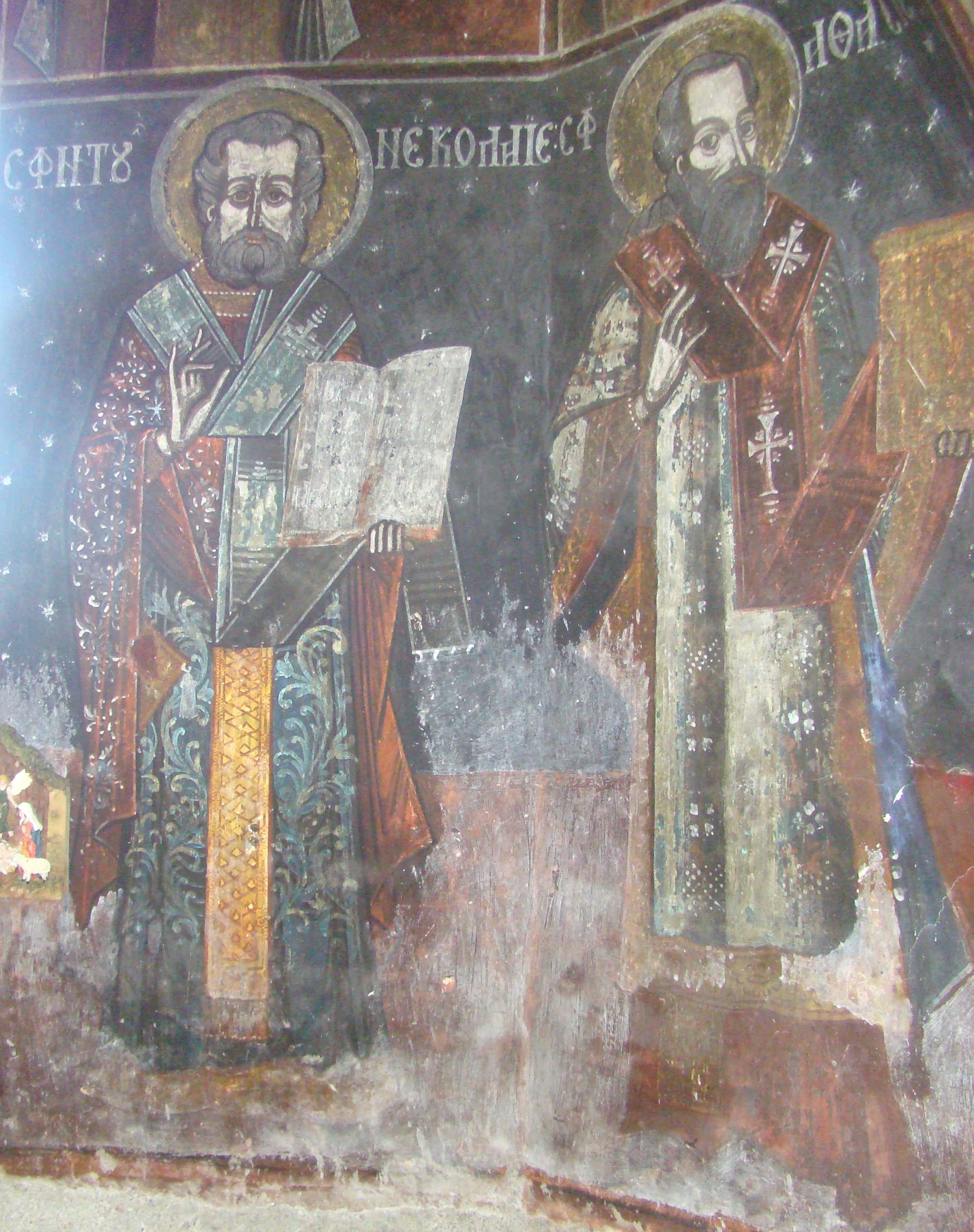
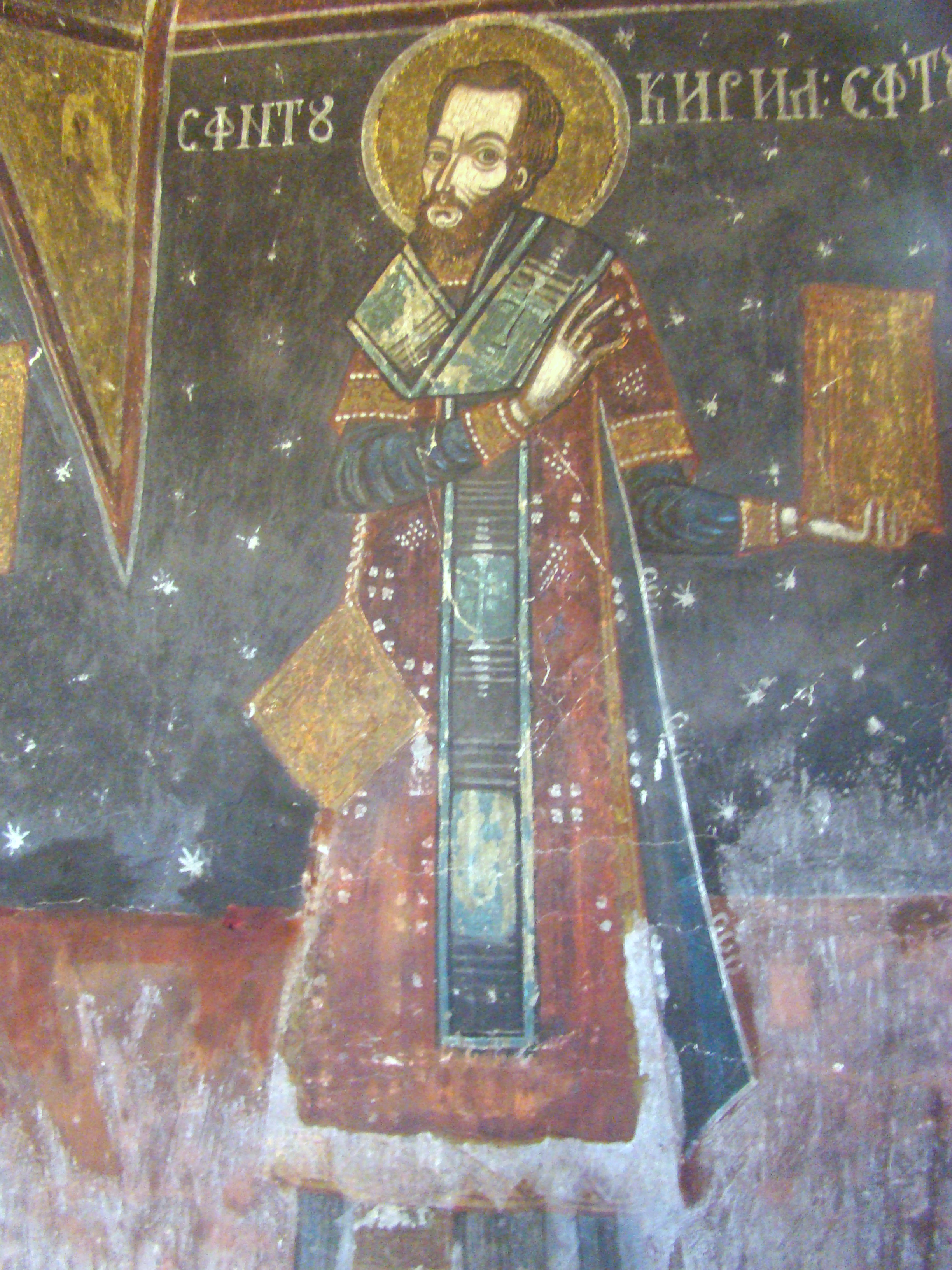
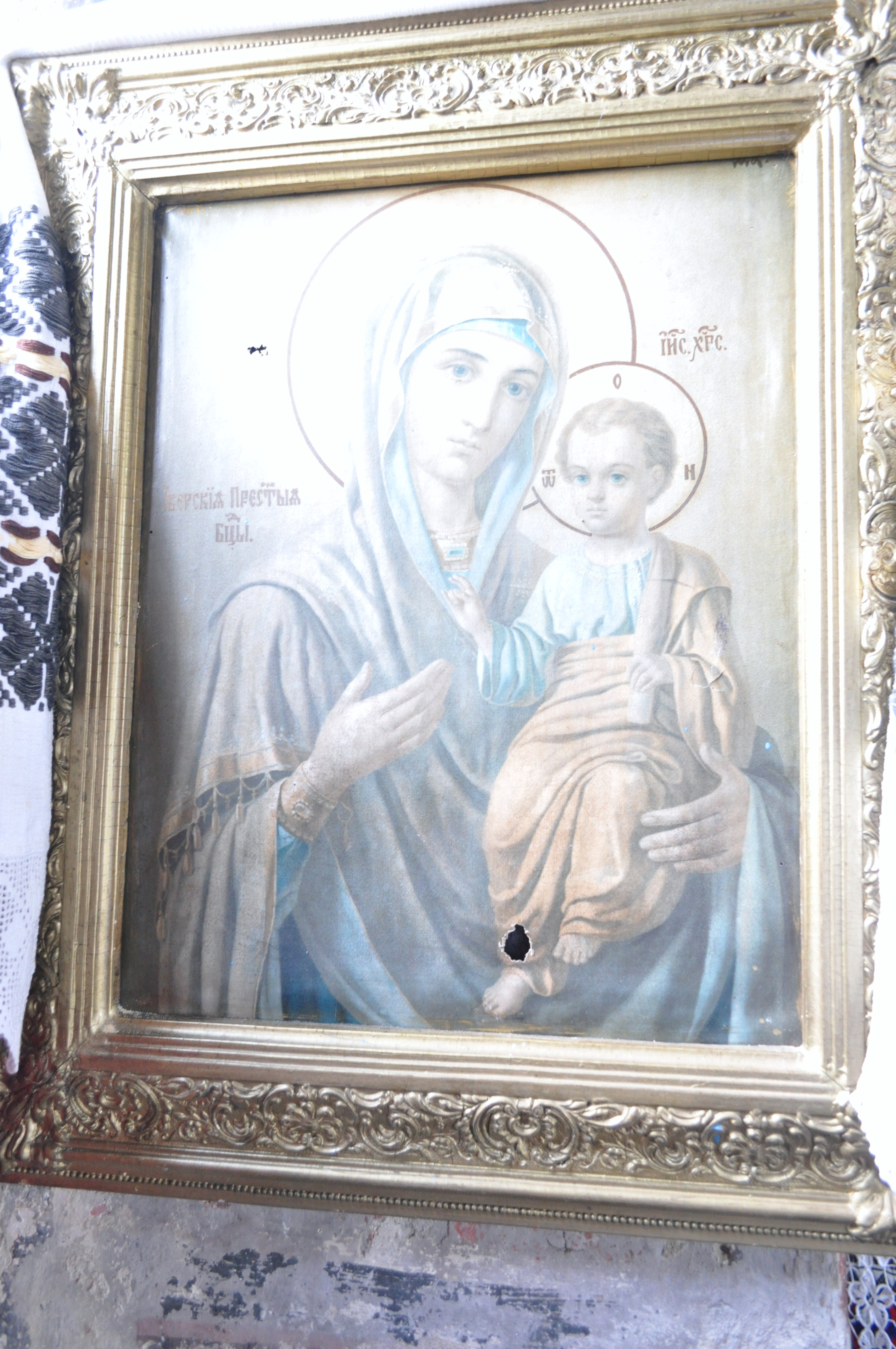
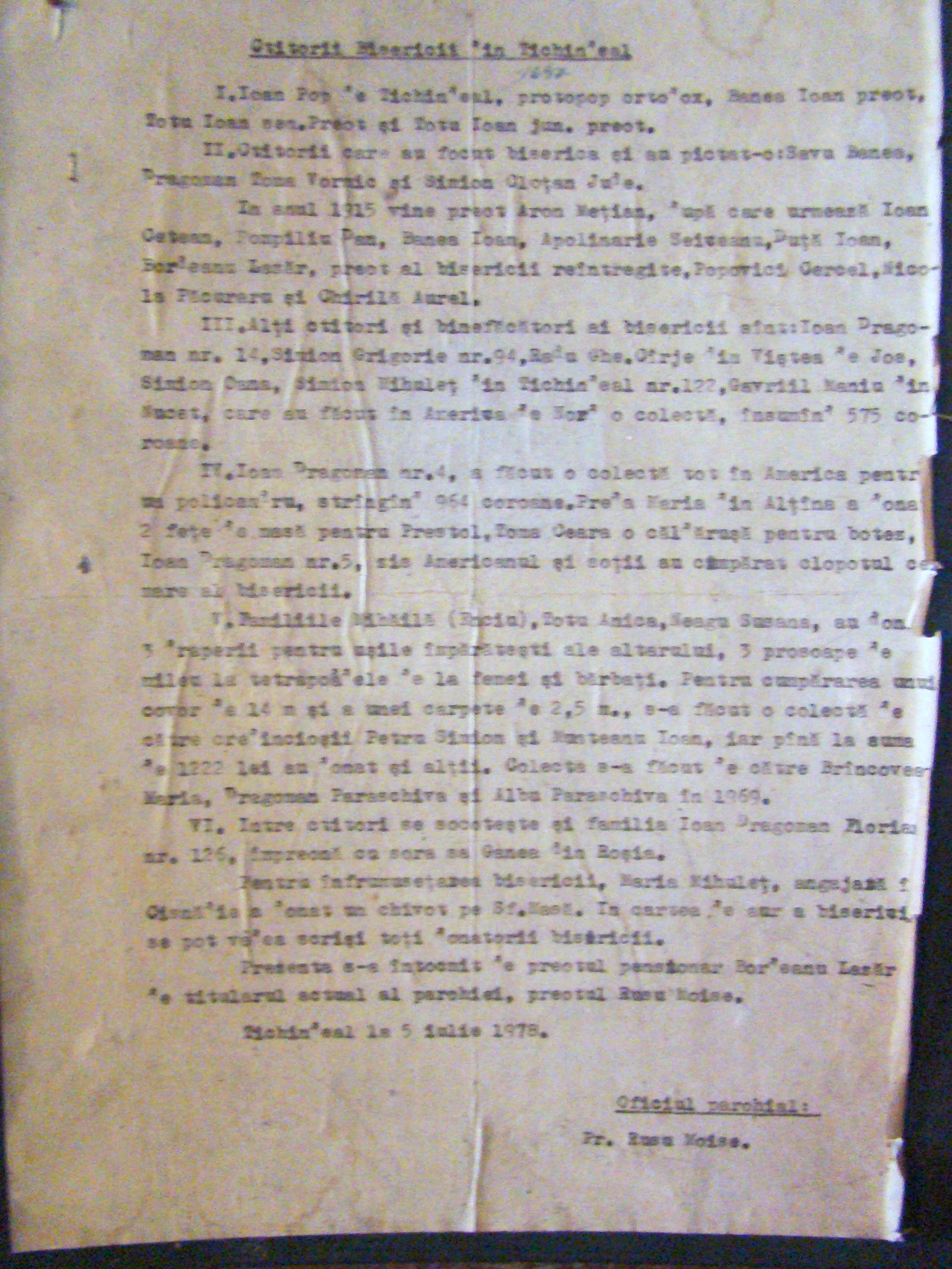
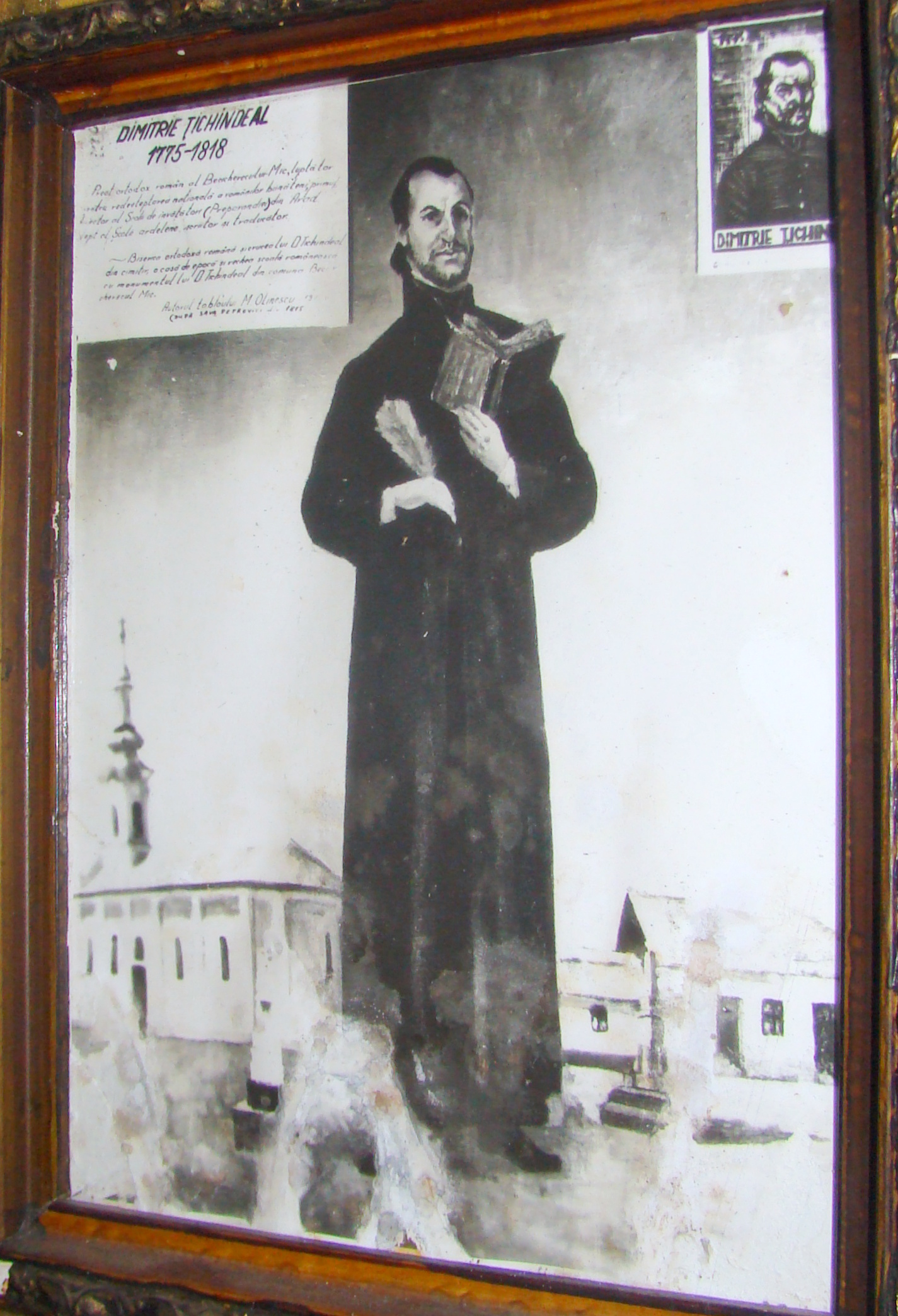